# Liste des joueurs du Basketball Hall of Fame

Logo du Basketball Hall of Fame.

Le Basketball Hall of Fame rend hommage aux joueurs qui ont fait preuve d’une habileté exceptionnelle au basket-ball, aux excellents entraîneurs, aux arbitres et aux autres grands contributeurs de ce sport. Situé à Springfield, dans le Massachusetts, le Hall of Fame doit son nom au Dr James Naismith, qui a inventé le sport en 1891. Il a été intronisé au Temple de la renommée comme contributeur en 1959. La catégorie des joueurs existe depuis la création du Hall of Fame. Pour être éligible, un joueur doit avoir pris sa retraite de la compétition depuis au moins trois ans (depuis 2018 jusqu'alors la carrière devait être terminée depuis au moins 5 ans).
Lors de l'année inaugurale du Hall of Fame, quatre joueurs ont été introduits, dont George Mikan, qui fut le premier joueur NBA à être récompensé. Au total, 221 joueurs sont intronisés au sein du Hall of Fame.
Un total de 27 joueuses sont intronisées au sein du Hall of Fame, dont les premières furent Lusia Harris-Stewart et Nera D. White en 1992. Treize d'entre elles ont évolué au sein de la Women's National Basketball Association (WNBA).
John Wooden, Lenny Wilkens, Bill Sharman, Tom Heinsohn et Bill Russell ont été intronisés à la fois en tant que joueur et en tant qu'entraîneur (Wooden en 1961 et 1973, Sharman en 1976 et 2004, Wilkens en 1989 et 2004, Heinsohn en 1986 et 2015 et Russell en 1975 et 2021).
Intronisé en 2016, Cumberland Posey est également membre du Baseball Hall of Fame.
À trois reprises, le Hall a intronisé de nouvelles promotions n'incluant pas dejoueur : en 1965, 1968 et 2007.
Très américanisé, le Basketball Hall of Fame ne compte que 24 joueurs ou joueuses nés hors des États-Unis.

## Membres

### Intronisations en 1959

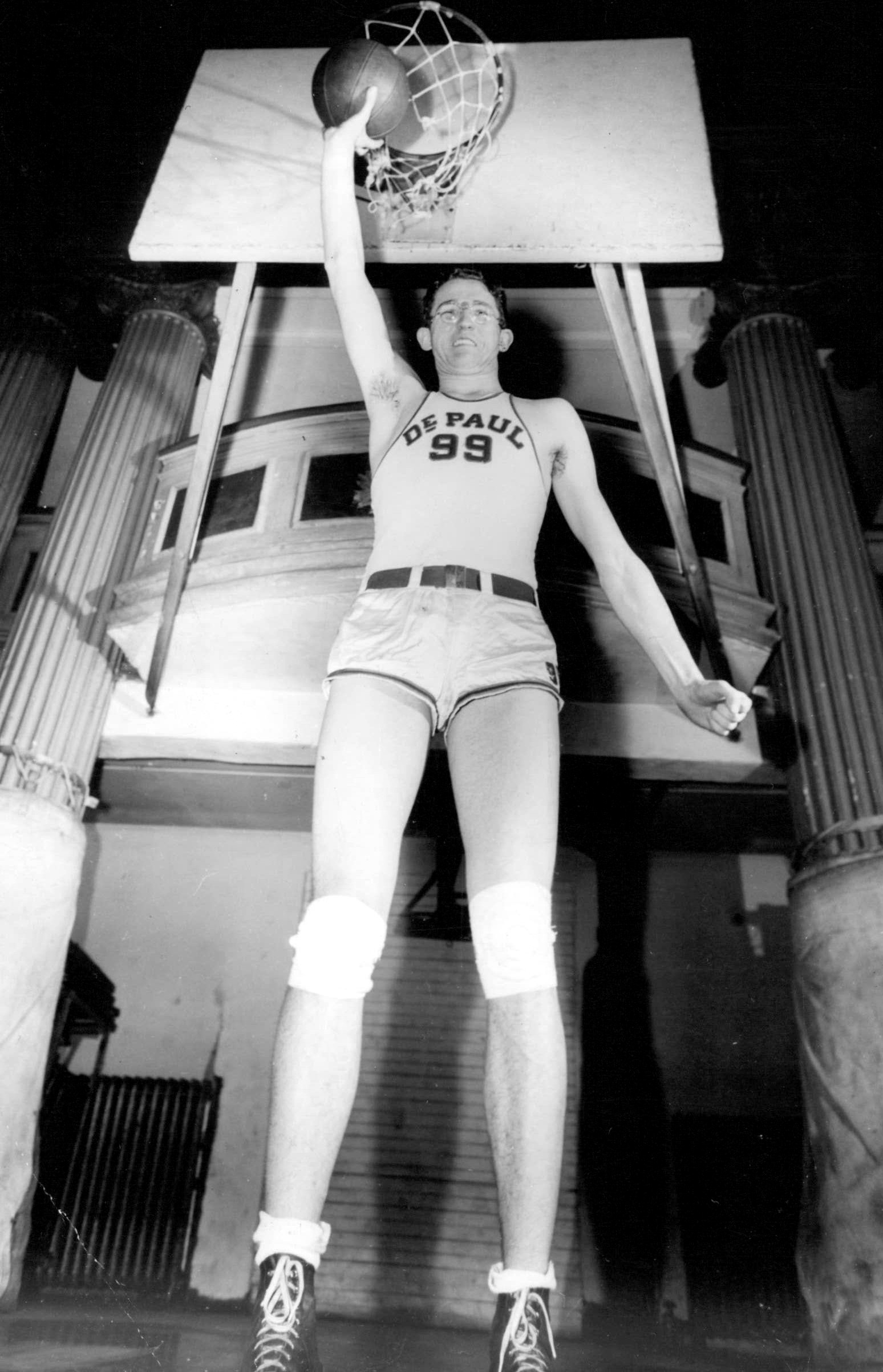
George Mikan

| Année | Joueur             | Accomplissements | Réf.  |
| ----- | ------------------ | --- | ----- |
| 1959  | Chuck Hyatt (en)   | Champion NCAA avec Pittsburgh en 1928 et 1930. | [ 1 ] |
| 1959  | Hank Luisetti (en) | 3 titres au sein de la Pacific Coast Conference avec Stanford de 1936 à 1938 et un titre NCAA en 1937. | [ 2 ] |
| 1959  | George Mikan       | All-America avec DePaul en 1944 et 1945. 2× Champion NBL avec l'American Gears de Chicago en 1947 et les Lakers de Minneapolis en 1948. 5× Champion BAA/NBA avec les Lakers de Minneapolis en 1949, 1950, 1952, 1953 et 1954. 5× All-NBA First-Team de 1950 à 1954. 4× NBA All-Star de 1951 à 1954. Fait partie des 50 meilleurs joueurs de l'histoire de la NBA en 1996. Fait partie des 75 meilleurs joueurs de l'histoire de la NBA en 2021. | [ 3 ] |
| 1959  | John Schommer (en) | Champion de la Big Ten Conference et All-America avec Chicago de 1907 à 1909. | [ 4 ] |

### Intronisations années 1960-1969

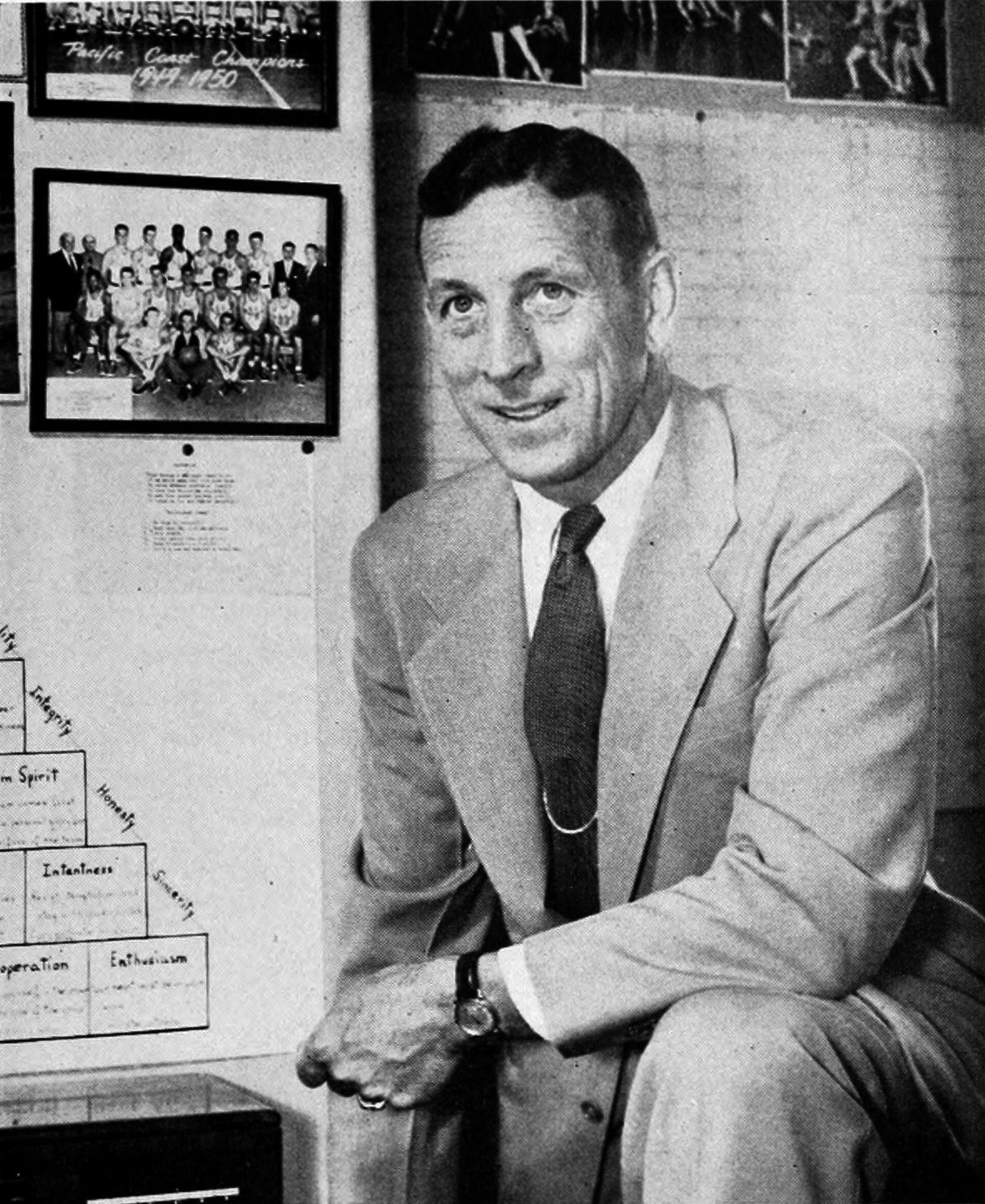
John Wooden

| Année | Joueur                   | Accomplissements | Réf.   |
| ----- | ------------------------ | --- | ------ |
| 1960  | Vic Hanson (en)          | All-America Team en 1952. A joué en ABL pour les Rosenblums de Cleveland de 1927 à 1930. | [ 5 ]  |
| 1960  | Ed Macauley              | All-America avec Saint Louis en 1948 et 1949. Champion NIT et MVP du titre de 1949. All-NBA First Team en 1951, 1952 et 1953.                                                                                                   | [ 6 ]  |
| 1960  | Branch McCracken (en)    | All-Big Ten First Team en 1928, 1929 et 1930. | [ 7 ]  |
| 1960  | Stretch Murphy (en)      | Champion de la Big Ten Conference en 1930. | [ 8 ]  |
| 1960  | John Wooden              | Champion NCAA avec Purdue en 1932. All-NBL First Team en 1938. | [ 9 ]  |
| 1961  | Bennie Borgmann          | A obtenu 15 titres de meilleur marqueur de la saison dans différentes ligues de 1922 à 1935. A mené les Patterson Legionnaires and Kingston Colonials aux titres en 1923. A joué près de 3 000 matchs dans sa carrière.         | [ 10 ] |
| 1961  | Forrest DeBernardi (en)  | A remporté 5 titres de l'Amateur Athletic Union avec Kansas City Athletic Club en 1921, Hillyard Shine Alls en 1926 et 1927, Cook Paint Company en 1928 et 1929. Élu à 7 reprises AAU All-America.                              | [ 11 ] |
| 1961  | Bob Kurland              | All-America en 1944, 1945 et 1946. 2 titres en NCAA et meilleur joueur du tournoi NCAA avec Oklahoma A&M en 1945 et 1946. 2 médailles d'or aux Jeux olympiques de 1948 et 1952.                                                 | [ 12 ] |
| 1961  | Andy Phillip             | 2× All-America en 1943 et 1947. Une finale NCAA avec l'Illinois en 1947. A participé à 4 Finales NBA de 1955 à 1958. Sélectionné à 5 reprises au BAA/NBA All-Star Game de 1951 à 1955.                                          | [ 13 ] |
| 1961  | John Roosma (en)         | | [ 14 ] |
| 1961  | Christian Steinmetz (en) | | [ 15 ] |
| 1961  | Ed Wachter (en)          | | [ 16 ] |
| 1962  | Jack McCracken (en)      | Élu à 8 reprises au AAU All-America et remporte 3 titres nationaux de l'AAU en 1937, 1939 et 1942. | [ 17 ] |
| 1962  | Harlan Page (en)         | 1 titre AAU avec l'université de Chicago en 1907 et 3 championnats nationaux en 1908, 1909 et 1910. | [ 18 ] |
| 1962  | Barney Sedran (en)       | 1 titre de l'Hudson Valley League avec Newburgh en 1912, un titre de la Pennsylvania League avec une série de 35 victoires consécutives avec Carbondale en 1917, puis un titre de la New York State League avec Albany en 1921. | [ 19 ] |
| 1962  | Cat Thompson (en)        | 3 titres de la All-Rocky Mountain Conference et sélectionné dans la All-America avec Montana State en 1928, 1929 et 1930. A mené Montana State dans l'Helms National Championship avec un bilan de 35-2 en 1929.                | [ 20 ] |
| 1963  | Ace Gruenig (en)         | Élu à 10 reprises dans l'AAU All-America First-Team, recordman de la distinction. A remporté 4 titres de l'AAU, avec Denver Safeway en 1937, puis les Denver Nuggets en 1939 et la Denver American Legion en 1942.              | [ 21 ] |
| 1964  | Harold E. Foster (en)    | All-America en 1930, trois titres de la Big Ten Conference en 1935, 1941 et 1947, ainsi qu'un titre en NCAA avec Wisconsin en 1941.                                                                                             | [ 22 ] |
| 1964  | Nat Holman (en)          | Joueur-entraîneur de l'équipe des Original Celtics de 1926 à 1929 où il remporte deux titre de l'American Basketball League en 1927 et 1928.                                                                                    | [ 23 ] |
| 1964  | John Russell             | 2 titres de l'ABL comme joueur-entraîneur avec les Rosenblums de Cleveland en 1926, puis avec les Jewels de New York en 1939.                                                                                                   | [ 24 ] |
| 1966  | Joe Lapchick             | Double champion d'ABL avec les Original Celtics en 1927 et 1928, ainsi qu'avec les Rosenblums de Cleveland en 1929 et 1930. | [ 25 ] |
| 1969  | Dutch Dehnert (en)       | Membre célèbre des Original Celtics dans les années 1920. | [ 26 ] |

### Intronisations années 1970-1979

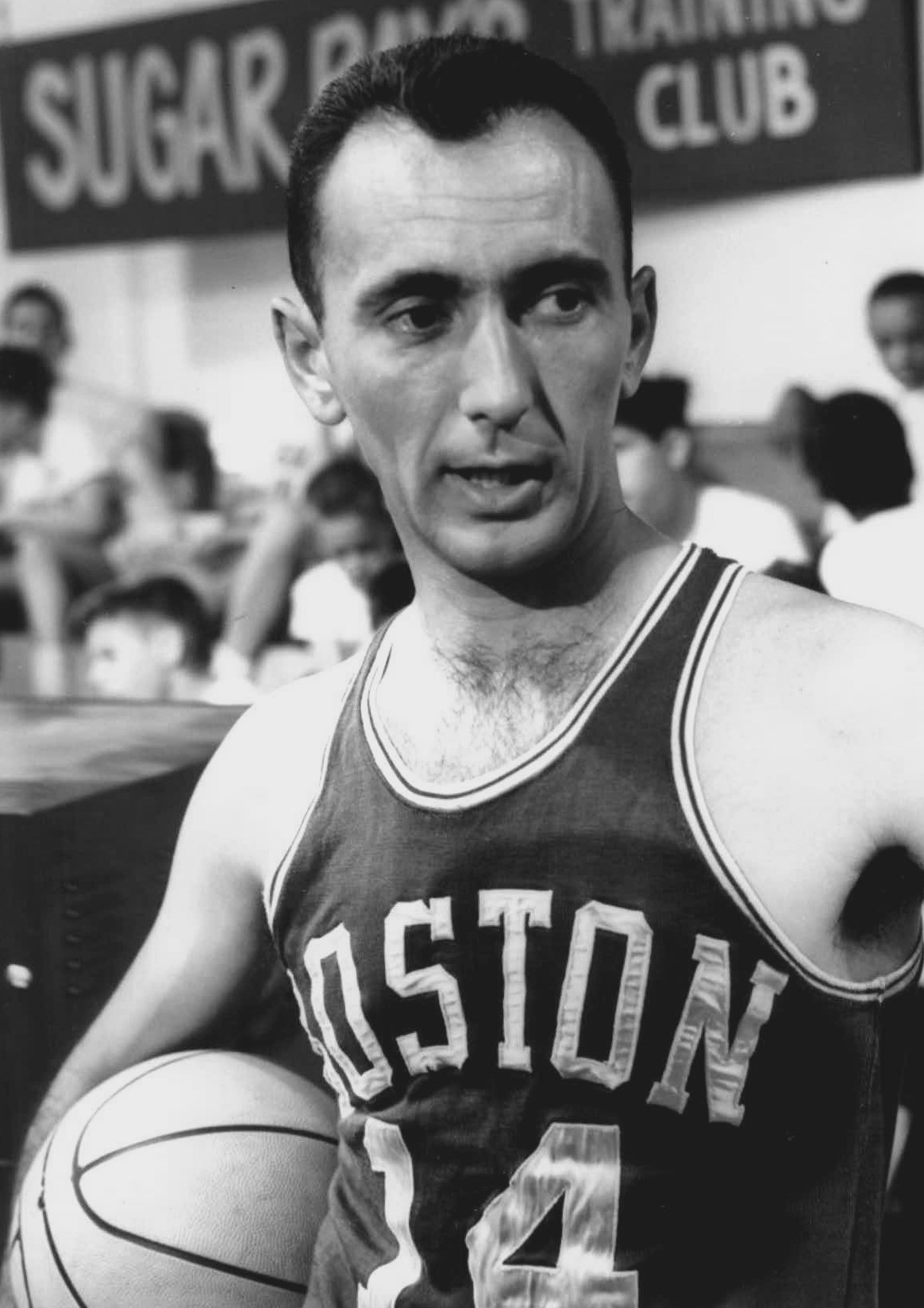
Bob Cousy

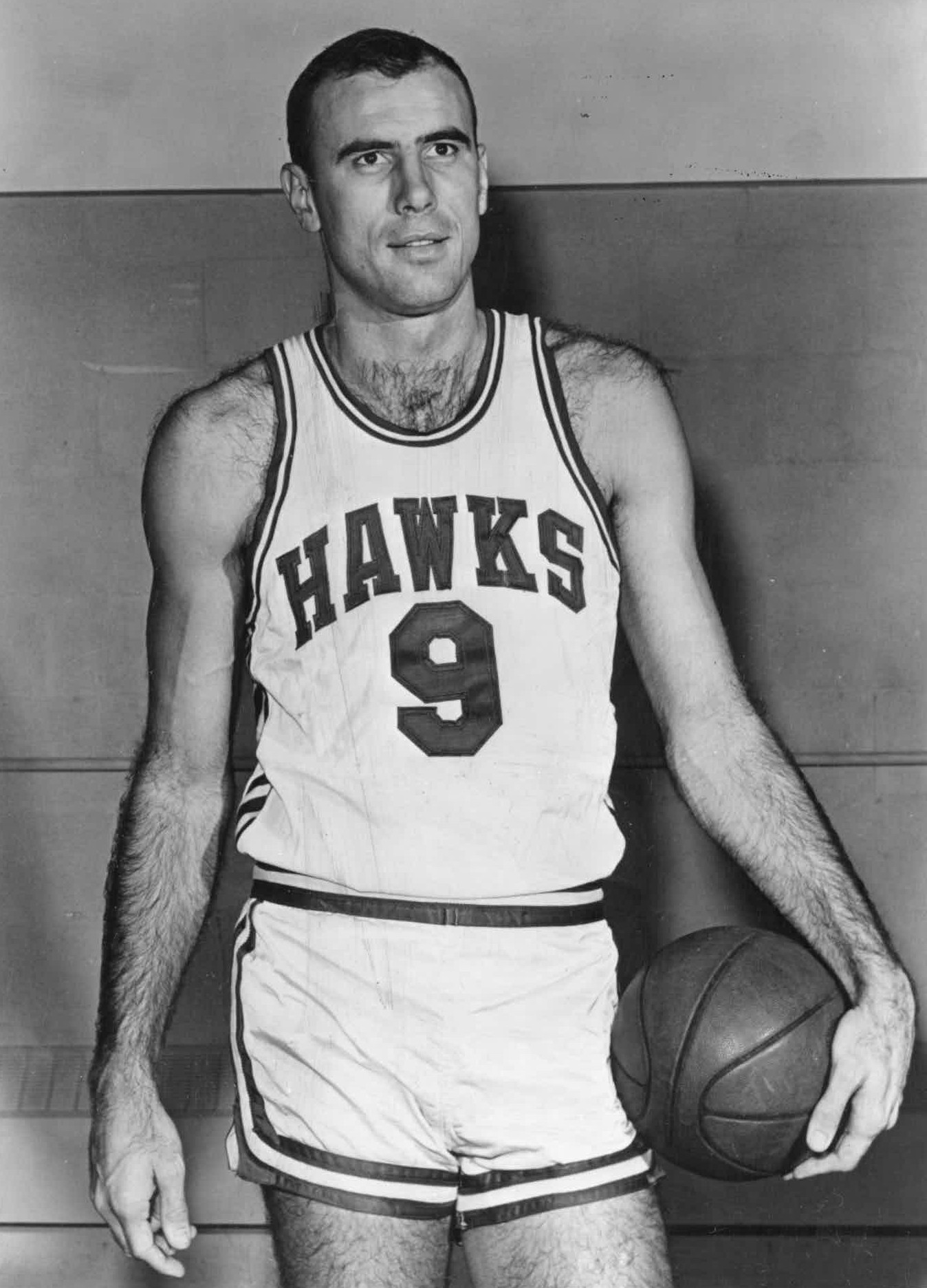
Bob Pettit

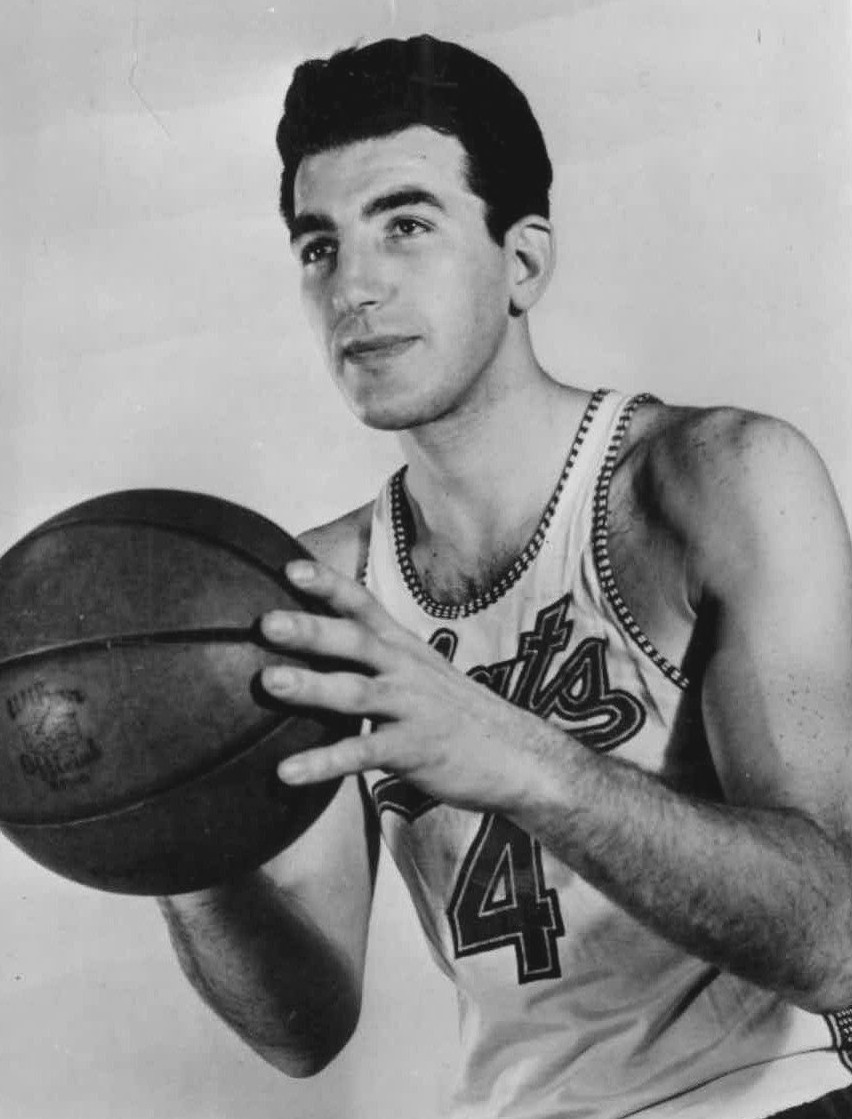
Dolph Schayes

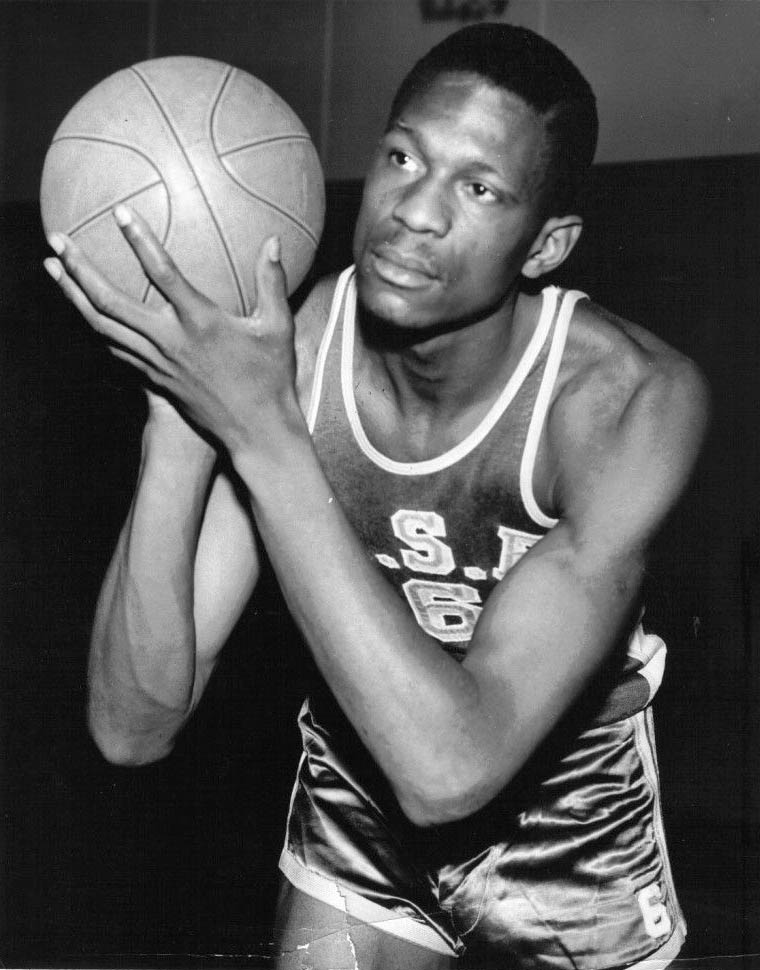
Bill Russell

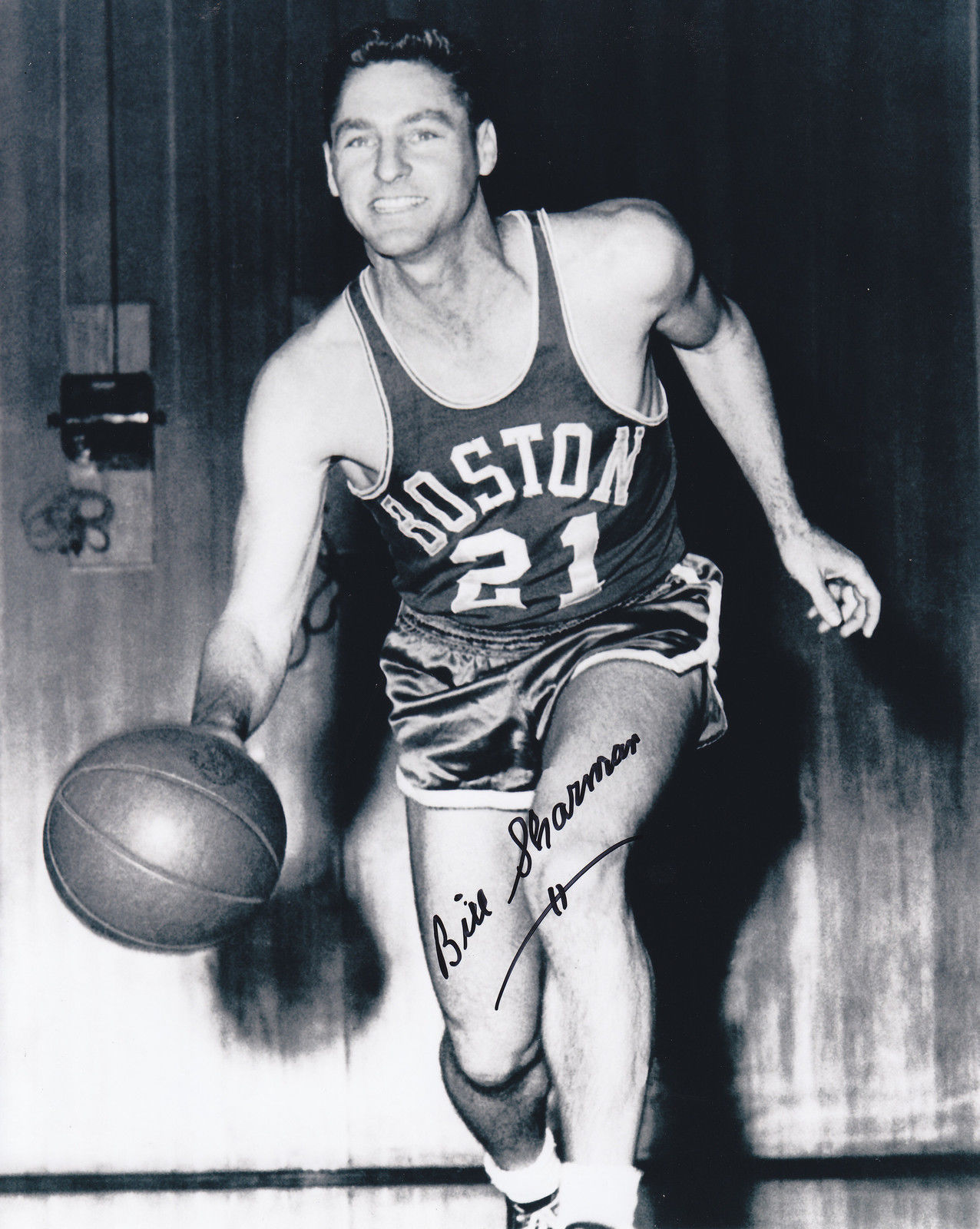
Bill Sharman

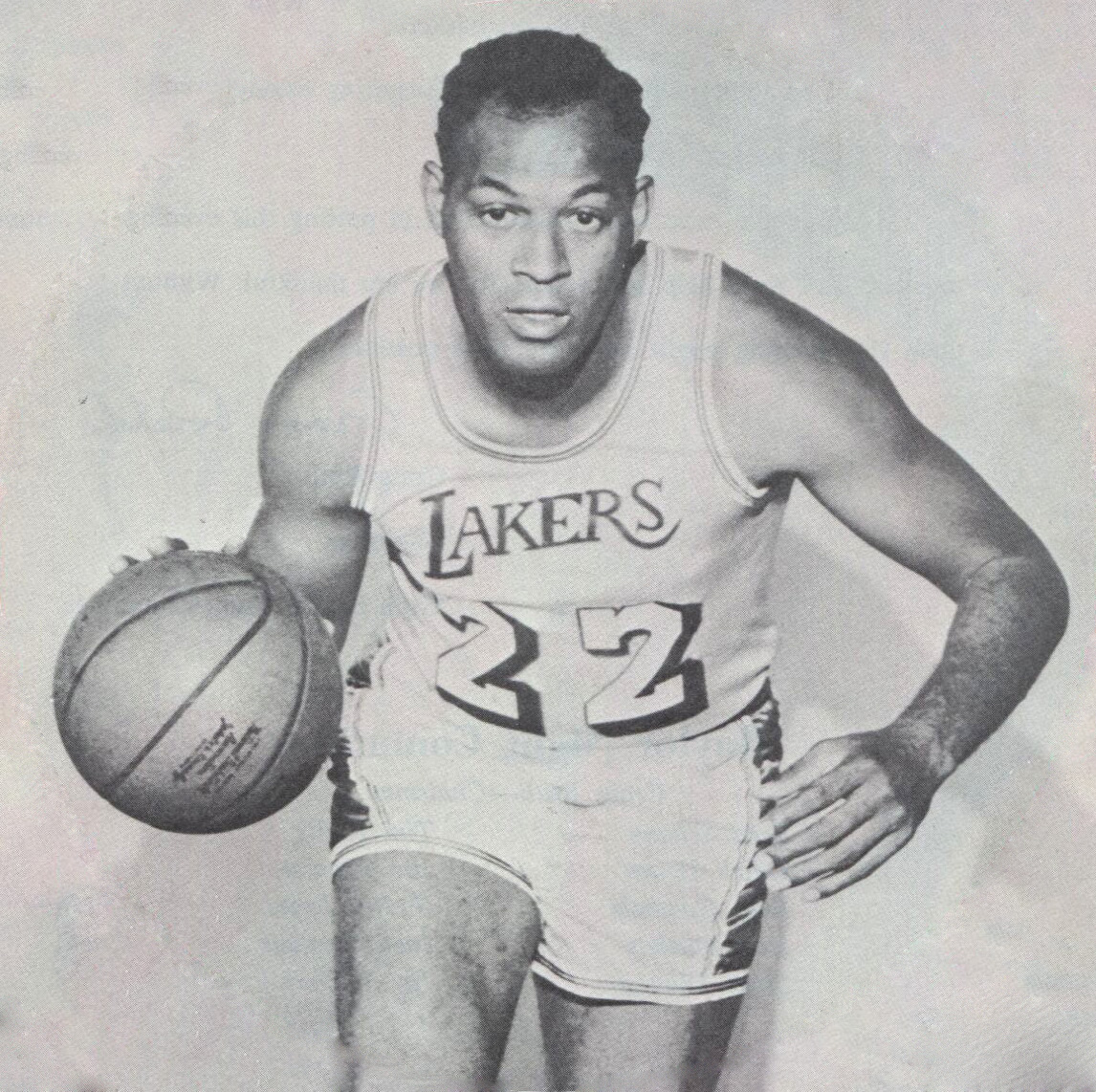
Elgin Baylor

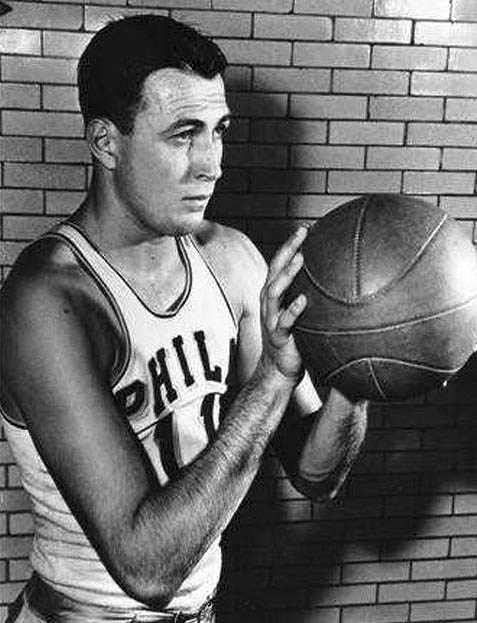
Paul Arizin

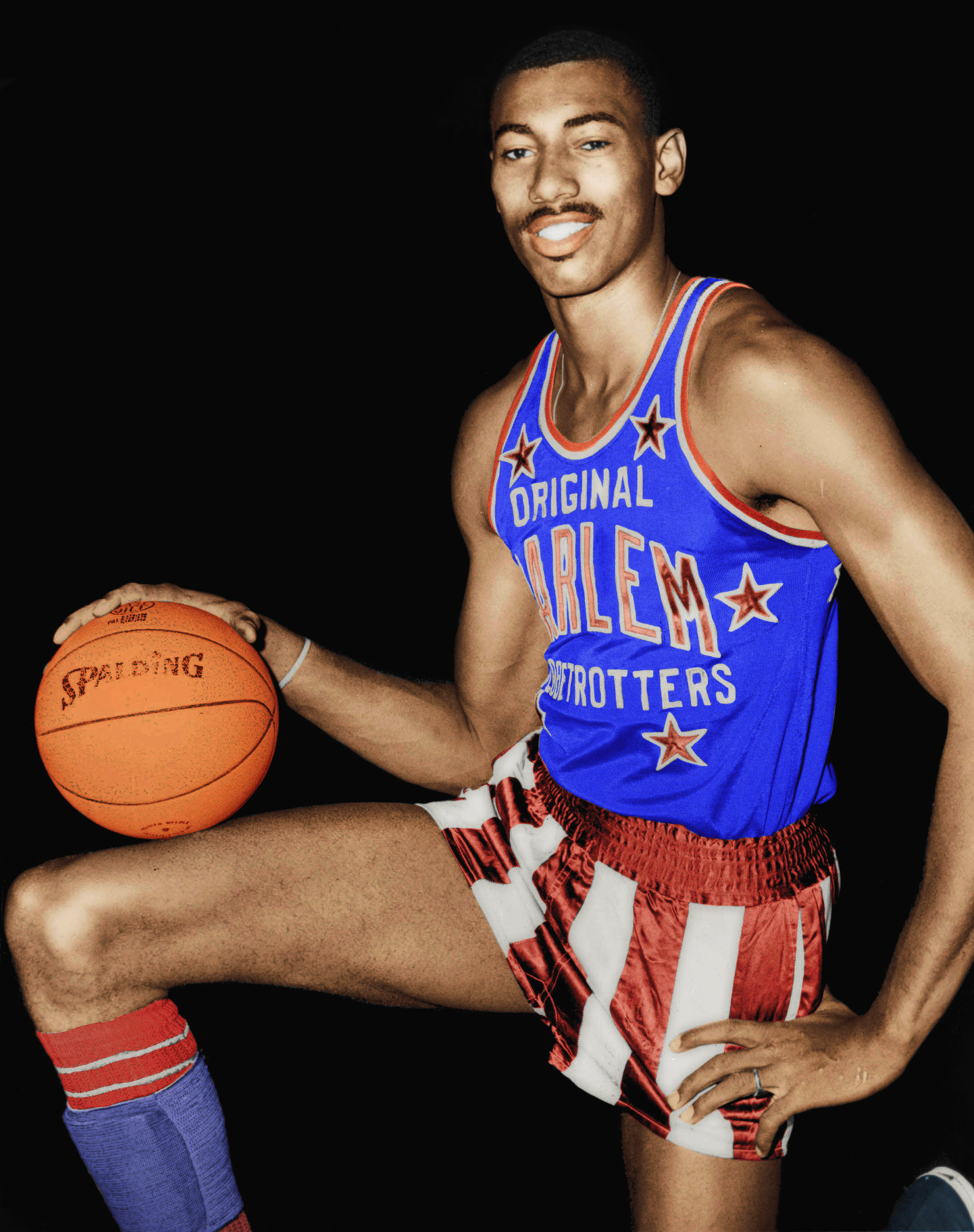
Wilt Chamberlain

| Année | Joueur               | Accomplissements | Réf.   |
| ----- | -------------------- | --- | ------ |
| 1970  | Bob Davies           | Champion NBL en 1946 et MVP en 1947 avec les Royals de Rochester. Champion NBA en 1951 avec Rochester. 4× All-NBA First Team de 1949 à 1952. 4× NBA All-Star de 1951 à 1954. Numéro 11 retiré dans la franchise des Kings de Sacramento. | [ 27 ] |
| 1971  | Bob Cousy            | Champion NCAA avec Holy Cross en 1947. 6× champion NBA en 1957 et de 1959 à 1963 avec les Celtics de Boston. NBA Most Valuable Player en 1957. 13× NBA All-Star de 1951 à 1963. 10× All-NBA First Team de 1952 à 1961. 2× All-NBA Second Team en 1962 et 1963. Numéro 14 retiré dans la franchise des Celtics. Fait partie des 50 meilleurs joueurs de l'histoire de la NBA en 1996. Fait partie des 75 meilleurs joueurs de l'histoire de la NBA en 2021. | [ 28 ] |
| 1971  | Bob Pettit           | Champion NBA en 1958 avec les Hawks de Saint Louis. 2× NBA Most Valuable Player en 1956 et 1959. 11× NBA All-Star de 1955 à 1965. 10× All-NBA First Team de 1955 à 1964. All-NBA Second Team en 1965. Premier joueur en NBA à atteindre les 20 000 points en carrière. Numéro 9 retiré dans la franchise des Hawks d'Atlanta. Fait partie des 50 meilleurs joueurs de l'histoire de la NBA en 1996. Fait partie des 75 meilleurs joueurs de l'histoire de la NBA en 2021. | [ 29 ] |
| 1972  | Paul Endacott (en)   | | [ 30 ] |
| 1972  | Marty Friedman       | Champion de l'American Basketball League avec les Rosenblums de Cleveland en 1926. | [ 31 ] |
| 1973  | John Beckman (en)    | Membre des Original Celtics. Champion de l'American Basketball League avec les Rosenblums de Cleveland en 1929. | [ 32 ] |
| 1973  | Dolph Schayes        | Champion NBA avec les Nationals de Syracuse en 1955. 12× NBA All-Star de 1951 à 1962. 6× All-NBA First Team de 1952 à 1955, 1957 et 1958. 6× All-NBA Second Team en 1950, 1951, 1956, de 1959 à 1961. Numéro 4 retiré dans la franchise des 76ers de Philadelphie. Fait partie des 50 meilleurs joueurs de l'histoire de la NBA en 1996. Fait partie des 75 meilleurs joueurs de l'histoire de la NBA en 2021. | [ 33 ] |
| 1974  | Ernest Schmidt (en)  | | [ 34 ] |
| 1975  | Joseph Brennan (en)  | 2× champion en ABL avec les Visitations de Brooklyn en 1931 et 1935. | [ 35 ] |
| 1975  | Bill Russell         | Médaille d'or aux Jeux Olympiques de 1956. · 11× champion NBA en 1957, de 1959 à 1966, 1968 et 1969. · 12× NBA All-Star de 1958 à 1969. · 5× NBA Most Valuable Player en 1958, 1961, 1962, 1963 et 1965. · 3× All-NBA First Team en 1959, 1963 et 1965. · 8× All-NBA Second Team en 1958, 1960, 1961, 1962, 1964, 1966, 1967 et 1968. · 1× NBA All-Defensive First Team en 1969. · Numéro 6 retiré dans la franchise des Celtics. · Fait partie des 50 meilleurs joueurs de l'histoire de la NBA en 1996. · Fait partie des 75 meilleurs joueurs de l'histoire de la NBA en 2021. · Intronisé au FIBA Hall of Fame en 2007.                                                                                           | [ 36 ] |
| 1975  | Fuzzy Vandivier (en) | | [ 37 ] |
| 1976  | Tom Gola             | Champion NIT en 1952 puis champion et meilleur joueur du tournoi NCAA en 1954 avec LaSalle. Champion NBA en 1956 avec les Warriors de Philadelphie. 5× NBA All-Star de 1960 à 1964. All-NBA Second Team en 1958. | [ 38 ] |
| 1976  | Moose Krause (en)    | | [ 39 ] |
| 1976  | Bill Sharman         | 4× champion NBA en 1957, 1959, 1960 et 1961. 8× NBA All-Star de 1953 à 1960. 4× All-NBA First Team de 1956 à 1959. 3× All-NBA Second Team en 1953, 1955 et 1960. Numéro 21 retiré dans la franchise des Celtics. Fait partie des 50 meilleurs joueurs de l'histoire de la NBA en 1996. Fait partie des 75 meilleurs joueurs de l'histoire de la NBA en 2021. | [ 40 ] |
| 1977  | Elgin Baylor         | 11× NBA All-Star de 1959 à 1965 et de 1967 à 1970. 10× All-NBA First Team de 1959 à 1965 et de 1967 à 1969. Numéro 22 retiré dans la franchise des Lakers. Fait partie des 50 meilleurs joueurs de l'histoire de la NBA en 1996. Fait partie des 75 meilleurs joueurs de l'histoire de la NBA en 2021. | [ 41 ] |
| 1977  | Lauren Gale (en)     | Champion NCAA avec Oregon en 1939. | [ 42 ] |
| 1977  | William Johnson (en) | | [ 43 ] |
| 1978  | Paul Arizin          | Champion NBA en 1956 avec les Warriors de Philadelphie. 10× NBA All-Star en 1951, 1952 et de 1955 à 1962. 3× All-NBA First Team en 1952, 1956 et 1957. All-NBA Second Team en 1959. Fait partie des 50 meilleurs joueurs de l'histoire de la NBA en 1996. Fait partie des 75 meilleurs joueurs de l'histoire de la NBA en 2021. | [ 44 ] |
| 1978  | Joe Fulks            | Champion BAA en 1947 avec les Warriors de Philadelphie. 2× NBA All-Star en 1951 et 1952. 3× All-BAA First Team de 1947 à 1949. All-NBA Second Team en 1951. | [ 45 ] |
| 1978  | Cliff Hagan          | Champion NCAA avec Kentucky en 1951. Champion NBA en 1958 avec les Hawks de Saint-Louis. 5× NBA All-Star de 1958 à 1962. 2× All-NBA Second Team en 1958 et 1959. | [ 46 ] |
| 1978  | Jim Pollard          | Champion NCAA avec Standford en 1942. Champion NBL en 1948. All-NBL First Team en 1948. 5× champion NBA en 1949, 1950, 1952, 1953 et 1954. 4× NBA All-Star en 1951, 1952, 1954 et 1955. 2× All-NBA First Team en 1949 et 1950. 2× All-NBA Second Team en 1952 et 1954. | [ 47 ] |
| 1979  | Wilt Chamberlain     | 2× champion NBA en 1967 avec les 76ers de Philadelphie et 1972 avec les Lakers de Los Angeles. MVP des Finales NBA en 1972. 4× NBA Most Valuable Player en 1960, 1966, 1967 et 1968. 13× NBA All-Star de 1960 à 1969 et de 1971 à 1973. 7× All-NBA First Team en 1960, 1961, 1962, 1964, 1966, 1967 et 1968. 3× All-NBA Second Team en 1963, 1965 et 1972. 2× NBA All-Defensive First Team en 1972 et 1973. Numéro 13 retiré dans la franchise des Warriors de Golden State. Numéro 13 retiré dans la franchise des 76ers. Numéro 13 retiré dans la franchise des Lakers. Fait partie des 50 meilleurs joueurs de l'histoire de la NBA en 1996. Fait partie des 75 meilleurs joueurs de l'histoire de la NBA en 2021. | [ 48 ] |

### Intronisations années 1980-1989

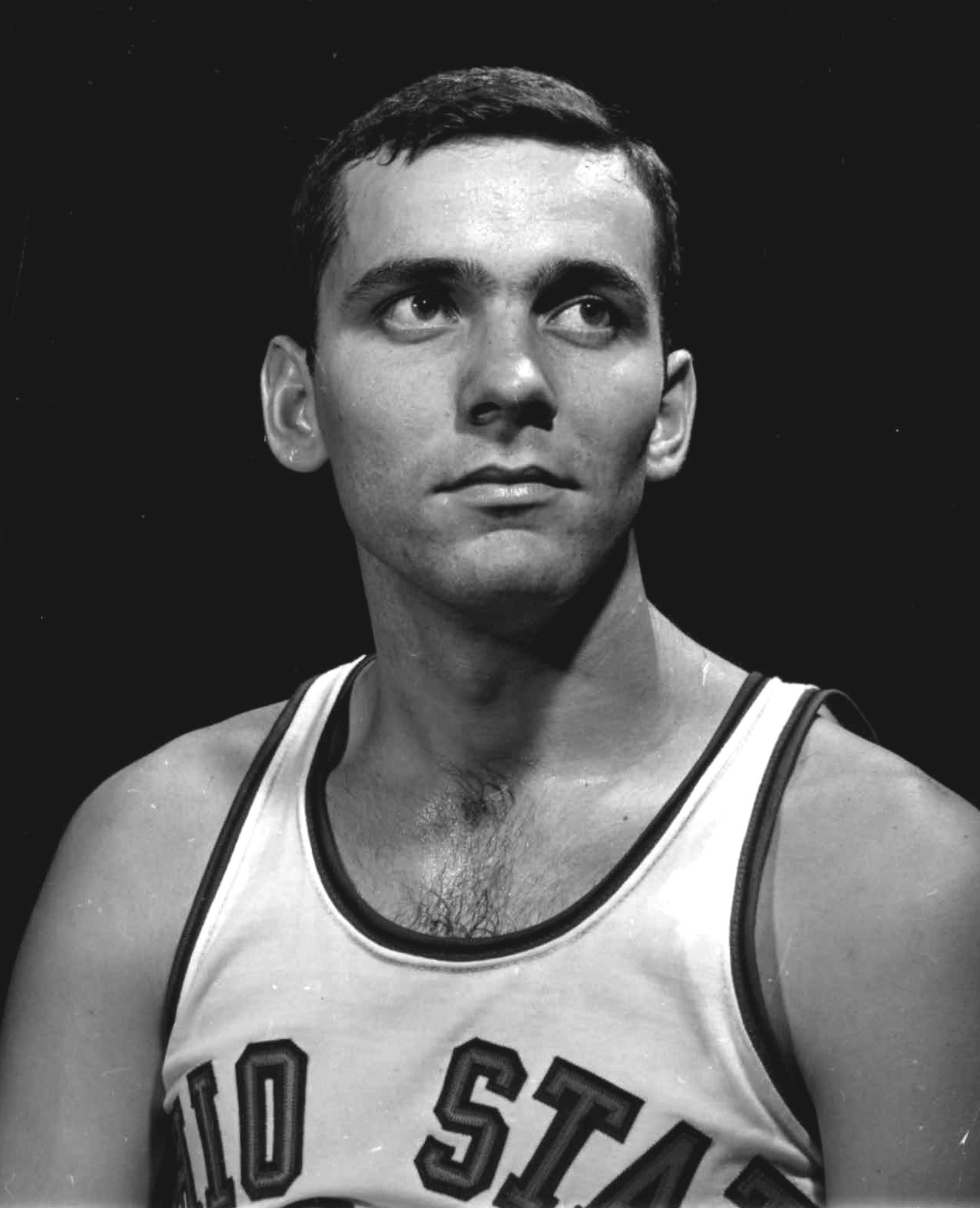
Jerry Lucas

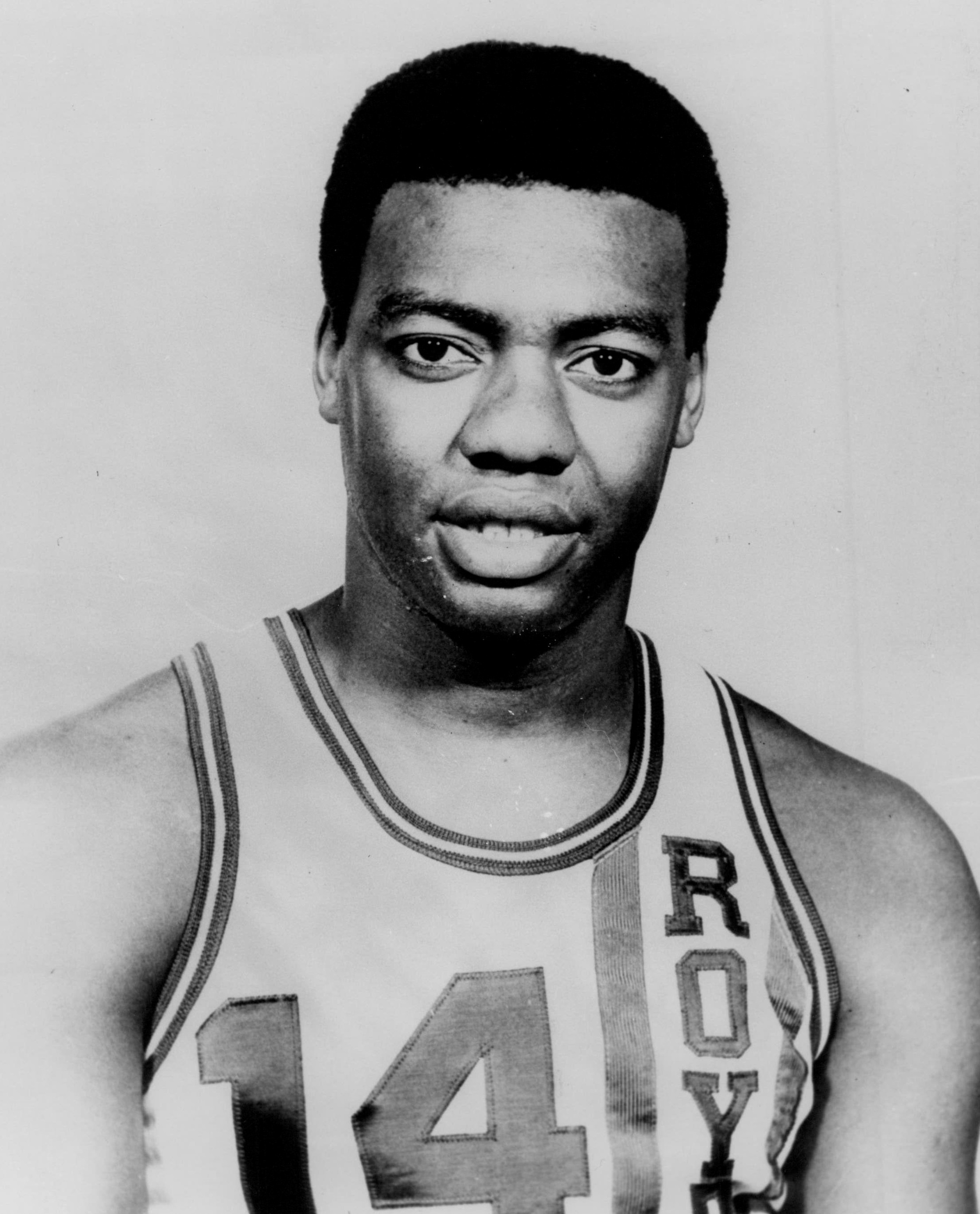
Oscar Robertson

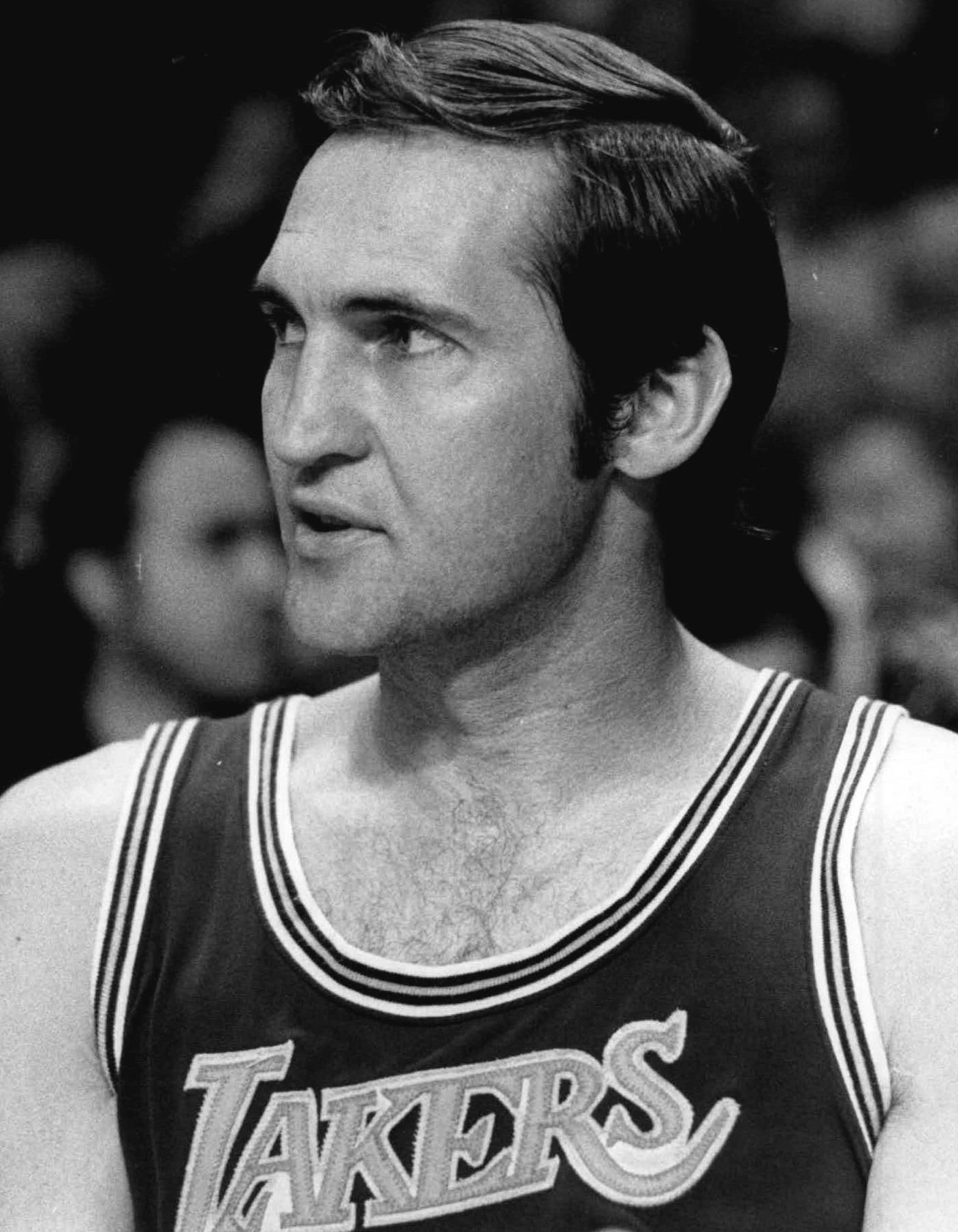
Jerry West

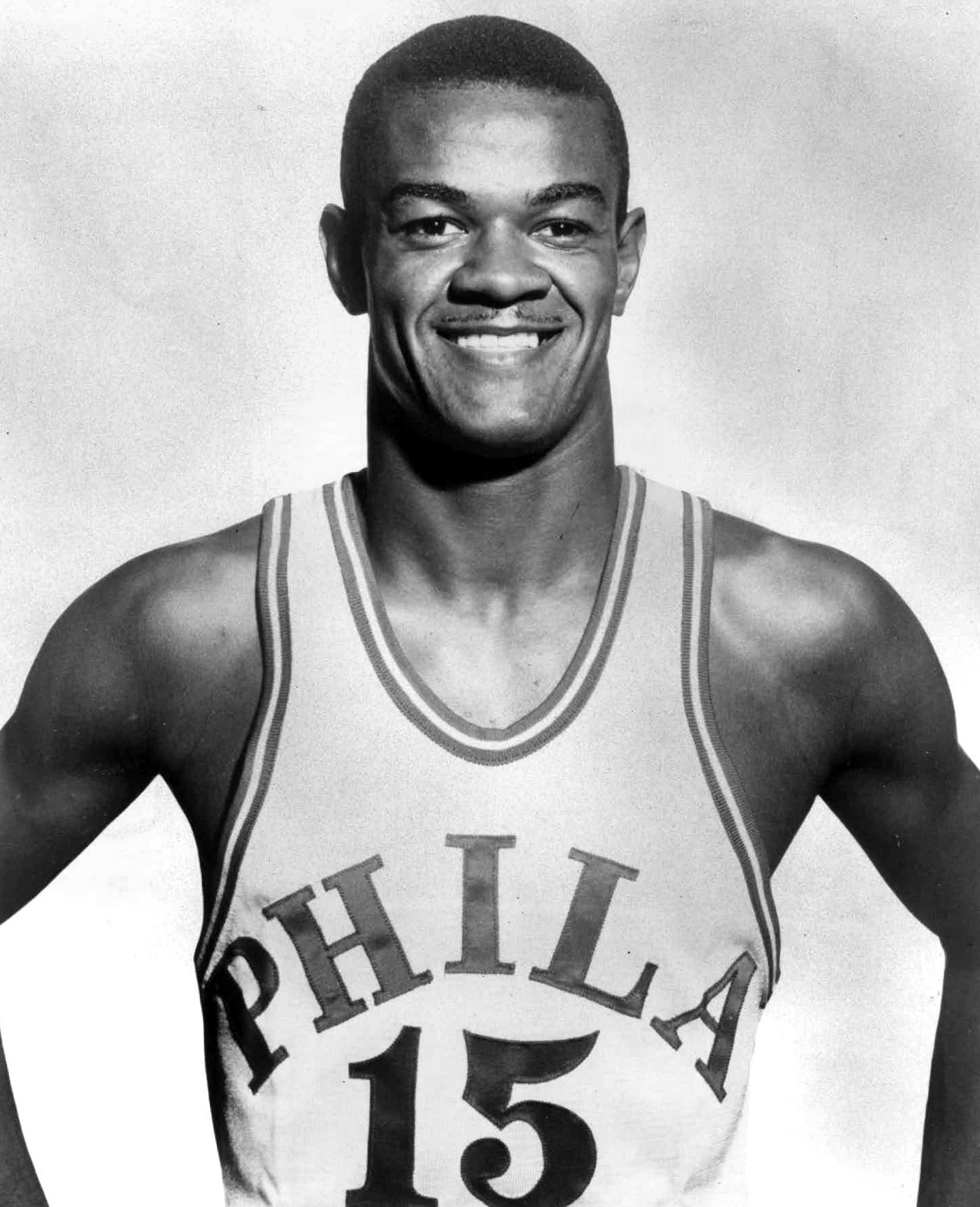
Hal Greer

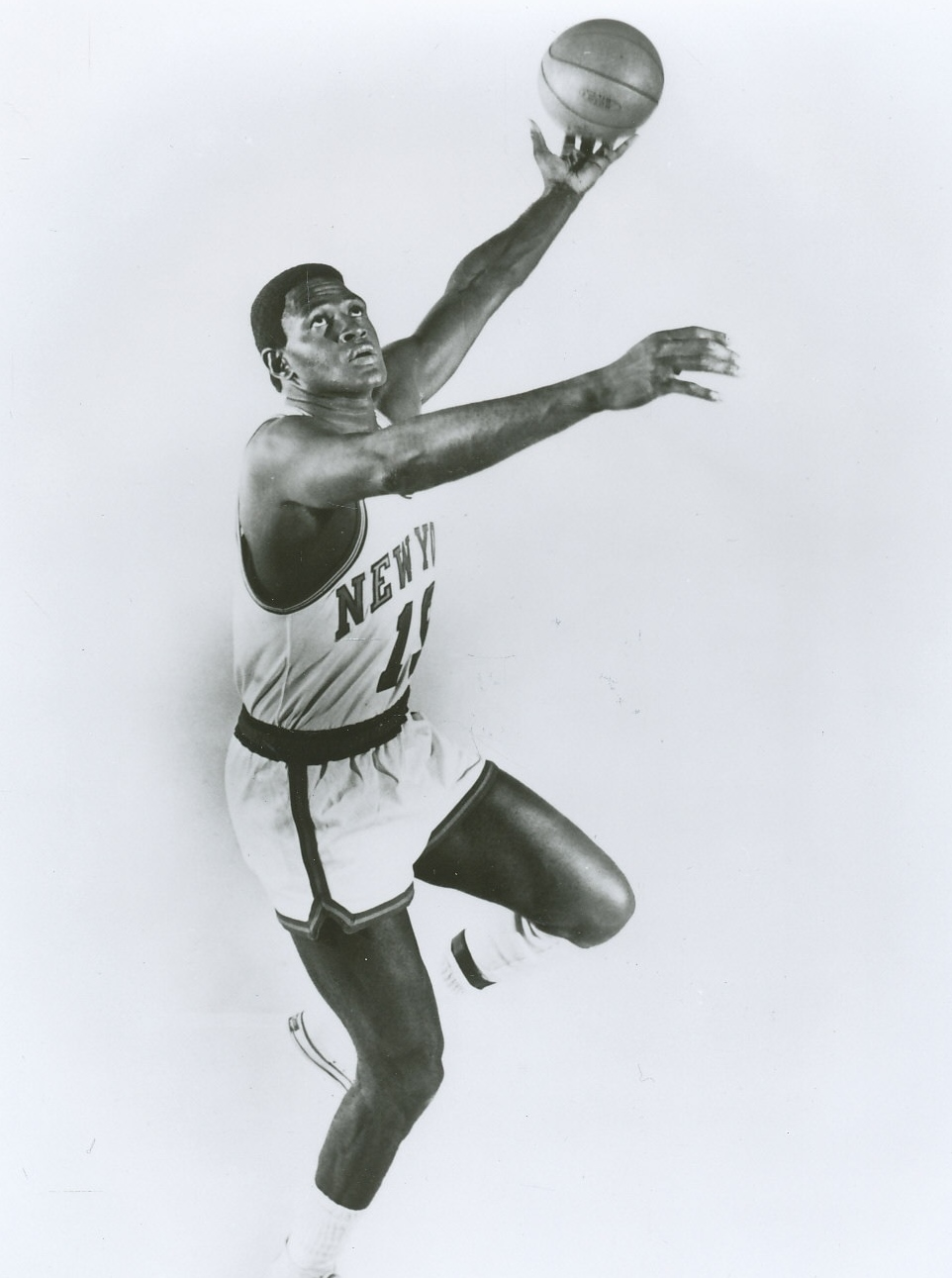
Willis Reed

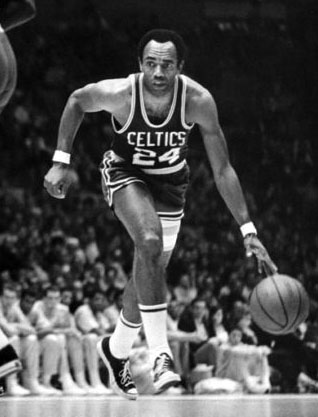
Sam Jones

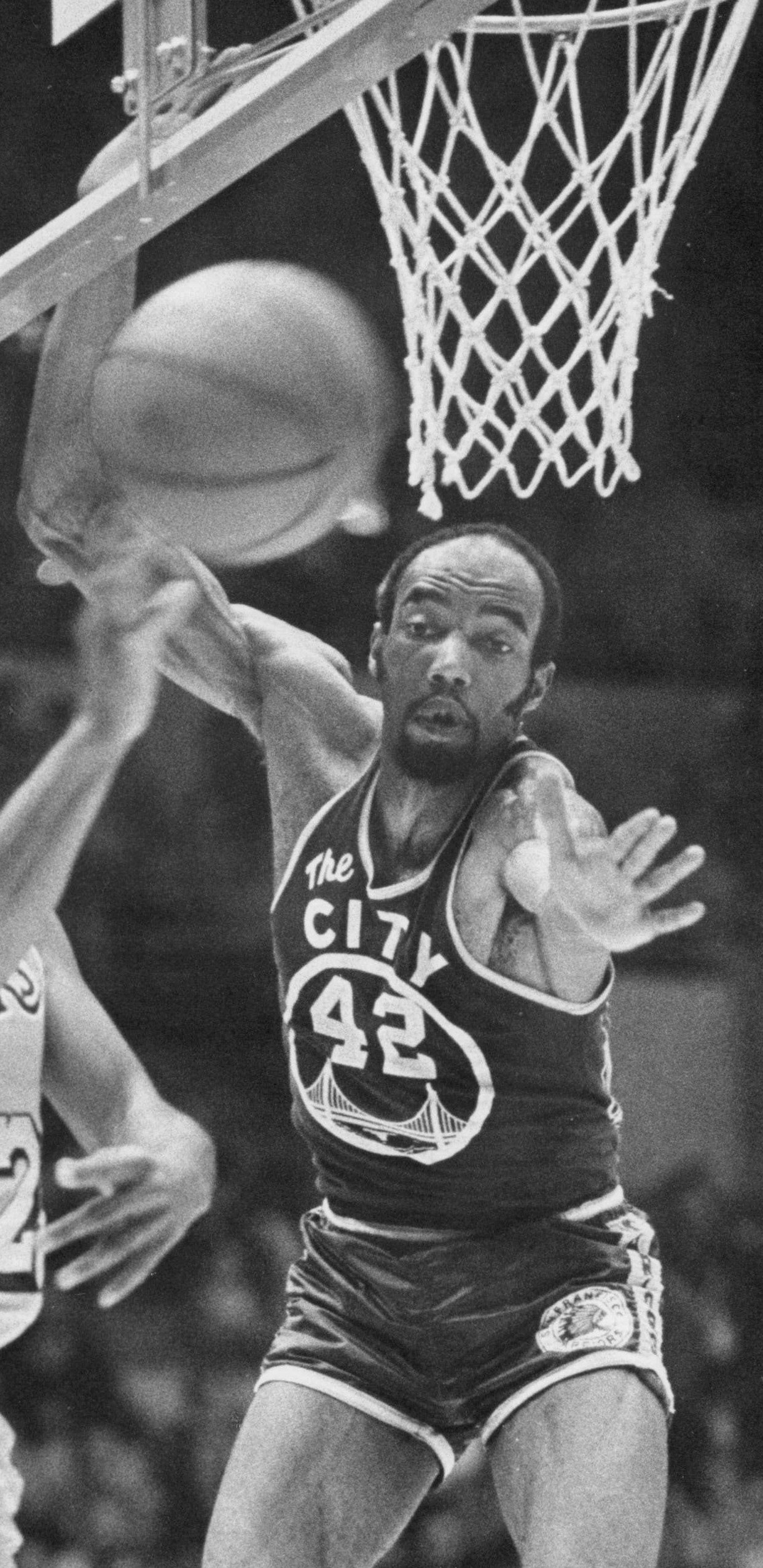
Nate Thurmond

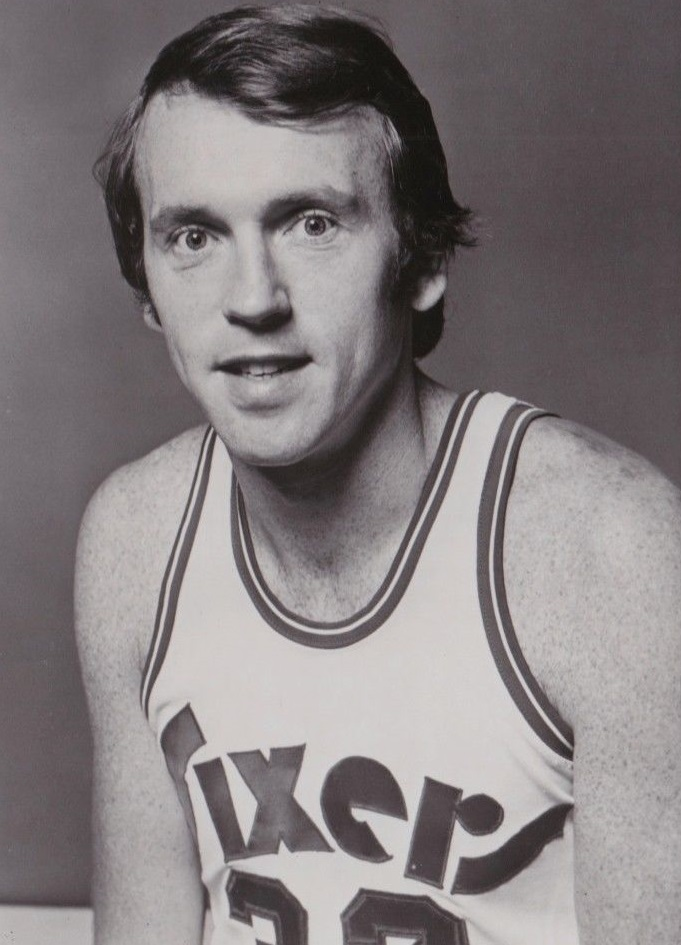
Billy Cunningham

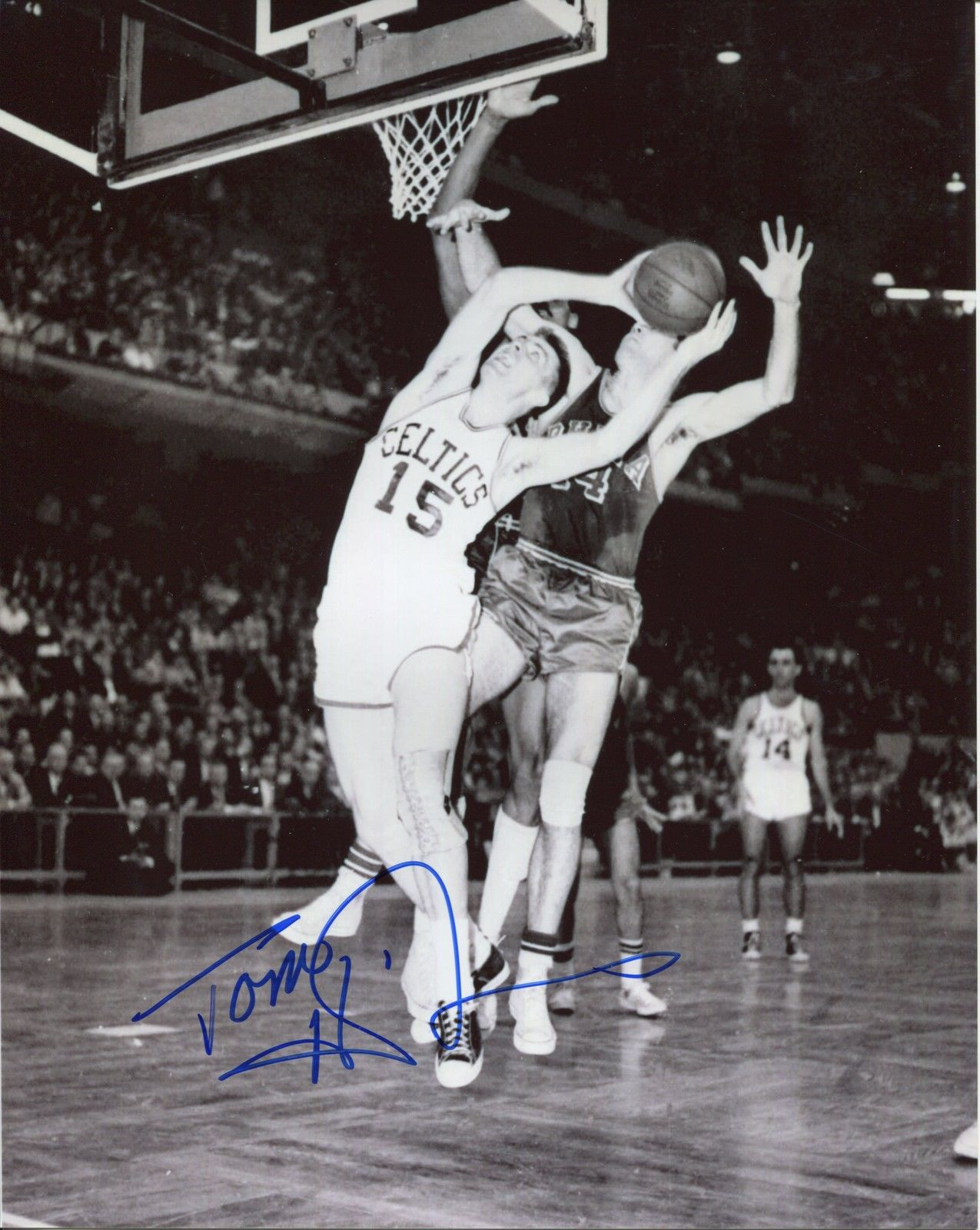
Tom Heinsohn

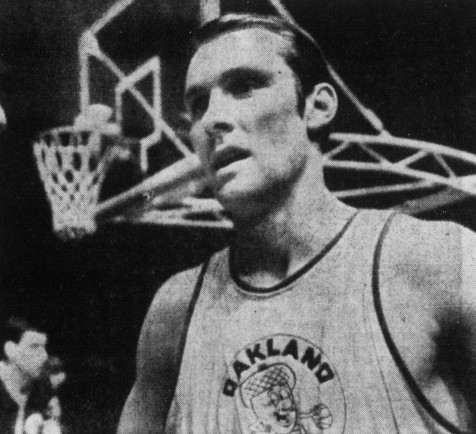
Rick Barry

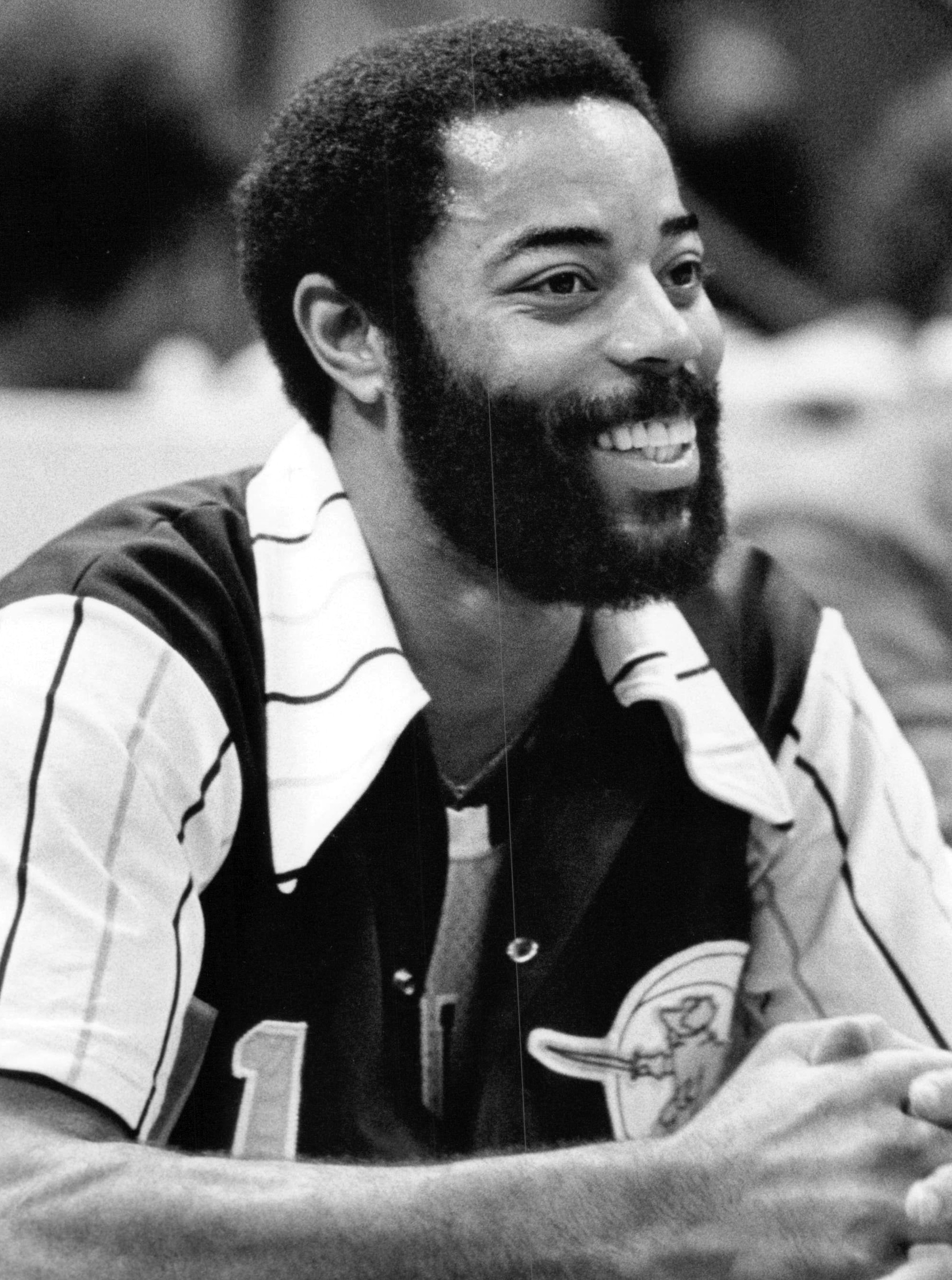
Walt Frazier

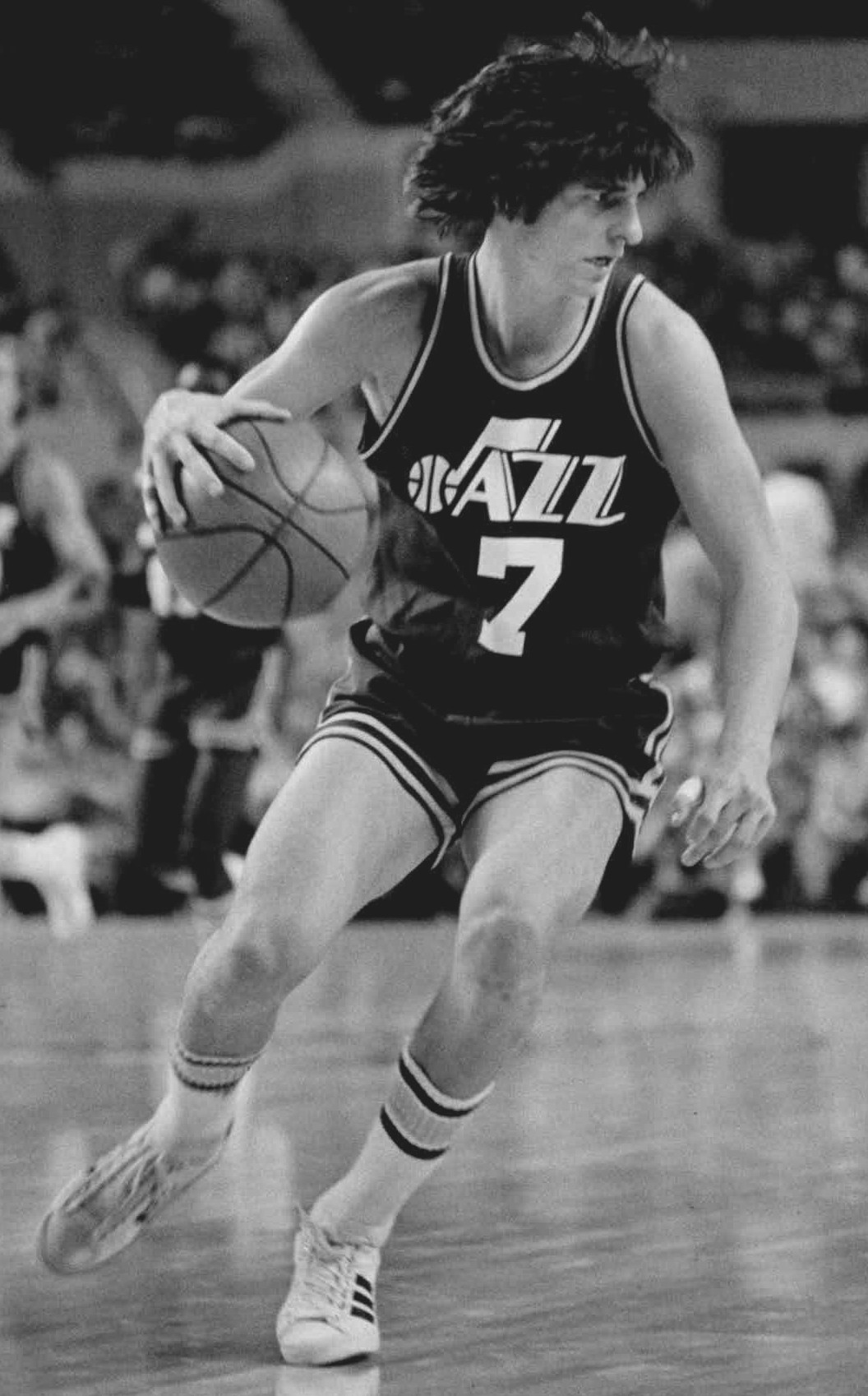
Pete Maravich

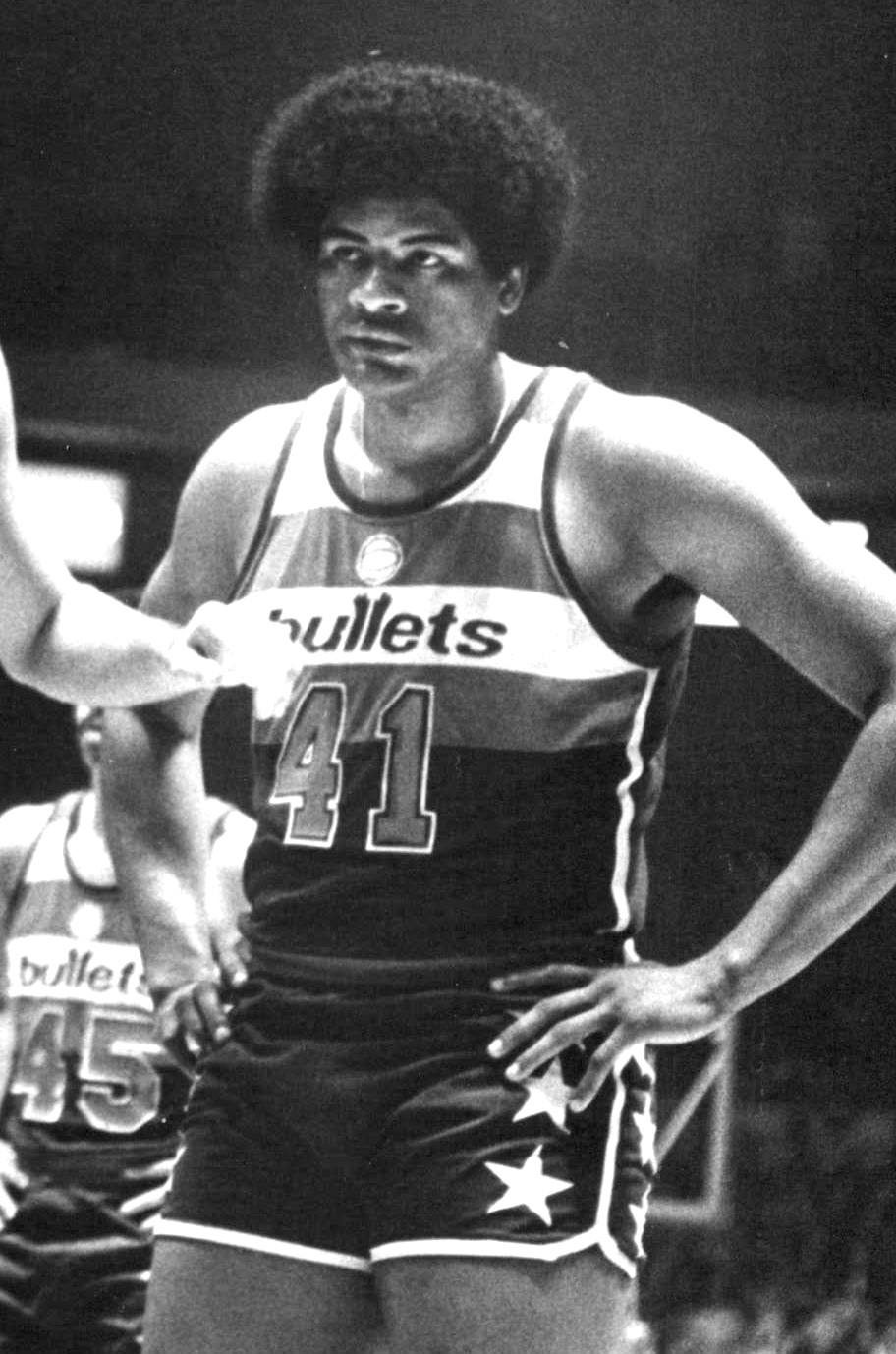
Wes Unseld

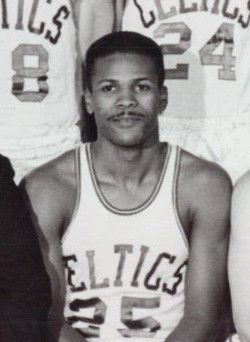
K. C. Jones

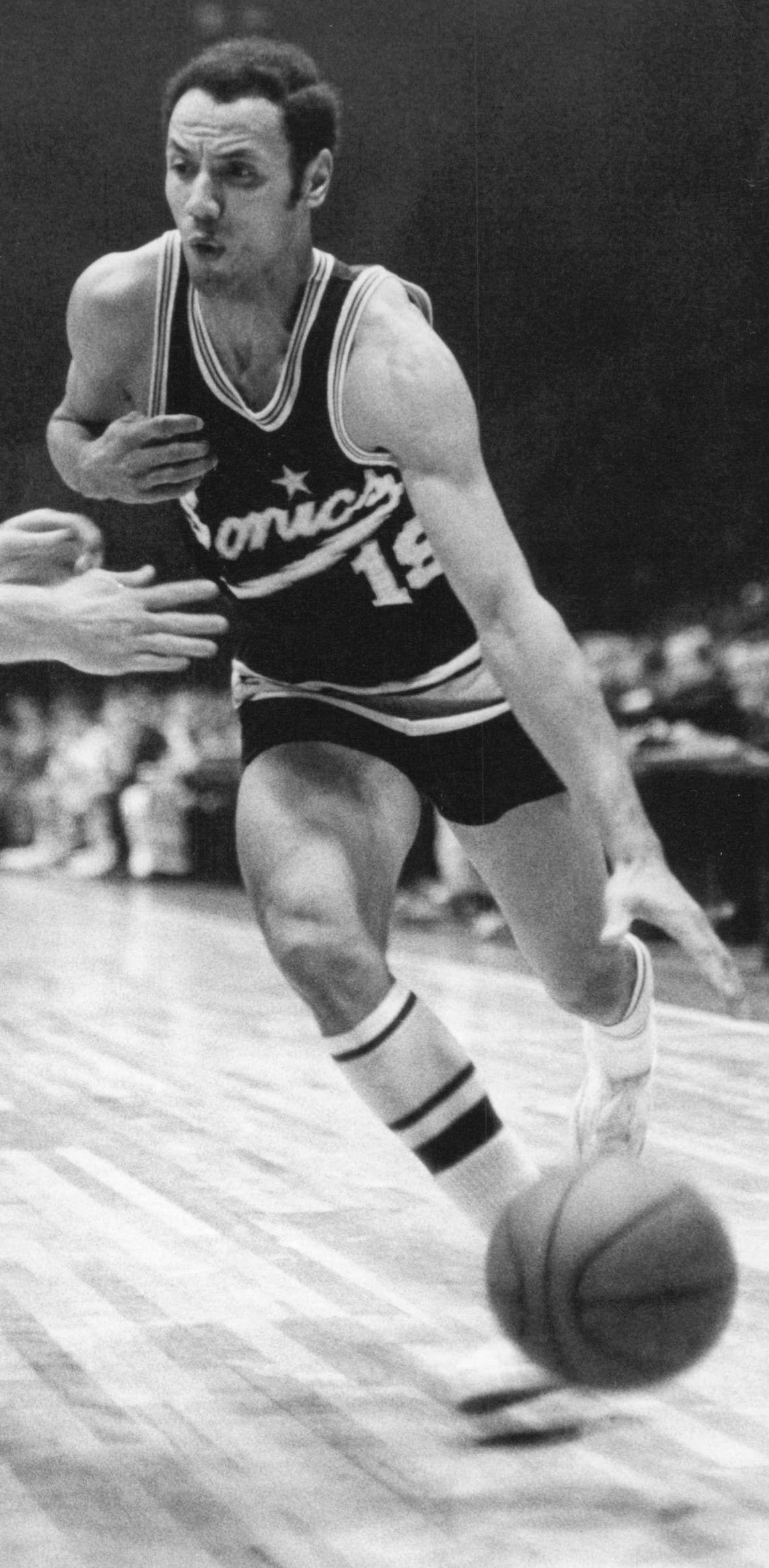
Lenny Wilkens

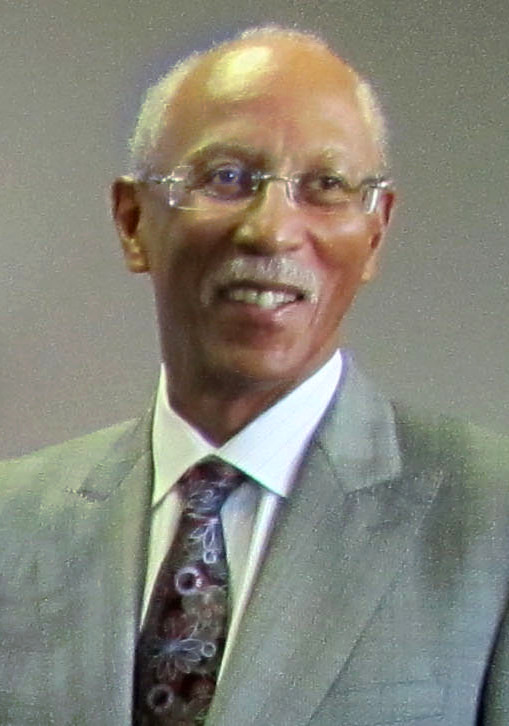
Dave Bing

| Année | Joueur             | Accomplissements | Réf.   |
| ----- | ------------------ | --- | ------ |
| 1980  | Jerry Lucas        | Médaille d'or aux Jeux Olympiques de 1960. · Champion NCAA avec Ohio State en 1960 et meilleur joueur du tournoi NCAA en 1960 et 1961. · Champion NBA en 1973 avec les Knicks de New York. · 7× NBA All-Star de 1964 à 1969 et 1971. · 3× All-NBA First Team en 1965, 1966 et 1968. · 2× All-NBA Second Team en 1964 et 1967. · Fait partie des 50 meilleurs joueurs de l'histoire de la NBA en 1996. · Fait partie des 75 meilleurs joueurs de l'histoire de la NBA en 2021. | [ 49 ] |
| 1980  | Oscar Robertson    | Médaille d'or aux Jeux Olympiques de 1960. · Champion NBA avec les Bucks de Milwaukee en 1971. · NBA Most Valuable Player en 1964. · 12× NBA All-Star de 1961 à 1972. · 9× All-NBA First Team de 1961 à 1969. · 2× All-NBA Second Team de 1970 à 1971. · Numéro 14 retiré dans la franchise des Kings de Sacramento. · Numéro 1 retiré dans la franchise des Bucks. · Fait partie des 50 meilleurs joueurs de l'histoire de la NBA en 1996. · Fait partie des 75 meilleurs joueurs de l'histoire de la NBA en 2021. · Intronisé au FIBA Hall of Fame en 2009. · Premier joueur à réussir une saison régulière avec un triple-double de moyenne statistique en 1962. | [ 50 ] |
| 1980  | Jerry West         | Médaille d'or aux Jeux Olympiques de 1960. · Champion NBA en 1972 avec les Lakers de Los Angeles. · MVP des Finales NBA en 1969 (seul lauréat ayant perdu les Finales). · 14× NBA All-Star de 1961 à 1974. · 10× All-NBA First Team de 1962 à 1967 puis de 1970 à 1973. · 2× All-NBA Second Team en 1968 et 1969. · 4× NBA All-Defensive First Team de 1970 à 1973. · NBA All-Defensive Second Team en 1969. · Numéro 44 retiré dans la franchise des Lakers. · Fait partie des 50 meilleurs joueurs de l'histoire de la NBA en 1996. · Fait partie des 75 meilleurs joueurs de l'histoire de la NBA en 2021. · Est devenu la silhouette du logo de la NBA.         | [ 51 ] |
| 1981  | Thomas Barlow (en) | | [ 52 ] |
| 1982  | Hal Greer          | Champion NBA avec les 76ers de Philadelphie en 1967. 10× NBA All-Star de 1961 à 1970. 7× All-NBA Second Team de 1963 à 1969. Numéro 15 retiré dans la franchise des 76ers. Fait partie des 50 meilleurs joueurs de l'histoire de la NBA en 1996. Fait partie des 75 meilleurs joueurs de l'histoire de la NBA en 2021. | [ 53 ] |
| 1982  | Slater Martin      | 5× champion NBA en 1950, 1952, 1953, 1954 et 1958. 7× NBA All-Star de 1953 à 1959. 5× All-NBA Second Team de 1955 à 1959. | [ 54 ] |
| 1982  | Frank Ramsey       | Champion NCAA en 1951 avec Kentucky. 7× champion NBA avec les Celtics de Boston en 1957 puis de 1959 à 1964. Numéro 23 retiré dans la franchise des Celtics. | [ 55 ] |
| 1982  | Willis Reed        | 2× champion NBA avec les Knicks de New York en 1970 et 1973. 2× MVP des Finales NBA en 1970 et 1973. NBA Most Valuable Player en 1970. 7× NBA All-Star de 1965 à 1971. All-NBA First Team en 1970. 4× All-NBA Second Team en 1967, 1968, 1969 et 1971. NBA All-Defensive First Team en 1970. Numéro 19 retiré dans la franchise des Knicks. Fait partie des 50 meilleurs joueurs de l'histoire de la NBA en 1996. Fait partie des 75 meilleurs joueurs de l'histoire de la NBA en 2021. | [ 56 ] |
| 1983  | Bill Bradley       | Médaille d'or aux Jeux Olympiques de 1964. · Champion de l'Euroligue en 1966 avec l'Olimpia Milan. · 2× champion NBA avec les Knicks de New York en 1970 et 1973. · NBA All-Star en 1973. · Numéro 24 retiré dans la franchise des Knicks. | [ 57 ] |
| 1983  | Dave DeBusschere   | 2× champion NBA avec les Knicks de New York en 1970 et 1973. 8× NBA All-Star de 1966 à 1968 et de 1970 à 1974. 6× NBA All-Defensive First Team de 1969 à 1974. All-NBA Second Team en 1969. Numéro 22 retiré dans la franchise des Knicks. Fait partie des 50 meilleurs joueurs de l'histoire de la NBA en 1996. Fait partie des 75 meilleurs joueurs de l'histoire de la NBA en 2021. | [ 58 ] |
| 1983  | Jack Twyman        | 6× NBA All-Star de 1957 à 1960, 1962 et 1963. 2× All-NBA Second Team en 1960 et 1962. Numéro 27 retiré dans la franchise des Kings de Sacramento. Également connu pour avoir été le tuteur de son ancien coéquipier Maurice Stokes, à la suite de sa blessure au crâne, le rendant invalidant en 1958 jusqu’à sa mort en 1970. Possède un trophée à son nom avec son coéquipier, le Twyman-Stokes Teammate of the Year Award. | [ 59 ] |
| 1984  | John Havlicek      | Champion NCAA avec Ohio State en 1960. 8× champion NBA de 1963 à 1966, 1968, 1969, 1974 et 1976 avec les Celtics de Boston. MVP des Finales NBA en 1974. 13× NBA All-Star de 1966 à 1978. 4× All-NBA First Team de 1971 à 1974. 7× All-NBA Second Team en 1964, 1966, 1968, 1989, 1970, 1975 et 1976. 5× NBA All-Defensive First Team de 1972 à 1976. 3× NBA All-Defensive Second Team de 1969 à 1971. Numéro 17 retiré dans la franchise des Celtics. Fait partie des 50 meilleurs joueurs de l'histoire de la NBA en 1996. Fait partie des 75 meilleurs joueurs de l'histoire de la NBA en 2021.                                                                  | [ 60 ] |
| 1984  | Sam Jones          | 10× champion NBA de 1959 à 1966 puis en 1968 et 1969. 5× NBA All-Star en 1962, 1964, 1965, 1966 et 1968. 3× All-NBA Second Team de 1965 à 1967. Numéro 24 retiré dans la franchise des Celtics. Fait partie des 50 meilleurs joueurs de l'histoire de la NBA en 1996. Fait partie des 75 meilleurs joueurs de l'histoire de la NBA en 2021. | [ 61 ] |
| 1985  | Al Cervi           | Champion NBL avec les Royals de Rochester en 1946. 3× All-NBL First Team de 1947 à 1949. All-NBL Second Team en 1946. All-NBA Second Team en 1950. | [ 62 ] |
| 1985  | Nate Thurmond      | 7× NBA All-Star de 1965 à 1968, 1970, 1973, 1974. 2× NBA All-Defensive First Team en 1969 et 1971. 3× NBA All-Defensive Second Team en 1972, 1973 et 1974. Numéro 42 retiré dans la franchise des Warriors de Golden State. Numéro 42 retiré dans la franchise des Cavaliers de Cleveland. Fait partie des 50 meilleurs joueurs de l'histoire de la NBA en 1996. Fait partie des 75 meilleurs joueurs de l'histoire de la NBA en 2021. | [ 63 ] |
| 1986  | Billy Cunningham   | Champion NBA avec les 76ers de Philadelphie en 1967. 4× NBA All-Star de 1969 à 1972. 3× All-NBA First Team de 1969 à 1971. All-NBA Second Team en 1972. MVP de l'American Basketball Association (ABA) en 1973. All-ABA First Team en 1973. ABA All-Star en 1973. Numéro 32 retiré dans la franchise des 76ers. Fait partie des 50 meilleurs joueurs de l'histoire de la NBA en 1996. Fait partie des 75 meilleurs joueurs de l'histoire de la NBA en 2021. | [ 64 ] |
| 1986  | Tom Heinsohn       | 8× champion NBA avec les Celtics de Boston en 1957 et de 1959 à 1965. 6× NBA All-Star en 1957 et de 1961 à 1965. 4× All-NBA Second Team de 1961 à 1964. Numéro 15 retiré dans la franchise des Celtics. | [ 65 ] |
| 1987  | Rick Barry         | Champion NBA en 1975 avec les Warriors de Golden State. MVP des Finales NBA en 1975. Champion ABA en 1969 avec les Oaks d'Oakland. 8× NBA All-Star en 1966, 1967 et de 1973 à 1978. 5× All-NBA First Team en 1966, 1967, 1974, 1975 et 1976. All-NBA Second Team en 1973. 4× ABA All-Star de 1969 à 1972. 4× All-ABA First Team de 1969 à 1972. Numéro 24 retiré dans la franchise des Warriors. Fait partie des 50 meilleurs joueurs de l'histoire de la NBA en 1996. Fait partie des 75 meilleurs joueurs de l'histoire de la NBA en 2021. | [ 66 ] |
| 1987  | Walt Frazier       | 2× champion NBA avec les Knicks de New York en 1970 et 1973. 7× NBA All-Star de 1970 à 1976. 4× All-NBA First Team en 1970, 1972, 1974 et 1975. 2× All-NBA Second Team en 1971 et 1973. 7× NBA All-Defensive First Team de 1969 à 1975. Numéro 10 retiré dans la franchise des Knicks. Fait partie des 50 meilleurs joueurs de l'histoire de la NBA en 1996. Fait partie des 75 meilleurs joueurs de l'histoire de la NBA en 2021. | [ 67 ] |
| 1987  | Bob Houbregs       | | [ 68 ] |
| 1987  | Pete Maravich      | 5× NBA All-Star en 1973, 1974, 1977, 1978 et 1979. 2× All-NBA First Team en 1976 et 1977. 2× All-NBA Second Team en 1973 et 1978. Numéro 44 retiré dans la franchise des Hawks d'Atlanta. Numéro 7 retiré dans la franchise du Jazz de l'Utah. Numéro 7 retiré dans la franchise des Pelicans de La Nouvelle-Orléans. Fait partie des 50 meilleurs joueurs de l'histoire de la NBA en 1996. Fait partie des 75 meilleurs joueurs de l'histoire de la NBA en 2021. | [ 69 ] |
| 1987  | Bobby Wanzer       | Champion NBA en 1951 avec les Royals de Rochester. 5× NBA All-Star de 1952 à 1956. 3× All-NBA Second Team en 1952, 1953 et 1954. | [ 70 ] |
| 1988  | Clyde Lovellette   | Médaille d'or aux Jeux Olympiques de 1952. · Champion NCAA avec Kansas et meilleur joueur du tournoi NCAA en 1952. · 3× champion NBA avec les Lakers de Minneapolis en 1954 puis avec les Celtics de Boston en 1963 et 1964. · 4× NBA All-Star en 1956, 1957, 1960 et 1961. · All-NBA Second Team en 1956. | [ 71 ] |
| 1988  | Bobby McDermott    | Champion de l'American Basketball League (ABL) en 1935 avec les Visitations de Brooklyn. 3× champion de la National Basketball League (NBL) en 1944, 1945 et 1947. 4× NBL Most Valuable Player de 1943 à 1946. 6× All-NBL First Team de 1942 à 1947. All-NBL Second Team en 1948. | [ 72 ] |
| 1988  | Wes Unseld         | Champion NBA en 1978 avec les Bullets de Washington. MVP des Finales NBA en 1978. NBA Most Valuable Player en 1969, lors de sa première saison en NBA. 5× NBA All-Star en 1969, 1971, 1972, 1973 et 1975. All-NBA First Team en 1969. Numéro 41 retiré dans la franchise des Wizards de Washington. Fait partie des 50 meilleurs joueurs de l'histoire de la NBA en 1996. Fait partie des 75 meilleurs joueurs de l'histoire de la NBA en 2021. | [ 73 ] |
| 1989  | William Gates (en) | | [ 74 ] |
| 1989  | K. C. Jones        | Médaille d'or aux Jeux Olympiques de 1956. · 2× champion NCAA avec San Francisco en 1955 et 1956. · 8× champion NBA de 1959 à 1966 avec les Celtics de Boston. · Numéro 25 retiré dans la franchise des Celtics. | [ 75 ] |
| 1989  | Lenny Wilkens      | 9× NBA All-Star de 1963 à 1965, 1967 à 1971 et 1973. Numéro 19 retiré dans la franchise des SuperSonics de Seattle. Fait partie des 50 meilleurs joueurs de l'histoire de la NBA en 1996. Fait partie des 75 meilleurs joueurs de l'histoire de la NBA en 2021. | [ 76 ] |

### Intronisations années 1990-1999

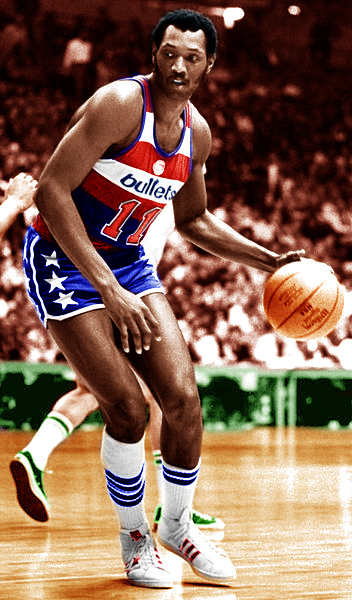
Elvin Hayes

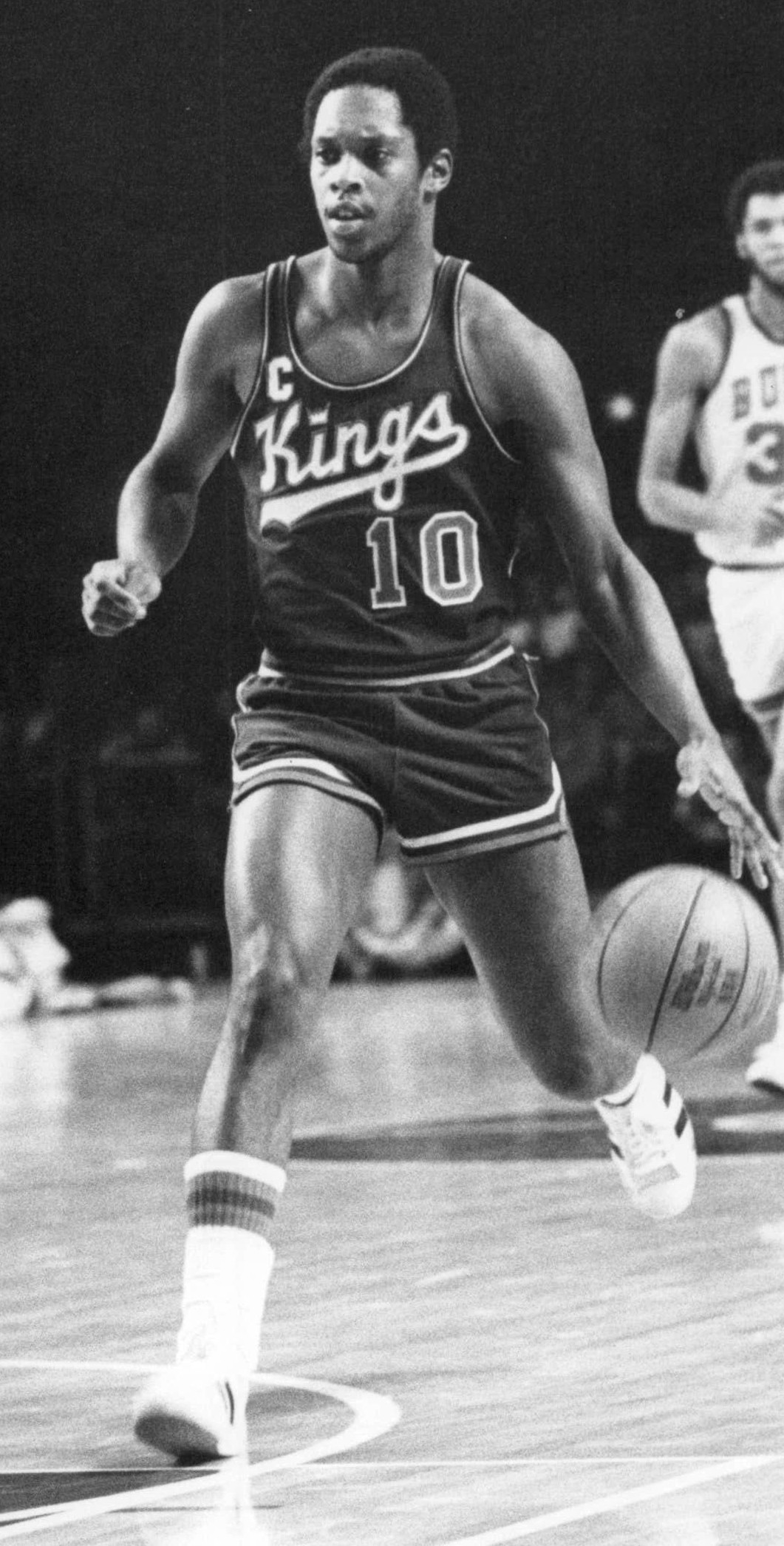
Nate Archibald

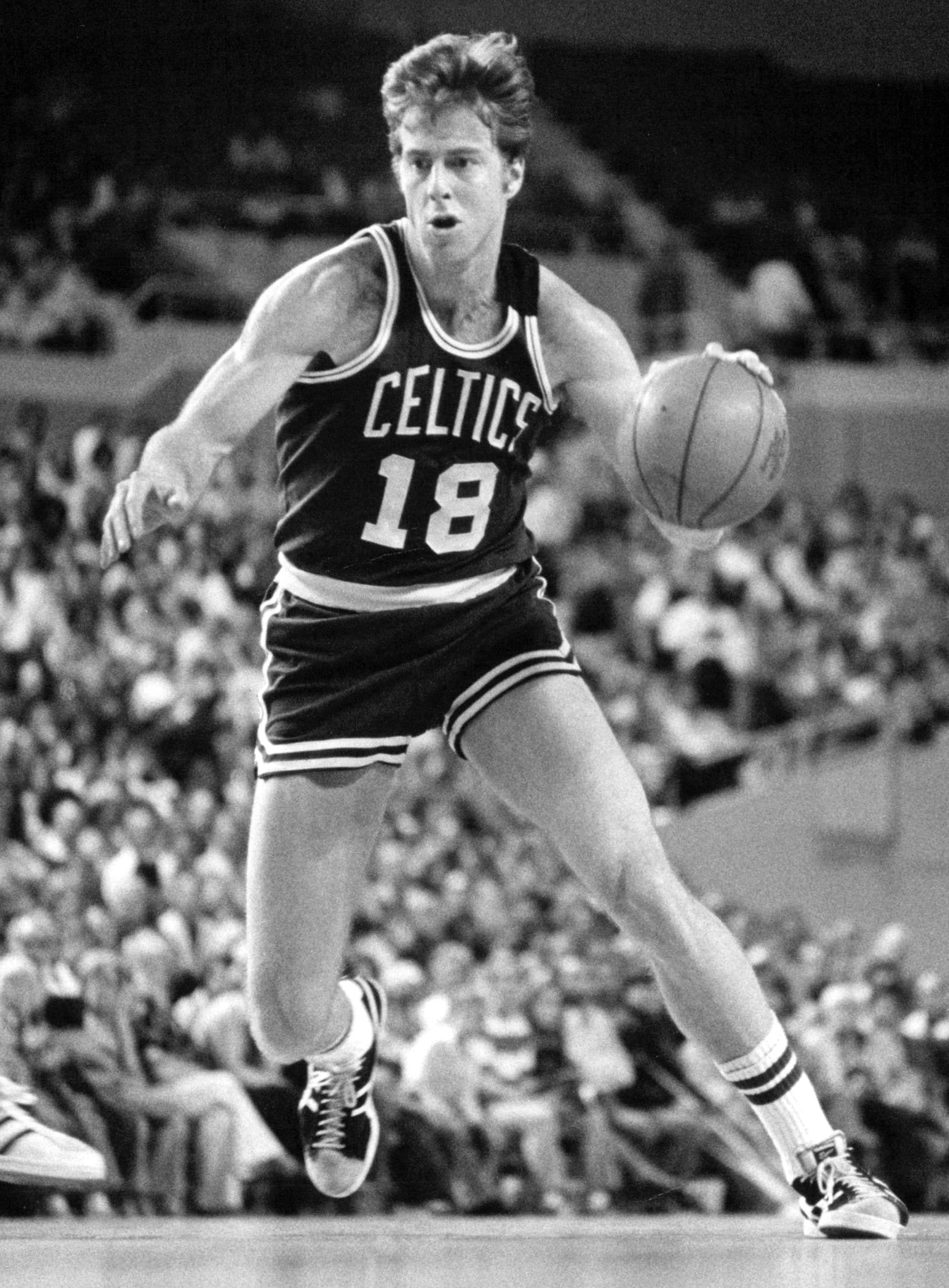
Dave Cowens

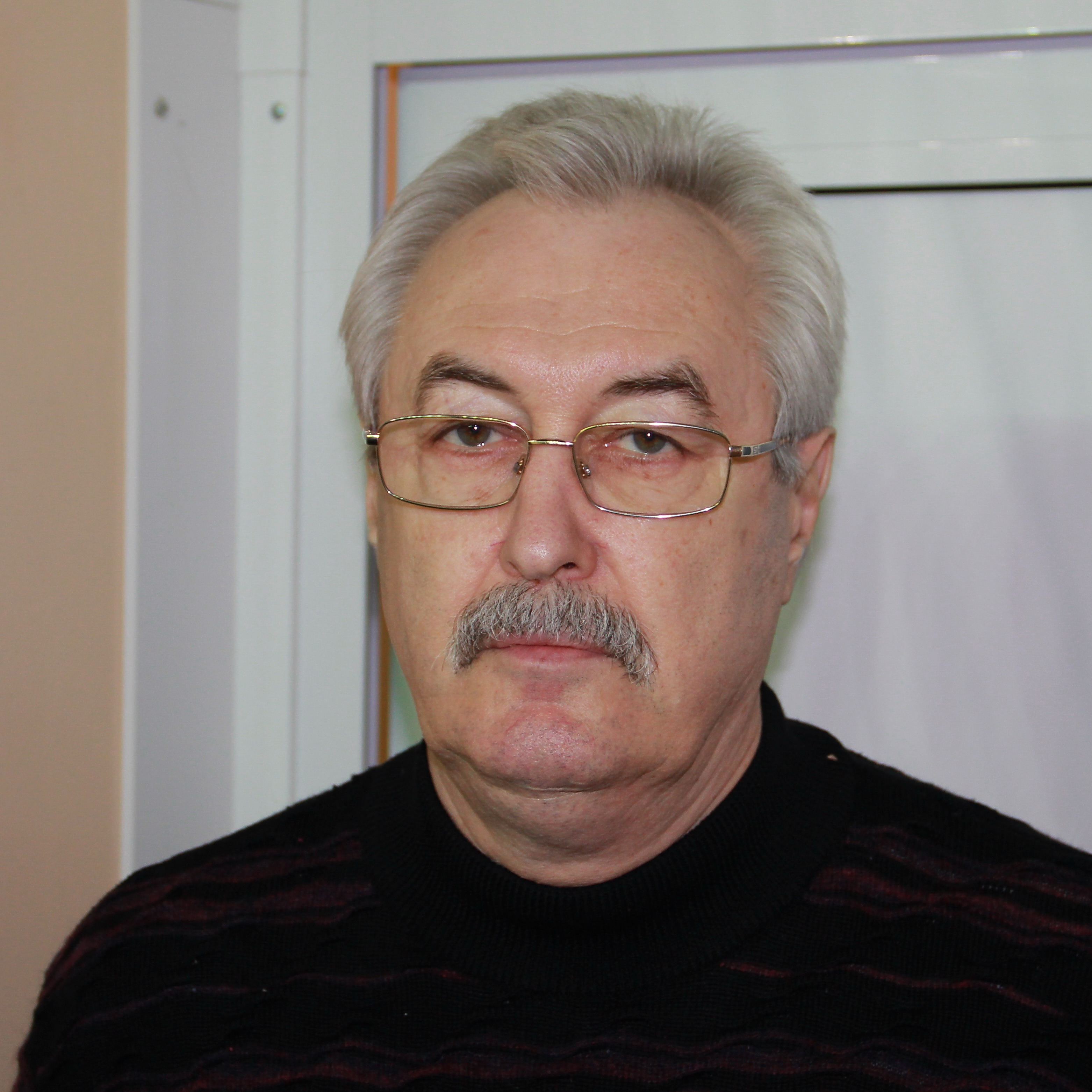
Sergueï Belov

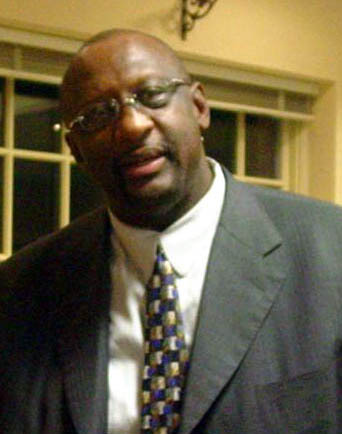
Bob Lanier

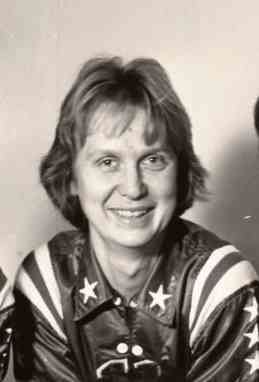
Nera White

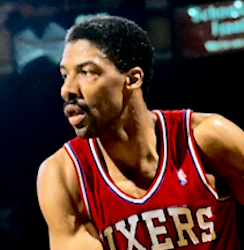
Julius Erving

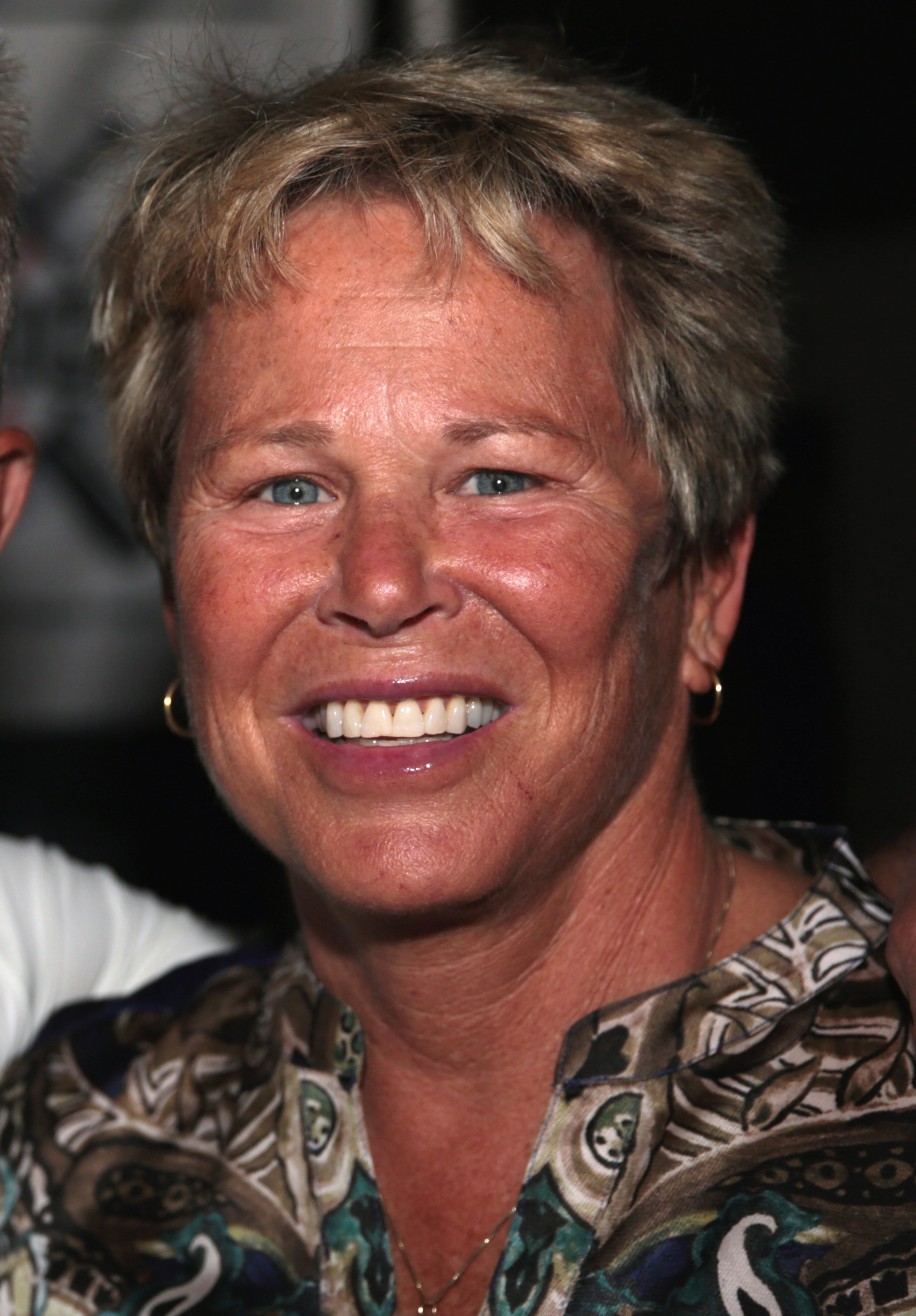
Ann Meyers

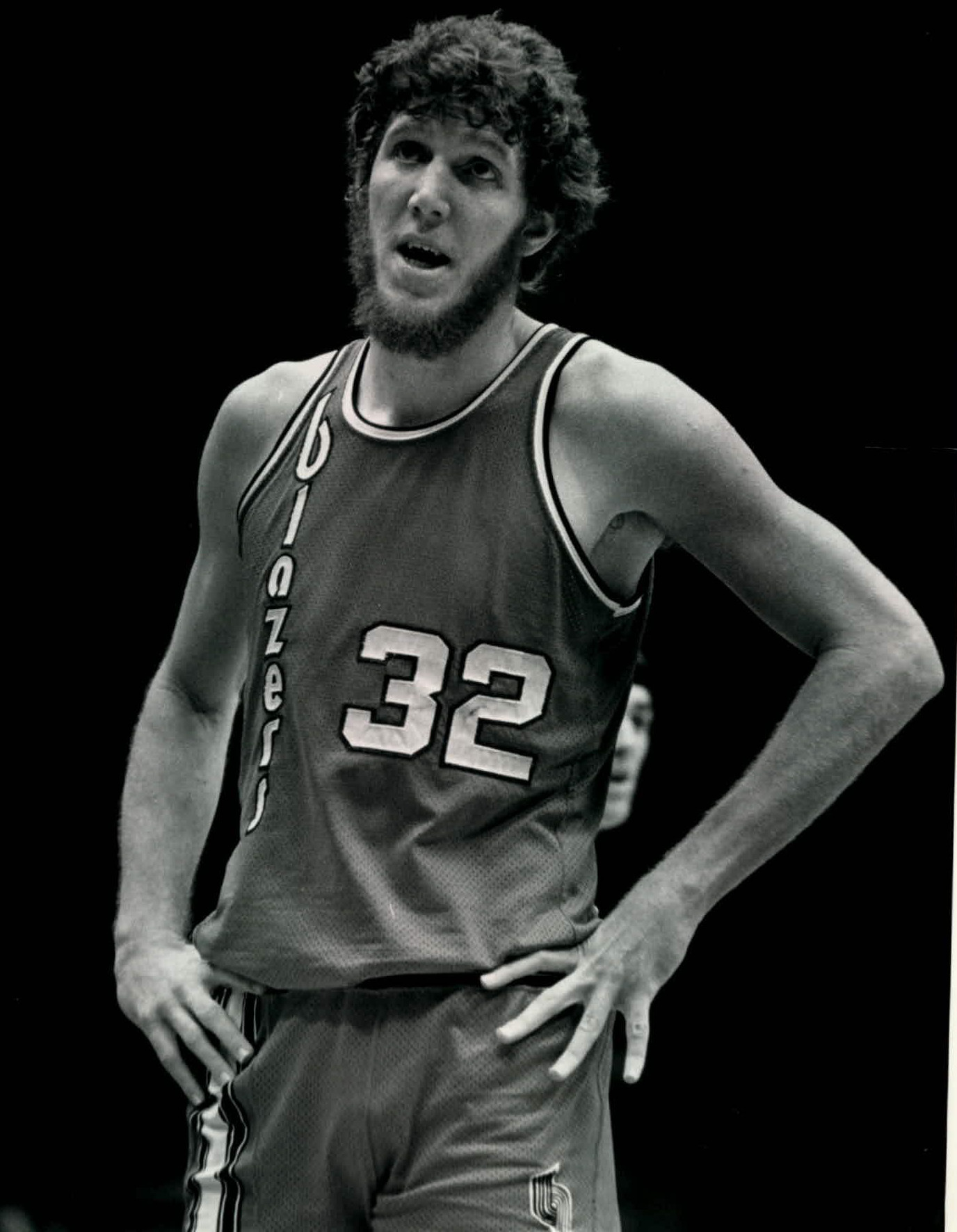
Bill Walton

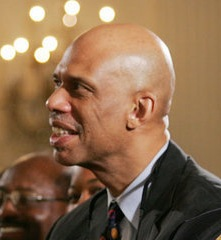
Kareem Abdul Jabbar

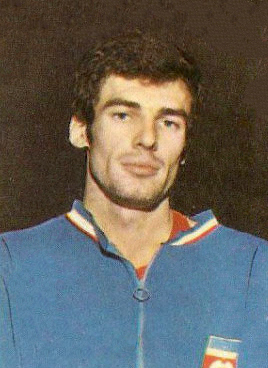
Krešimir Ćosić

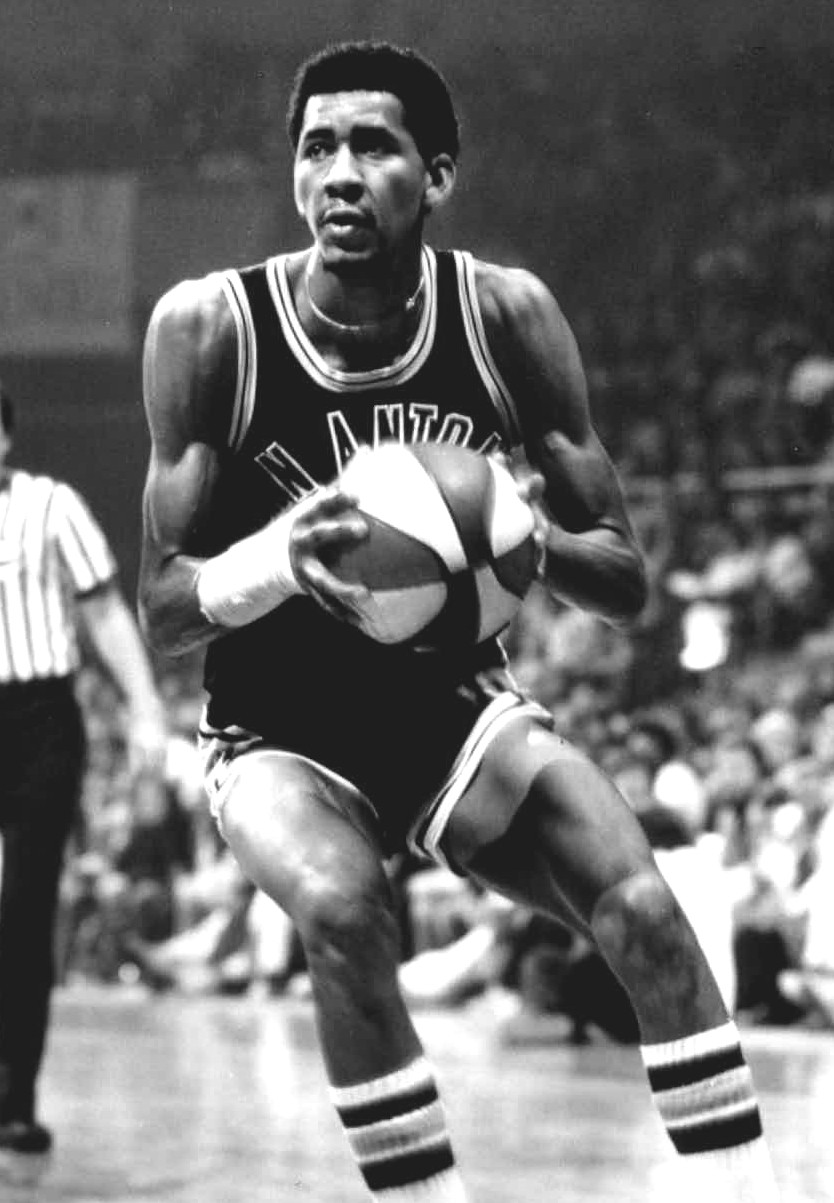
George Gervin

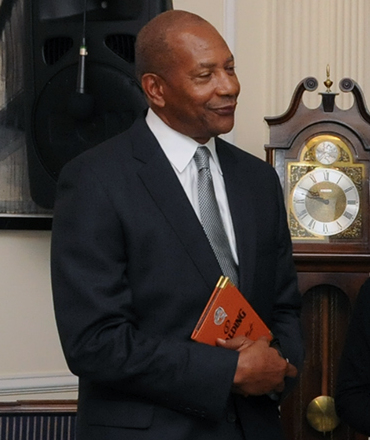
Alex English

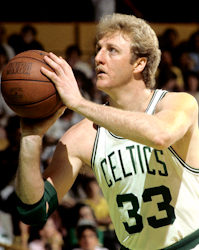
Larry Bird

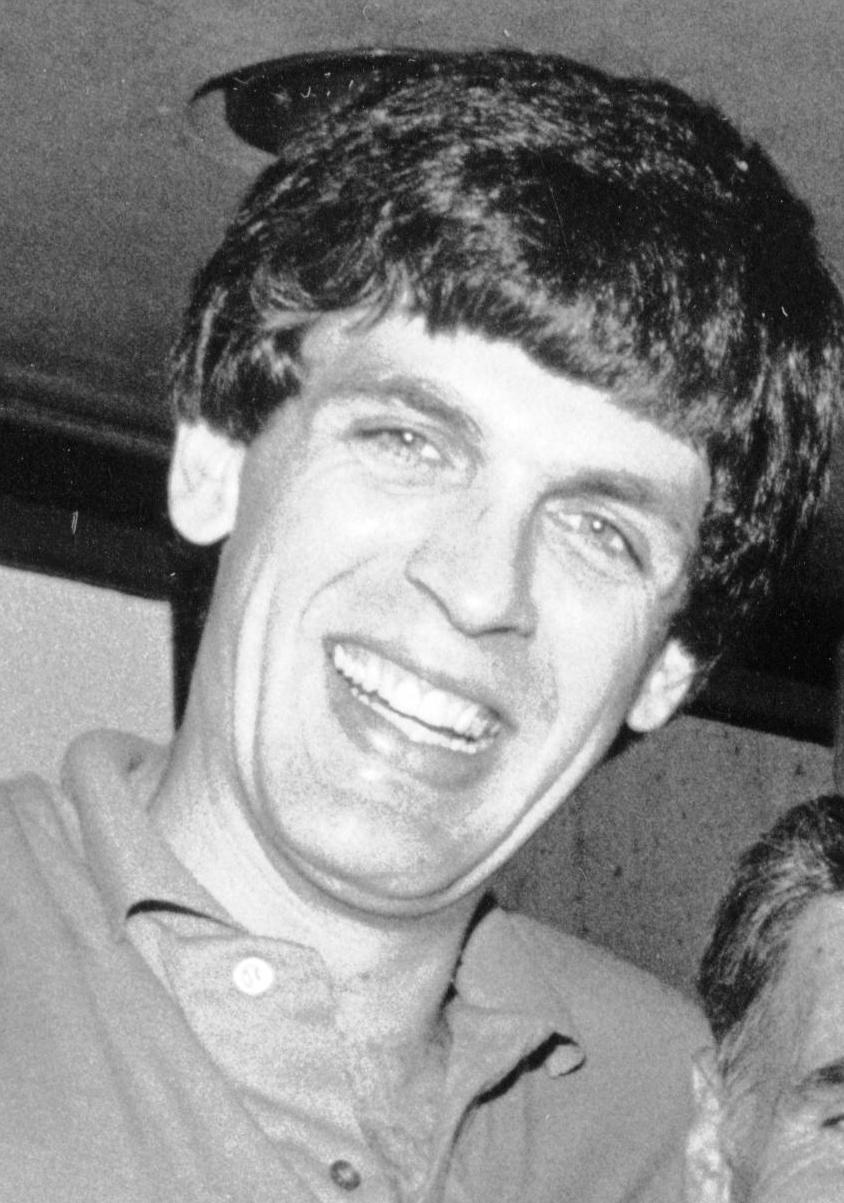
Kevin McHale

| Année | Joueur               | Accomplissements | Réf.    |
| ----- | -------------------- | --- | ------- |
| 1990  | Dave Bing            | 7× NBA All-Star en 1968, 1969, 1971 et de 1973 à 1976. 2× All-NBA First Team en 1968 et 1971. All-NBA Second Team en 1974. Numéro 21 retiré dans la franchise des Pistons de Détroit. Fait partie des 50 meilleurs joueurs de l'histoire de la NBA en 1996. Fait partie des 75 meilleurs joueurs de l'histoire de la NBA en 2021. | [ 77 ]  |
| 1990  | Elvin Hayes          | Champion NBA en 1978 avec les Bullets de Washington. 12× NBA All-Star de 1969 à 1980. 3× All-NBA First Team en 1975, 1977 et 1979. 3× All-NBA Second Team en 1973, 1974 et 1976. 2× NBA All-Defensive Second Team en 1974 et 1975. Numéro 11 retiré dans la franchise des Wizards de Washington. Fait partie des 50 meilleurs joueurs de l'histoire de la NBA en 1996. Fait partie des 75 meilleurs joueurs de l'histoire de la NBA en 2021. | [ 78 ]  |
| 1990  | Neil Johnston        | Champion NBA avec les Warriors de Philadelphie en 1956. 6× NBA All-Star de 1953 à 1958. 4× All-NBA First Team de 1953 à 1956. All-NBA Second Team en 1957. | [ 79 ]  |
| 1990  | Earl Monroe          | Champion NBA avec les Knicks de New York en 1973. 4× NBA All-Star en 1969, 1971, 1975 et 1977. All-NBA First Team en 1969. Numéro 15 retiré dans la franchise des Knicks. Numéro 10 retiré dans la franchise des Wizards de Washington. Fait partie des 50 meilleurs joueurs de l'histoire de la NBA en 1996. Fait partie des 75 meilleurs joueurs de l'histoire de la NBA en 2021. | [ 80 ]  |
| 1991  | Nate Archibald       | Champion NBA en 1981 avec les Celtics de Boston. 6× NBA All-Star en 1973, 1975, 1976, 1980, 1981 et 1982. 3× All-NBA First Team en 1973, 1975 et 1976. 2× All-NBA Second Team en 1972 et 1981. Numéro 1 retiré dans la franchise des Kings de Sacramento. Fait partie des 50 meilleurs joueurs de l'histoire de la NBA en 1996. Fait partie des 75 meilleurs joueurs de l'histoire de la NBA en 2021. | [ 81 ]  |
| 1991  | Dave Cowens          | 2× champion NBA avec les Celtics de Boston en 1974 et 1976. NBA Most Valuable Player en 1973. 8× NBA All-Star de 1972 à 1978 et 1980. 3× All-NBA Second Team en 1973, 1975 et 1976. NBA All-Defensive First Team en 1976. 2× NBA All-Defensive Second Team en 1975 et 1980. Numéro 18 retiré dans la franchise des Celtics. Fait partie des 50 meilleurs joueurs de l'histoire de la NBA en 1996. Fait partie des 75 meilleurs joueurs de l'histoire de la NBA en 2021. | [ 82 ]  |
| 1991  | Harry Gallatin       | 7× NBA All-Star de 1951 à 1957. All-NBA First Team en 1954. All-NBA Second Team en 1955. | [ 83 ]  |
| 1992  | Sergei Belov         | Premier joueur international à être introduit. Avec l'équipe nationale d'URSS : · Médaille d'or aux Jeux Olympiques de 1972. · 2× Médailles d'or aux championnats du monde de 1967 et 1974. · 4× Médailles d'or aux championnats d'Europe de 1967, 1969, 1971 et 1979. · MVP du championnat d'Europe de 1969. · MVP du championnat du monde de 1970. · En club : · 2× champion de l'Euroligue en 1969 et 1971. · 11× champion du championnat d'URSS de basket-ball avec le CSKA Moscou. · Fait partie des 50 meilleurs contributeurs de l'Euroligue. · Introduit au FIBA Hall of Fame en 2007. | [ 84 ]  |
| 1992  | Lusia Harris-Stewart | Médaille d'argent aux Jeux Olympiques de 1976. · Intronisée au Women's Basketball Hall of Fame en 1999. | [ 85 ]  |
| 1992  | Connie Hawkins       | Champion de l'ABA en 1968 avec les Pipers de Pittsburgh. MVP des Playoffs ABA en 1968. MVP de l'ABA en 1968. 4× NBA All-Star de 1970 à 1973. 2× All-ABA First Team en 1968 et 1969. All-NBA First Team en 1970. Numéro 42 retiré dans la franchise des Suns de Phoenix. | [ 86 ]  |
| 1992  | Bob Lanier           | 8× NBA All-Star de 1972 à 1975, 1977 à 1979 et 1982. Numéro 16 retiré dans la franchise des Pistons de Détroit. Numéro 16 retiré dans la franchise des Bucks de Milwaukee. | [ 87 ]  |
| 1992  | Nera White           | Médaille d'or aux championnats du monde de 1957. · Intronisée au Women's Basketball Hall of Fame en 1999. | [ 88 ]  |
| 1993  | Walt Bellamy         | Médaille d'or aux Jeux Olympiques de 1960. · 4× NBA All-Star de 1962 à 1965. | [ 89 ]  |
| 1993  | Julius Erving        | Champion NBA en 1983 avec les 76ers de Philadelphie. 2× champion ABA et MVP des Playoffs en 1974 et 1976 avec les Nets de New York. NBA Most Valuable Player en 1981. 3× ABA Most Valuable Player en 1974, 1975 et 1976. 11× NBA All-Star de 1977 à 1987. 5× ABA All-Star de 1972 à 1976. 5× All-NBA First Team en 1978 et de 1980 à 1983. 2× All-NBA Second Team en 1977 et 1984. 4× All-ABA First Team de 1973 à 1976. All-ABA Second Team en 1972. Numéro 32 retiré dans la franchise des Nets de Brooklyn. Numéro 6 retiré dans la franchise des 76ers. Fait partie des 50 meilleurs joueurs de l'histoire de la NBA en 1996. Fait partie des 75 meilleurs joueurs de l'histoire de la NBA en 2021. | [ 90 ]  |
| 1993  | Dan Issel            | Champion ABA en 1975 avec les Colonels du Kentucky. NBA All-Star en 1977. 6× ABA All-Star de 1971 à 1976. All-ABA First Team en 1972. 4× All-ABA Second Team en 1971, 1973, 1974 et 1976. Numéro 44 retiré dans la franchise des Nuggets. | [ 91 ]  |
| 1993  | Dick McGuire         | 7× NBA All-Star en 1951, 1952, 1954, 1955, 1956, 1958 et 1959. All-NBA Second Team en 1951. Numéro 15 retiré dans la franchise des Knicks de New York. | [ 92 ]  |
| 1993  | Ann Meyers           | Médaille d'or aux championnats du monde de 1979. · Médaille d'argent aux Jeux Olympiques de 1976. · Co-MVP de la Women's Basketball League en 1980. · Intronisée au Women's Basketball Hall of Fame en 1999, ainsi qu'au FIBA Hall of Fame en 2007. | [ 93 ]  |
| 1993  | Calvin Murphy        | NBA All-Star en 1979. Numéro 23 retiré dans la franchise des Rockets de Houston. | [ 94 ]  |
| 1993  | Uļjana Semjonova     | 2× Médailles d'or aux Jeux Olympiques de 1976 et 1980 avec l'URSS. · 3× Médailles d'or aux championnats du monde de 1971, 1975 et 1983. · 11× Médailles d'or aux championnats d'Europe. · A remporté 16 titres européens au cours de sa carrière. · Intronisée au Women's Basketball Hall of Fame en 1999, ainsi qu'au FIBA Hall of Fame en 2007. | [ 95 ]  |
| 1993  | Bill Walton          | 2× champion et meilleur joueur du tournoi NCAA en 1972 et 1973 avec UCLA. 2× champion NBA en 1977 avec les Trail Blazers de Portland et 1986 avec les Celtics de Boston. MVP des Finales NBA en 1977. NBA Most Valuable Player en 1978. NBA Sixth Man of the Year en 1986. 2× NBA All-Star en 1977 et 1978. All-NBA First Team en 1978. All-NBA Second Team en 1977. 2× NBA All-Defensive First Team en 1977 et 1978. Numéro 32 retiré dans la franchise des Trail Blazers. Fait partie des 50 meilleurs joueurs de l'histoire de la NBA en 1996. Fait partie des 75 meilleurs joueurs de l'histoire de la NBA en 2021. | [ 96 ]  |
| 1994  | Carol Blazejowski    | Médaille d'or aux championnats du monde de 1979. | [ 97 ]  |
| 1994  | Buddy Jeannette      | 3× champion NBL en 1943, 1944 et 1945. Champion BAA en 1948 avec les Bullets de Baltimore. | [ 98 ]  |
| 1995  | Kareem Abdul-Jabbar  | 3× champion et meilleur joueur du tournoi NCAA en 1967, 1968 et 1969 avec UCLA. 6× champion NBA en 1971 avec les Bucks de Milwaukee et en 1980, 1982, 1985, 1987, 1988 avec les Lakers de Los Angeles. 2× MVP des Finales NBA en 1971 et 1985. 6× NBA Most Valuable Player en 1971, 1972, 1974, 1976, 1977 et 1980. 19× NBA All-Star de 1970 à 1977 et de 1979 à 1989. 10× All-NBA First Team de 1971 à 1974, 1976, 1977, 1980, 1981, 1984 et 1986. 5× All-NBA Second Team en 1970, 1978, 1979, 1983 et 1985. 5× NBA All-Defensive First Team en 1974, 1975, 1979, 1980 et 1981. 6× NBA All-Defensive Second Team en 1970, 1971, 1976, 1977, 1978 et 1984. Numéro 33 retiré dans la franchise des Bucks. Numéro 33 retiré dans la franchise des Lakers. Fait partie des 50 meilleurs joueurs de l'histoire de la NBA en 1996. Fait partie des 75 meilleurs joueurs de l'histoire de la NBA en 2021. | [ 99 ]  |
| 1995  | Anne Donovan         | 2× Médailles d'or aux Jeux Olympiques de 1984 et 1988. · Intronisée au Women's Basketball Hall of Fame en 1999, ainsi qu'au FIBA Hall of Fame en 2015. | [ 100 ] |
| 1995  | Vern Mikkelsen       | 4× champion NBA en 1950, 1952, 1953 et 1954 avec les Lakers de Minneapolis. 6× NBA All-Star en 1951, 1952, 1953, 1955, 1956 et 1957. 4× All-NBA Second Team en 1951, 1952, 1953 et 1955. | [ 101 ] |
| 1995  | Cheryl Miller        | Médaille d'or aux Jeux Olympiques de 1984. · Médaille d'or aux championnats du monde de 1986. · Médaille d'argent aux championnats du monde de 1983. · 2× champion NCAA en 1983 et 1984 avec USC. · Intronisée au Women's Basketball Hall of Fame en 1999, ainsi qu'au FIBA Hall of Fame (2010) | [ 102 ] |
| 1996  | Krešimir Ćosić       | Médaille d'or aux Jeux Olympiques de 1980 avec la Yougoslavie. · 2× Médailles d'or aux championnats du monde de 1970 et 1978. · 3× Médailles d'or aux championnats d'Europe de 1973, 1975 et 1977. · 2× champion d'Italie et 6× champion de Yougoslavie. · Fait partie des 50 meilleurs contributeurs de l'Euroligue. · Introduit au FIBA Hall of Fame en 2007. | [ 103 ] |
| 1996  | George Gervin        | 9× NBA All-Star de 1977 à 1985. 5× All-NBA First Team de 1978 à 1982. 2× All-NBA Second Team en 1977 et 1983. Numéro 44 retiré dans la franchise des Spurs de San Antonio. Fait partie des 50 meilleurs joueurs de l'histoire de la NBA en 1996. Fait partie des 75 meilleurs joueurs de l'histoire de la NBA en 2021. | [ 104 ] |
| 1996  | Gail Goodrich        | 2× champion NCAA en 1964 et 1965 avec UCLA. Champion NBA avec les Lakers de Los Angeles en 1972. 5× NBA All-Star en 1969 et de 1972 à 1975. All-NBA First Team en 1974. Numéro 25 retiré dans la franchise des Lakers. | [ 105 ] |
| 1996  | Nancy Lieberman      | Médaille d'or aux championnats du monde de 1979. · Médaille d'argent aux Jeux Olympiques de 1976. | [ 106 ] |
| 1996  | David Thompson       | Champion et meilleur joueur du tournoi NCAA en 1974 avec NC State. 4× NBA All-Star en 1977, 1978, 1979 et 1983. 2× All-NBA First Team en 1977 et 1978. ABA All-Star en 1976. All-ABA Second Team en 1976. Numéro 33 retiré dans la franchise des Nuggets de Denver. | [ 107 ] |
| 1996  | George Yardley       | 6× NBA All-Star de 1955 à 1960. All-NBA First Team en 1958. All-NBA Second Team en 1957. | [ 108 ] |
| 1997  | Joan Crawford        | Médaille d'or aux championnats du monde de 1957. · Intronisée au Women's Basketball Hall of Fame en 1999. | [ 109 ] |
| 1997  | Denise Curry         | Médaille d'or aux Jeux Olympiques de 1984. · Médaille d'or aux championnats du monde de 1979. · Médaille d'argent aux championnats du monde de 1983. · Intronisée au Women's Basketball Hall of Fame en 1999. | [ 110 ] |
| 1997  | Alex English         | 8× NBA All-Star de 1982 à 1989. 3× All-NBA Second Team en 1982, 1983 et 1986. Numéro 2 retiré dans la franchise des Nuggets de Denver. | [ 111 ] |
| 1997  | Bailey Howell        | 2× champion NBA en 1968 et 1969 avec les Celtics de Boston. 6× NBA All-Star de 1961 à 1964, 1966 et 1967. All-NBA Second Team en 1963. | [ 112 ] |
| 1998  | Larry Bird           | Médaille d'or aux Jeux Olympiques de 1992. · 3× champion NBA en 1981, 1984 et 1986 avec les Celtics de Boston. · 2× MVP des Finales NBA en 1984 et 1986. · 3× NBA Most Valuable Player en 1984, 1985 et 1986. · 12× NBA All-Star de 1980 à 1988 et de 1990 à 1992. · 9× All-NBA First Team de 1980 à 1988. · All-NBA Second Team en 1990. · 3× NBA All-Defensive Second Team de 1982 à 1984. · 2× Club du 50-40-90 en 1987 et 1988. · Numéro 33 retiré dans la franchise des Celtics. · Fait partie des 50 meilleurs joueurs de l'histoire de la NBA en 1996. · Fait partie des 75 meilleurs joueurs de l'histoire de la NBA en 2021. | [ 113 ] |
| 1998  | Marques Haynes       | Réalise la quasi-intégralité de sa carrière au sein des Harlem Globetrotters. | [ 114 ] |
| 1998  | Arnie Risen          | 2× champion NBA en 1951 avec les Royals de Rochester et en 1957 avec les Celtics de Boston. 4× NBA All-Star de 1952 à 1955. | [ 115 ] |
| 1999  | Kevin McHale         | 3× champion NBA en 1981, 1984 et 1986. 7× NBA All-Star en 1984 et de 1986 à 1991. 2× NBA Sixth Man of the Year en 1984 et 1985. All-NBA First Team en 1987. 3× NBA All-Defensive First Team en 1986, 1987 et 1988. 3× NBA All-Defensive Second Team en 1983, 1990 et 1991. Numéro 32 retiré dans la franchise des Celtics. Fait partie des 50 meilleurs joueurs de l'histoire de la NBA en 1996. Fait partie des 75 meilleurs joueurs de l'histoire de la NBA en 2021. | [ 116 ] |

### Intronisations années 2000-2009

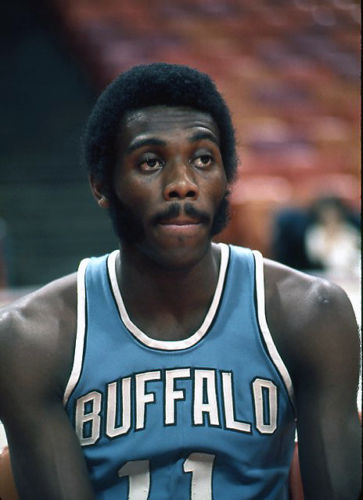
Bob McAdoo

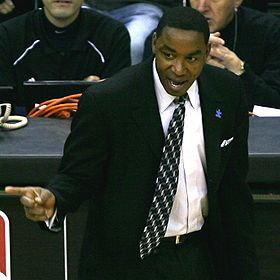
Isiah Thomas

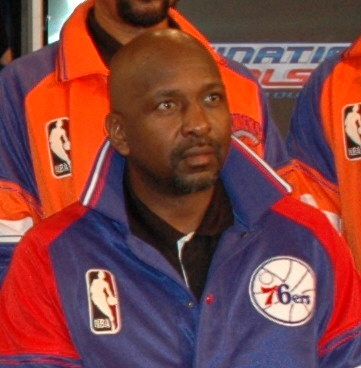
Moses Malone

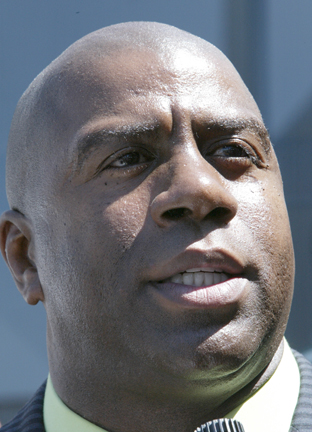
Magic Johnson

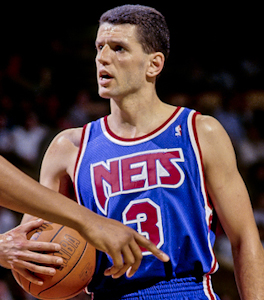
Dražen Petrović

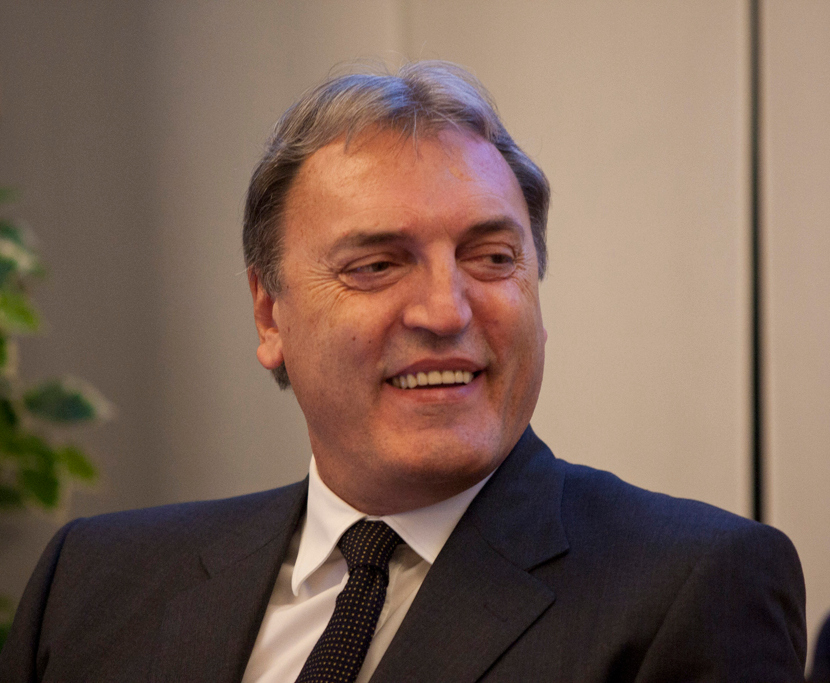
Dino Meneghin

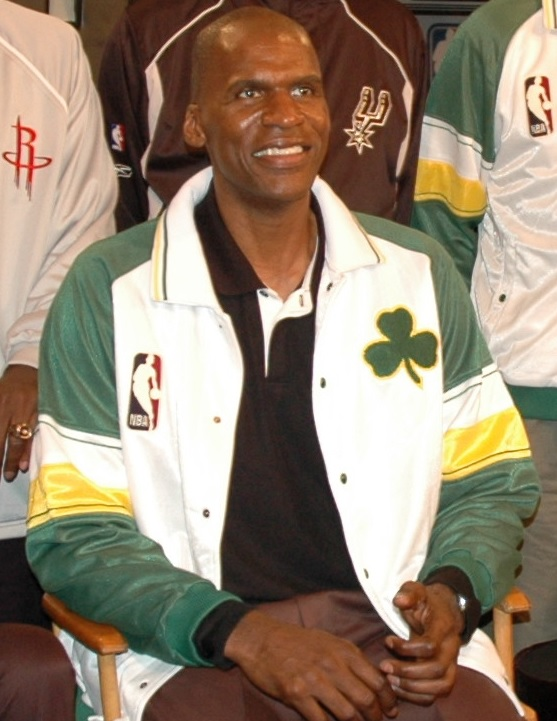
Robert Parish

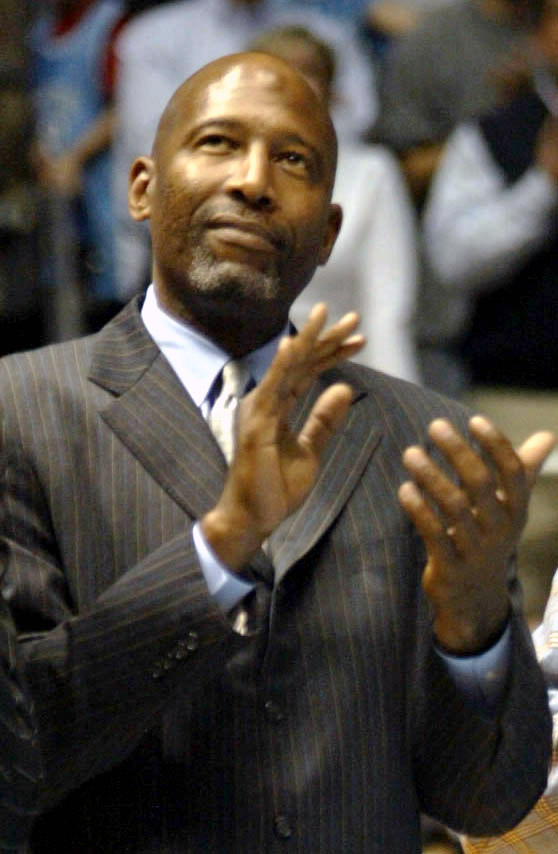
James Worthy

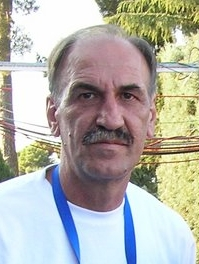
Dražen Dalipagić

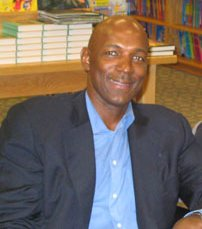
Clyde Drexler

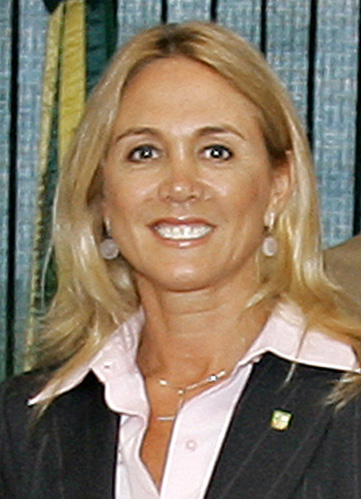
Hortência Marcari

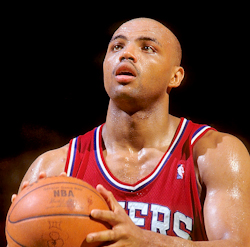
Charles Barkley

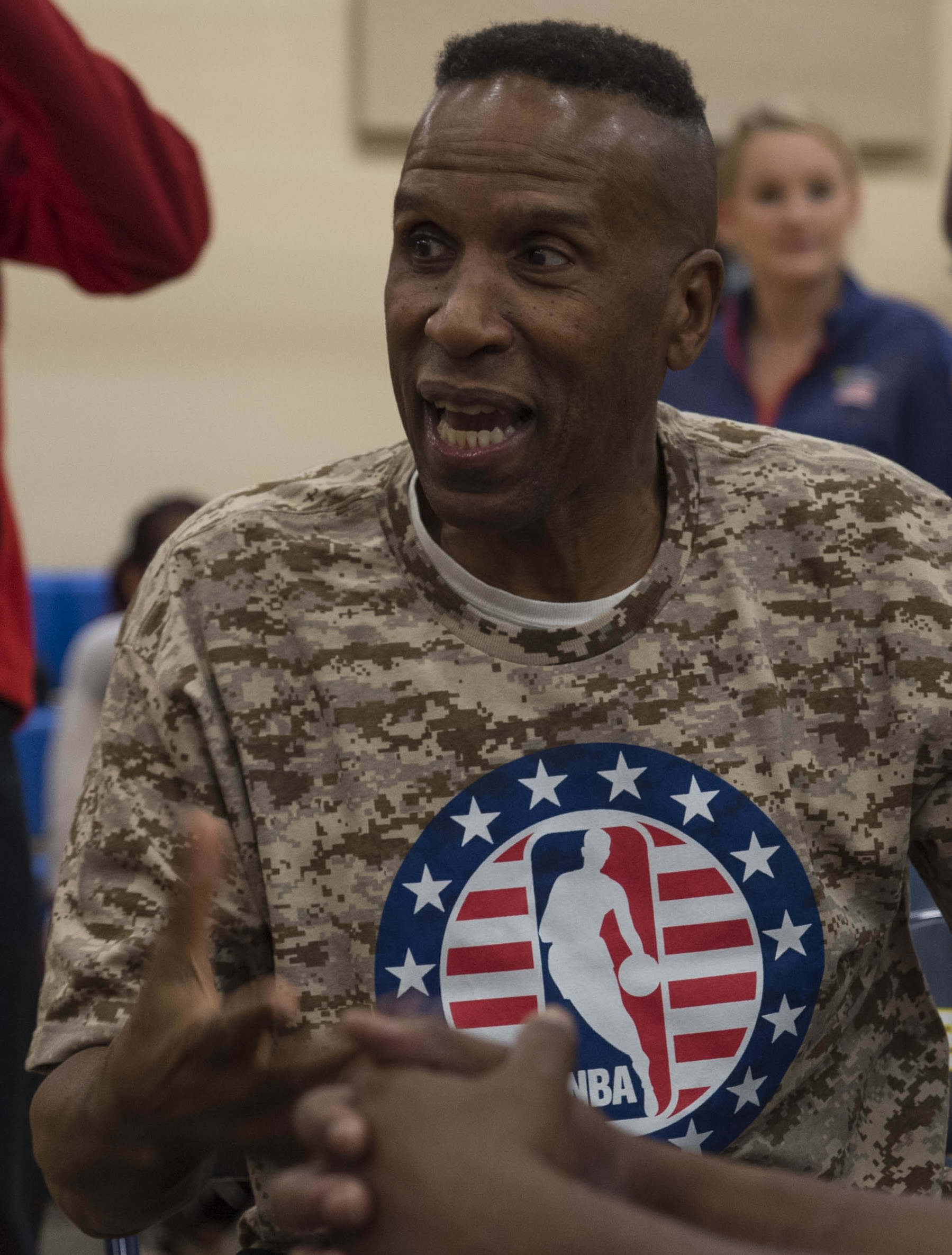
Adrian Dantley

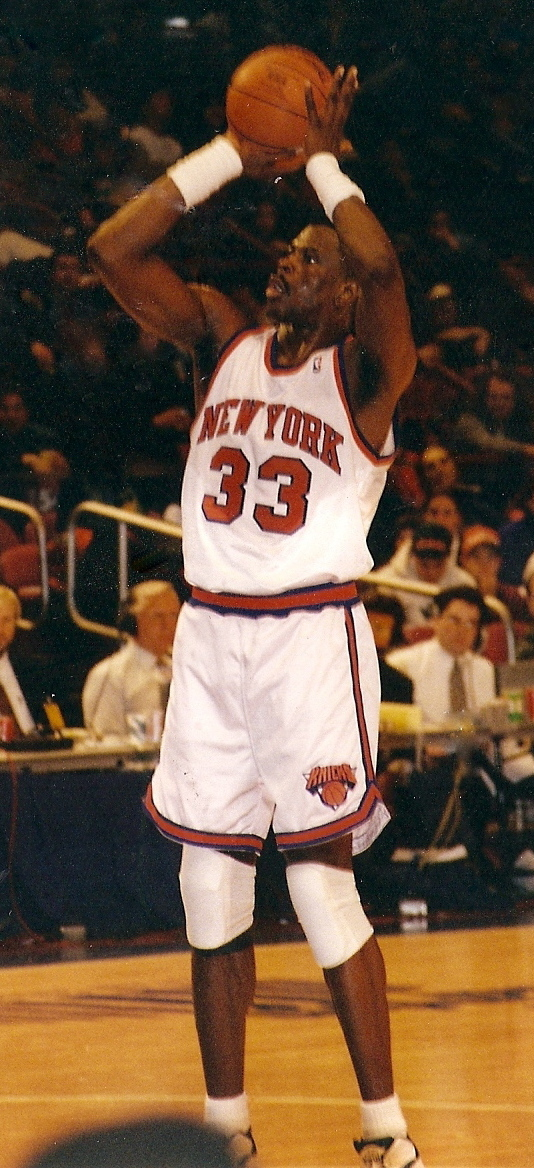
Patrick Ewing

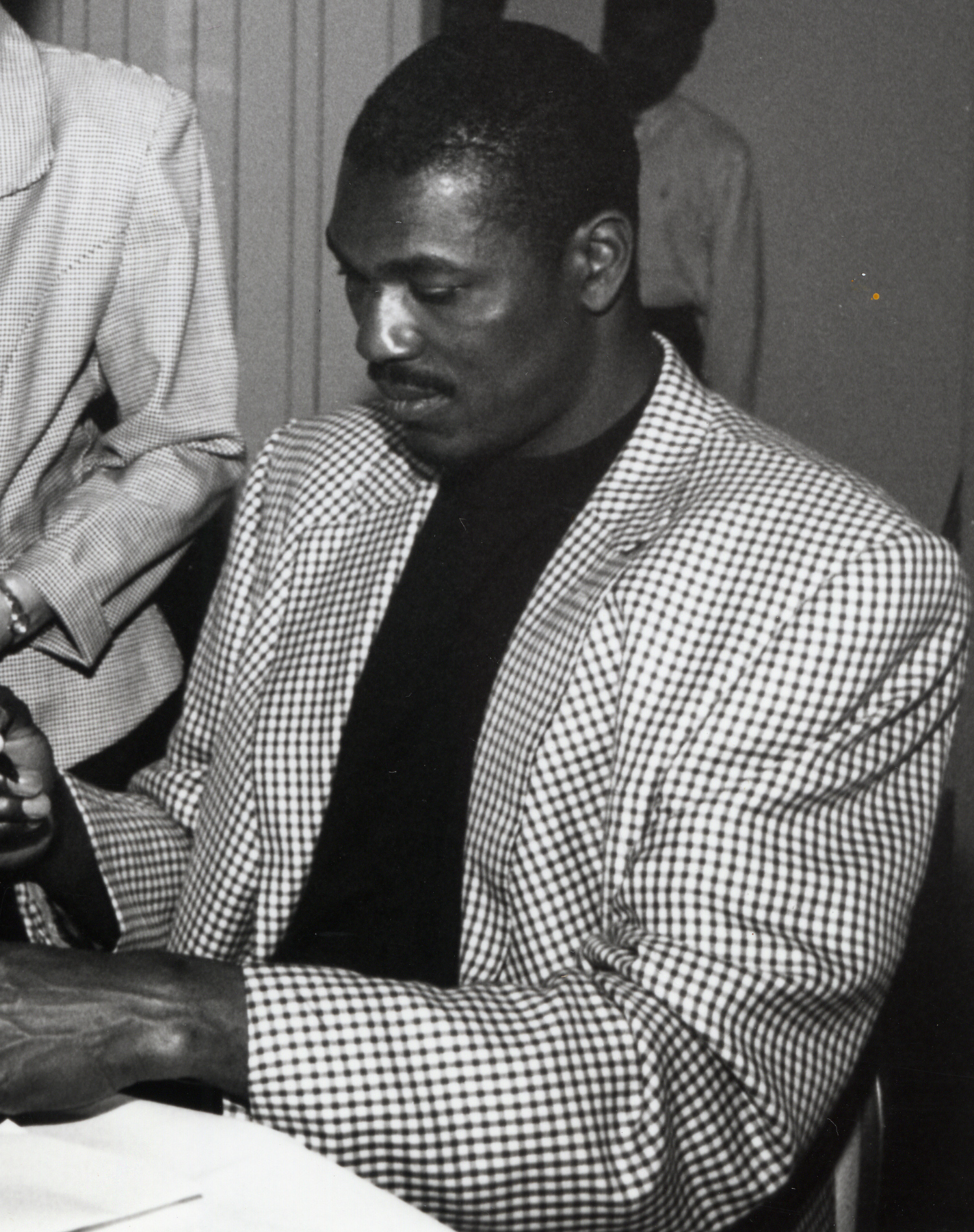
Hakeem Olajuwon

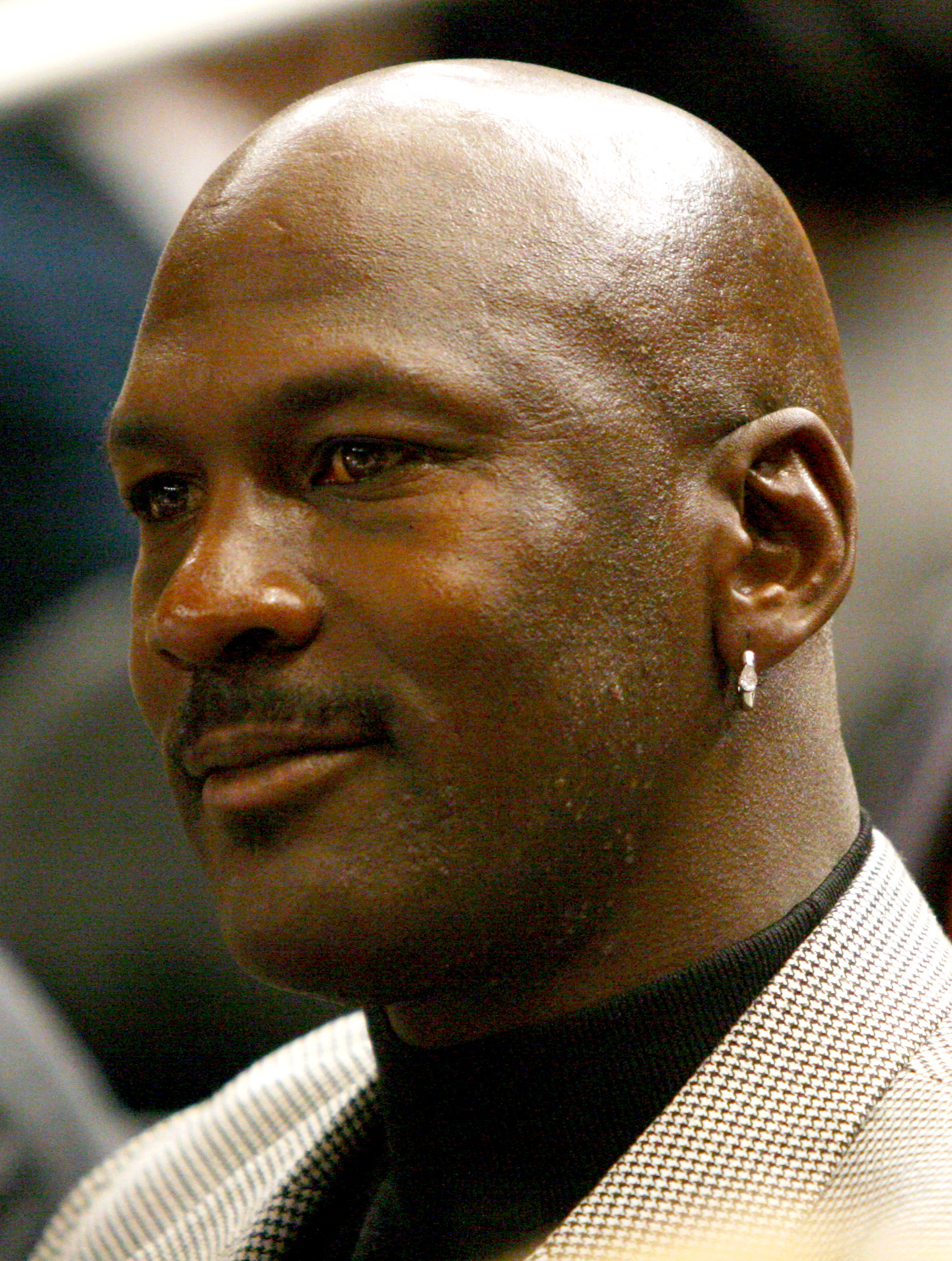
Michael Jordan

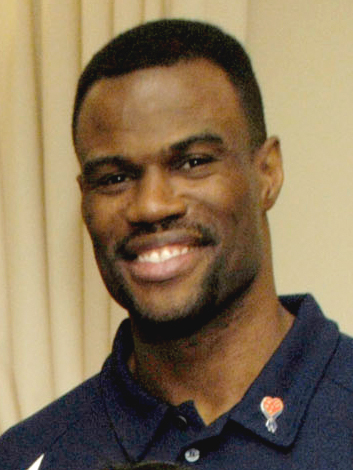
David Robinson

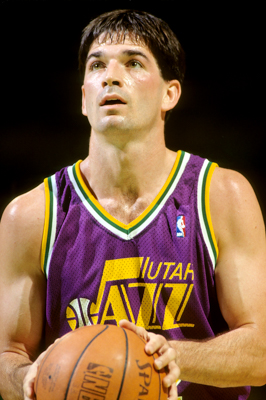
John Stockton

| Année | Joueur            | Accomplissements | Réf.    |
| ----- | ----------------- | --- | ------- |
| 2000  | Bob McAdoo        | 2× champion NBA en 1982 et 1985 avec les Lakers de Los Angeles. NBA Most Valuable Player en 1975. 2× champion de l'Euroligue en 1987 et 1988 avec l'Olimpia Milan. MVP du Final Four de l'Euroligue en 1988. 5× NBA All-Star de 1974 à 1978. All-NBA First Team en 1975. All-NBA Second Team en 1974. Fait partie des 50 meilleurs contributeurs de l'Euroligue. Fait partie des 75 meilleurs joueurs de l'histoire de la NBA en 2021. | [ 117 ] |
| 2000  | Isiah Thomas      | Champion et meilleur joueur du tournoi NCAA en 1981 avec Indiana. 2× champion NBA en 1989 et 1990 avec les Pistons de Détroit. MVP des Finales NBA en 1990. 12× NBA All-Star de 1982 à 1993. 3× All-NBA First Team de 1984 à 1986. 2× All-NBA Second Team en 1983 et 1987. Numéro 11 retiré dans la franchise des Pistons. Fait partie des 50 meilleurs joueurs de l'histoire de la NBA en 1996. Fait partie des 75 meilleurs joueurs de l'histoire de la NBA en 2021. | [ 118 ] |
| 2001  | Moses Malone      | Champion NBA en 1983 avec les 76ers de Philadelphie. MVP des Finales NBA en 1983. 3× NBA Most Valuable Player en 1979, 1982 et 1983. 12× NBA All-Star de 1978 à 1989. 4× All-NBA First Team en 1979, 1982, 1983 et 1985. 4× All-NBA Second Team en 1980, 1981, 1984 et 1987. NBA All-Defensive First Team en 1983. NBA All-Defensive Second Team en 1979. Numéro 2 retiré dans la franchise des 76ers. Numéro 24 retiré dans la franchise des Rockets de Houston. Fait partie des 50 meilleurs joueurs de l'histoire de la NBA en 1996. Fait partie des 75 meilleurs joueurs de l'histoire de la NBA en 2021. | [ 119 ] |
| 2002  | Magic Johnson     | Médaille d'or aux Jeux Olympiques de 1992. · Champion et meilleur joueur du tournoi NCAA en 1979 avec Michigan State. · 5× champion NBA en 1980, 1982, 1985, 1987 et 1988 avec les Lakers de Los Angeles. · 3× MVP des Finales NBA en 1980, 1982 et 1987. · 3× NBA Most Valuable Player en 1987, 1989 et 1990. · 12× NBA All-Star en 1980 et de 1982 à 1992. · 9× All-NBA First Team de 1983 à 1991. · All-NBA Second Team en 1982. · Numéro 32 retiré dans la franchise des Lakers. · Fait partie des 50 meilleurs joueurs de l'histoire de la NBA en 1996. · Fait partie des 75 meilleurs joueurs de l'histoire de la NBA en 2021. | [ 120 ] |
| 2002  | Dražen Petrović   | Médaille d'or aux championnats du monde de 1990 avec la Yougoslavie. · Médaille d'or aux championnats d'Europe de 1989 avec la Yougoslavie. · Médaille d'argent aux Jeux Olympiques de 1988 avec la Yougoslavie. · Médaille d'argent aux Jeux Olympiques de 1992 avec la Croatie. · Médaille de bronze aux Jeux Olympiques de 1984 avec la Yougoslavie. · MVP du championnat du monde de 1986. · MVP du championnat d'Europe de 1989. · 2× champion de l'Euroligue en 1985 et 1986. · All-NBA Third Team en 1993. · Fait partie des 50 meilleurs contributeurs de l'Euroligue. · Introduit au FIBA Hall of Fame en 2007. · Numéro 3 retiré dans la franchise des Nets de Brooklyn. · Numéro 10 retiré dans l'équipe de Cibona Zagreb. | [ 121 ] |
| 2003  | Dino Meneghin     | Médaille d'or aux championnats d'Europe de 1983. · Médaille d'argent aux Jeux Olympiques de 1980. · 7× champion de l'Euroligue en 1970, 1972, 1973, 1975, 1976, 1987 et 1988. · 12× champion d'Italie. · Fait partie des 50 meilleurs contributeurs de l'Euroligue. · Introduit au FIBA Hall of Fame en 2007. | [ 122 ] |
| 2003  | Robert Parish     | 4× champion NBA avec les Celtics de Boston en 1981, 1984 et 1986, puis avec les Bulls de Chicago en 1997. 9× NBA All-Star de 1981 à 1987, en 1990 et 1991. All-NBA Second Team en 1982. All-NBA Third Team en 1987. Numéro 00 retiré dans la franchise des Celtics. Fait partie des 50 meilleurs joueurs de l'histoire de la NBA en 1996. Fait partie des 75 meilleurs joueurs de l'histoire de la NBA en 2021. | [ 123 ] |
| 2003  | James Worthy      | Champion et meilleur joueur du tournoi NCAA en 1982 avec North Carolina. 3× champion NBA avec les Lakers de Los Angeles en 1985, 1987 et 1988. MVP des Finales NBA en 1988. 7× NBA All-Star de 1986 à 1992. 2× All-NBA Third Team en 1990 et 1991. Numéro 42 retiré dans la franchise des Lakers. Fait partie des 50 meilleurs joueurs de l'histoire de la NBA en 1996. Fait partie des 75 meilleurs joueurs de l'histoire de la NBA en 2021. | [ 124 ] |
| 2004  | Dražen Dalipagić  | Médaille d'or aux Jeux Olympiques de 1980. · Médaille d'or aux championnats du monde de 1978. · 3× Médailles d'or aux championnats d'Europe de 1973, 1975 et 1977. · MVP du championnat du monde de 1978. · MVP du championnat d'Europe de 1977. · Fait partie des 50 meilleurs contributeurs de l'Euroligue. · Introduit au FIBA Hall of Fame en 2007. | [ 125 ] |
| 2004  | Clyde Drexler     | Médaille d'or aux Jeux Olympiques de 1992. · Champion NBA en 1995 avec les Rockets de Houston. · 10× NBA All-Star en 1986, de 1988 à 1994, 1996 et 1997. · All-NBA First Team en 1992. · 2× All-NBA Second Team en 1988 et 1991. · 2× All-NBA Third Team en 1990 et 1995. · Numéro 22 retiré dans la franchise des Trail Blazers de Portland. · Numéro 22 retiré dans la franchise des Rockets. · Fait partie des 50 meilleurs joueurs de l'histoire de la NBA en 1996. · Fait partie des 75 meilleurs joueurs de l'histoire de la NBA en 2021. | [ 126 ] |
| 2004  | Maurice Stokes    | 3× NBA All-Star de 1956 à 1958. 3× All-NBA Second Team de 1956 à 1958. Numéro 12 retiré dans la franchise des Kings de Sacramento. | [ 127 ] |
| 2004  | Lynette Woodard   | Médaille d'or aux Jeux Olympiques de 1984. · Médaille d'or aux championnats du monde de 1990. · Intronisée au Women's Basketball Hall of Fame en 2005. | [ 128 ] |
| 2005  | Hortência Marcari | Médaille d'or aux championnats du monde de 1994. · Médaille d'argent aux Jeux Olympiques de 1996. · Intronisée au Women's Basketball Hall of Fame en 2002 et au FIBA Hall of Fame en 2007. | [ 129 ] |
| 2006  | Charles Barkley   | 2× Médailles d'or aux Jeux Olympiques de 1992 et 1996. · NBA Most Valuable Player en 1993. · 11× NBA All-Star de 1987 à 1997. · 5× All-NBA First Team de 1988 à 1991 et 1993. · 5× All-NBA Second Team en 1986, 1987, 1992, 1994 et 1995. · All-NBA Third Team en 1996. · Numéro 34 retiré dans la franchise des 76ers de Philadelphie. · Fait partie des 50 meilleurs joueurs de l'histoire de la NBA en 1996. · Fait partie des 75 meilleurs joueurs de l'histoire de la NBA en 2021. | [ 130 ] |
| 2006  | Joe Dumars        | Médaille d'or aux championnats du monde de 1994. · 2× champion NBA en 1989 et 1990 avec les Pistons de Détroit. · MVP des Finales NBA en 1989. · 6× NBA All-Star de 1990 à 1993, 1995 et 1997. · All-NBA Second Team en 1993. · 2× All-NBA Third Team en 1990 et 1991. · 4× NBA All-Defensive First Team en 1989, 1990, 1992 et 1993. · NBA All-Defensive Second Team en 1991. · Numéro 4 retiré dans la franchise des Pistons. | [ 131 ] |
| 2006  | Dominique Wilkins | Médaille d'or aux championnats du monde de 1994. · Champion de l'Euroligue et MVP du Final Four en 1996 avec le Panathinaïkos. · 9× NBA All Star de 1986 à 1994. · All-NBA First Team en 1986. · 4× All-NBA Second Team en 1987, 1988, 1991 et 1993. · 2× All-NBA Third Team en 1989 et 1994. · Numéro 21 retiré dans la franchise des Hawks d'Atlanta. · Fait partie des 75 meilleurs joueurs de l'histoire de la NBA en 2021. | [ 132 ] |
| 2008  | Adrian Dantley    | Médaille d'or aux Jeux Olympiques de 1976. · 6× NBA All-Star de 1980 à 1982 et de 1984 à 1986. · 2× All-NBA Second Team en 1981 et 1984. · Numéro 4 retiré dans la franchise du Jazz de l'Utah. | [ 133 ] |
| 2008  | Patrick Ewing     | 2× Médailles d'or aux Jeux Olympiques de 1984 et 1992. · Champion et meilleur joueur du tournoi NCAA en 1984 avec Georgetown. · 11× NBA All-Star en 1986 et de 1988 à 1997. · All-NBA First Team en 1990. · 6× All-NBA Second Team en 1988, 1989, 1991, 1992, 1993 et 1997. · 3× NBA All-Defensive Second Team en 1988, 1989 et 1992. · Numéro 33 retiré dans la franchise des Knicks de New York. · Fait partie des 50 meilleurs joueurs de l'histoire de la NBA en 1996. · Fait partie des 75 meilleurs joueurs de l'histoire de la NBA en 2021. | [ 134 ] |
| 2008  | Hakeem Olajuwon   | Médaille d'or aux Jeux Olympiques de 1996. · Meilleur joueur du tournoi NCAA en 1983 avec Houston. · 2× champion NBA avec les Rockets de Houston en 1994 et 1995. · 2× MVP des Finales NBA en 1994 et 1995. · NBA Most Valuable Player en 1994. · 12× NBA All-Star de 1985 à 1990 et de 1992 à 1997. · 2× NBA Defensive Player of the Year en 1993 et 1994. · 6× All-NBA First Team en 1987, 1988, 1989, 1993, 1994 et 1997. · 3× All-NBA Second Team en 1986, 1990 et 1996. · 3× All-NBA Third Team en 1991, 1995 et 1999. · 5× NBA All-Defensive First Team en 1987, 1988, 1990, 1993 et 1994. · 4× NBA All-Defensive Second Team en 1985, 1991, 1996 et 1997. · Numéro 34 retiré dans la franchise des Rockets. · Fait partie des 50 meilleurs joueurs de l'histoire de la NBA en 1996. · Fait partie des 75 meilleurs joueurs de l'histoire de la NBA en 2021. · Introduit au FIBA Hall of Fame en 2016.                      | [ 135 ] |
| 2009  | Michael Jordan    | 2× Médailles d'or aux Jeux Olympiques de 1984 et 1992. · Champion NCAA en 1982 avec North Carolina. · 6× champion NBA en 1991, 1992, 1993, 1996, 1997 et 1998 avec les Bulls de Chicago. · 6× MVP des Finales NBA en 1991, 1992, 1993, 1996, 1997 et 1998. · 5× NBA Most Valuable Player en 1988, 1991, 1992, 1996 et 1998. · NBA Defensive Player of the Year en 1988. · 14× NBA All-Star de 1985 à 1993, de 1996 à 1998, 2002 et 2003. · 10× All-NBA First Team de 1987 à 1993 et de 1996 à 1998. · All-NBA Second Team en 1985. · 9× NBA All-Defensive First Team de 1988 à 1993 et de 1996 à 1998. · Numéro 23 retiré dans la franchise des Bulls. · Numéro 23 retiré dans la franchise du Heat de Miami, sans jamais y avoir joué. · Fait partie des 50 meilleurs joueurs de l'histoire de la NBA en 1996. · Fait partie des 75 meilleurs joueurs de l'histoire de la NBA en 2021. · Introduit au FIBA Hall of Fame en 2015. | [ 136 ] |
| 2009  | David Robinson    | 2× Médailles d'or aux Jeux Olympiques de 1992 et 1996. · Médaille d'or aux championnats du monde de 1986. · 2× champion NBA en 1999 et 2003 avec les Spurs de San Antonio. · NBA Most Valuable Player en 1995. · NBA Defensive Player of the Year en 1992. · 10× NBA All-Star de 1990 à 1996, 1998, 2000 et 2001. · 4× All-NBA First Team en 1991, 1992, 1995 et 1996. · 2× All-NBA Second Team en 1994 et 1998. · 4× All-NBA Third Team en 1990, 1993, 2000 et 2001. · 4× NBA All-Defensive First Team en 1991, 1992, 1995 et 1996. · 4× NBA All-Defensive Second Team en 1990, 1993, 1994 et 1998. · Numéro 50 retiré dans la franchise des Spurs. · Fait partie des 50 meilleurs joueurs de l'histoire de la NBA en 1996. · Fait partie des 75 meilleurs joueurs de l'histoire de la NBA en 2021. · Introduit au FIBA Hall of Fame en 2013.                                                                                    | [ 137 ] |
| 2009  | John Stockton     | 2× Médailles d'or aux Jeux Olympiques de 1992 et 1996. · 10× NBA All-Star de 1989 à 1997 et 2000. · 2× All-NBA First Team en 1994 et 1995. · 6× All-NBA Second Team en 1988, 1989, 1990, 1992, 1993 et 1996. · 3× All-NBA Third Team en 1991, 1997 et 1999. · 5× NBA All-Defensive Second Team en 1989, 1991, 1992, 1995 et 1997. · Numéro 12 retiré dans la franchise du Jazz de l'Utah. · Fait partie des 50 meilleurs joueurs de l'histoire de la NBA en 1996. · Fait partie des 75 meilleurs joueurs de l'histoire de la NBA en 2021. | [ 138 ] |

### Intronisations années 2010-2019

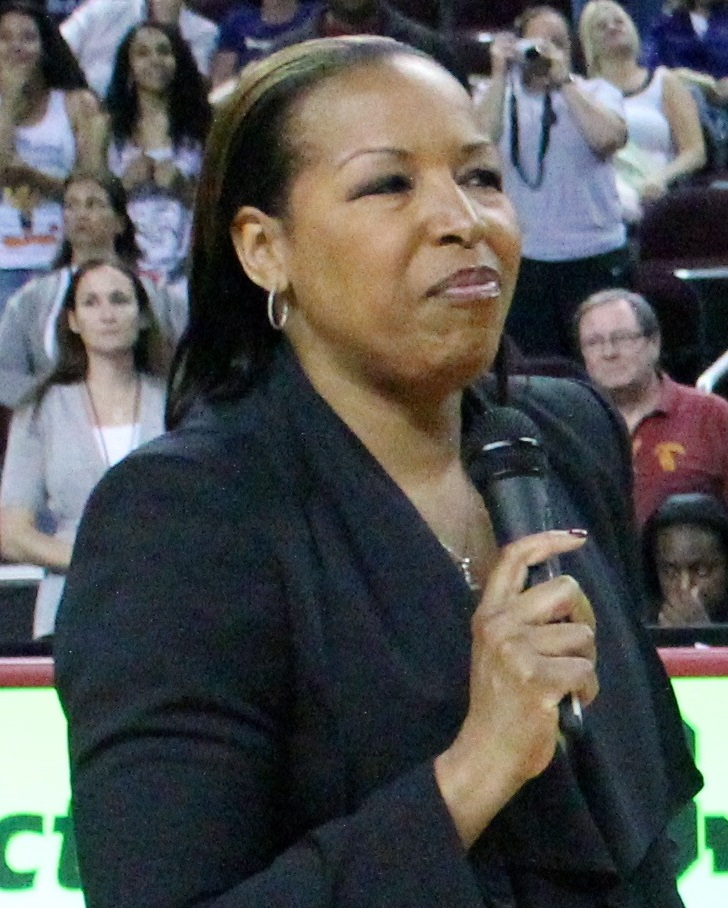
Cynthia Cooper

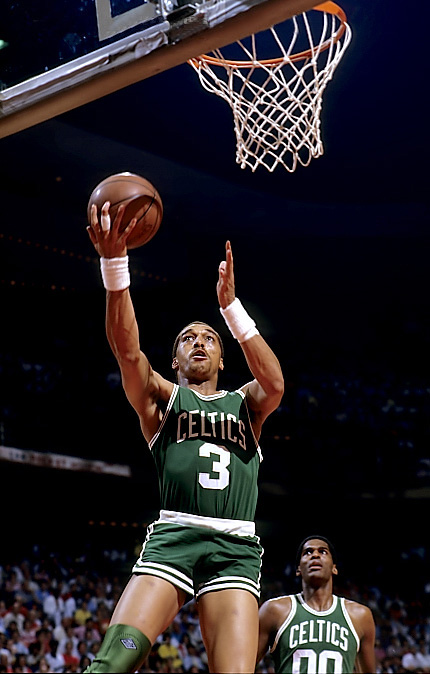
Dennis Johnson

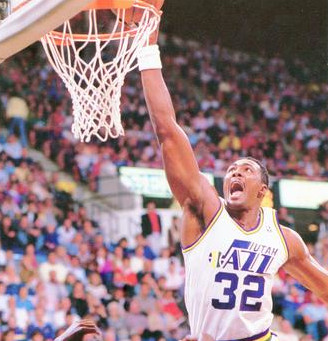
Karl Malone

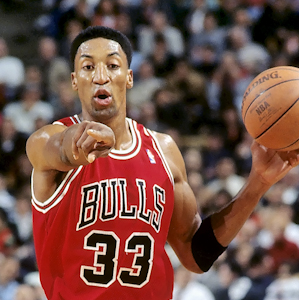
Scottie Pippen

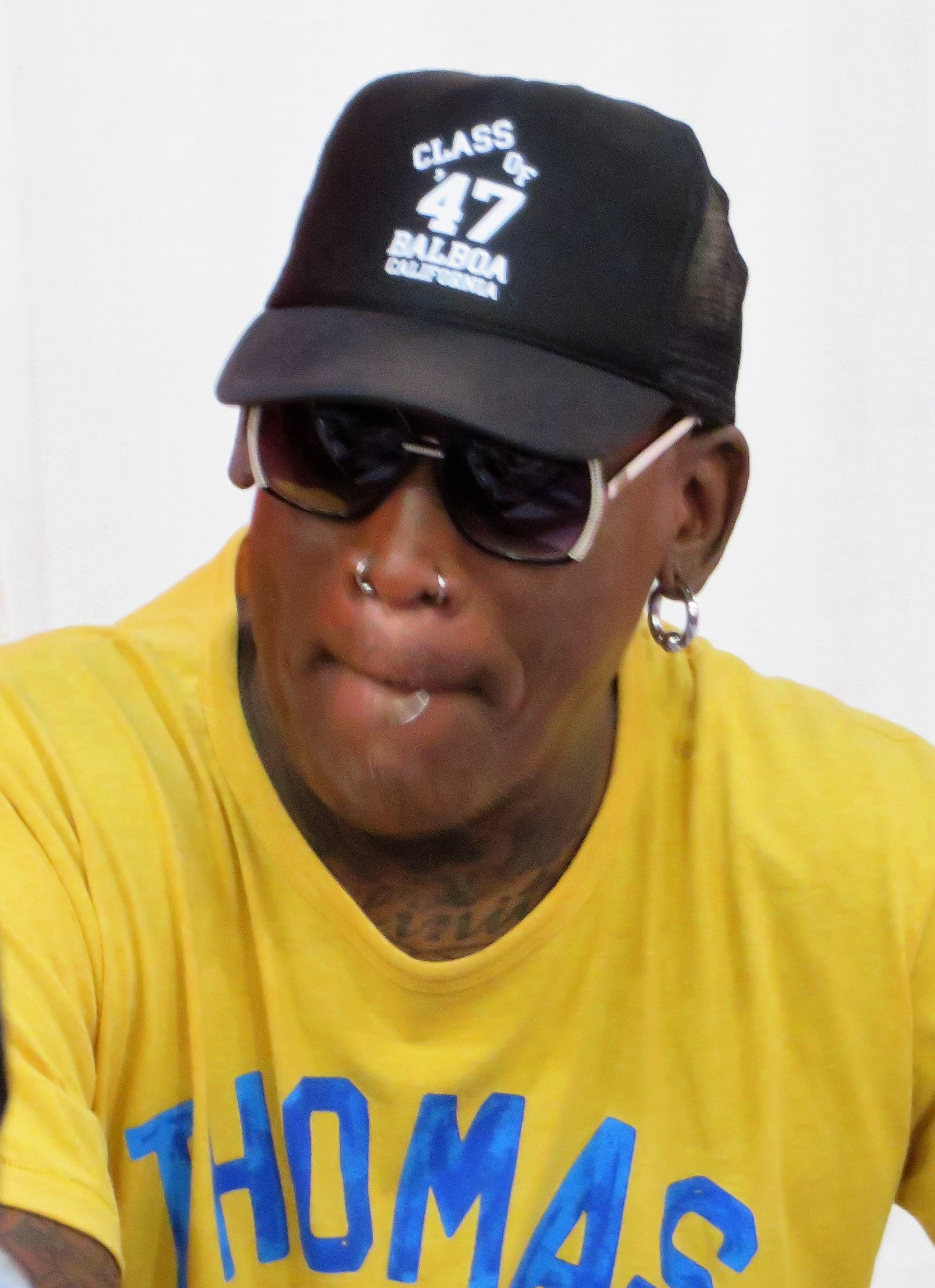
Dennis Rodman

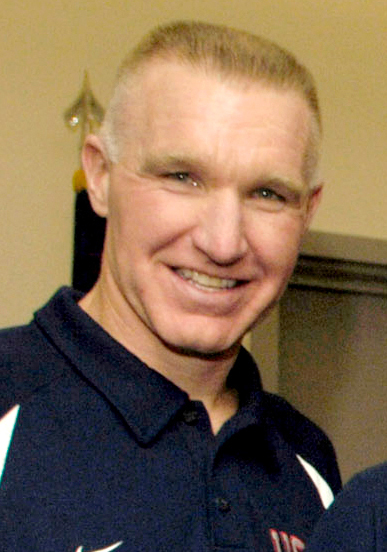
Chris Mullin

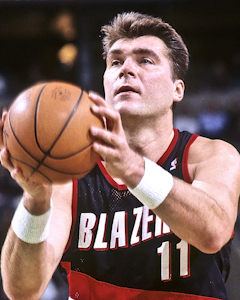
Arvydas Sabonis

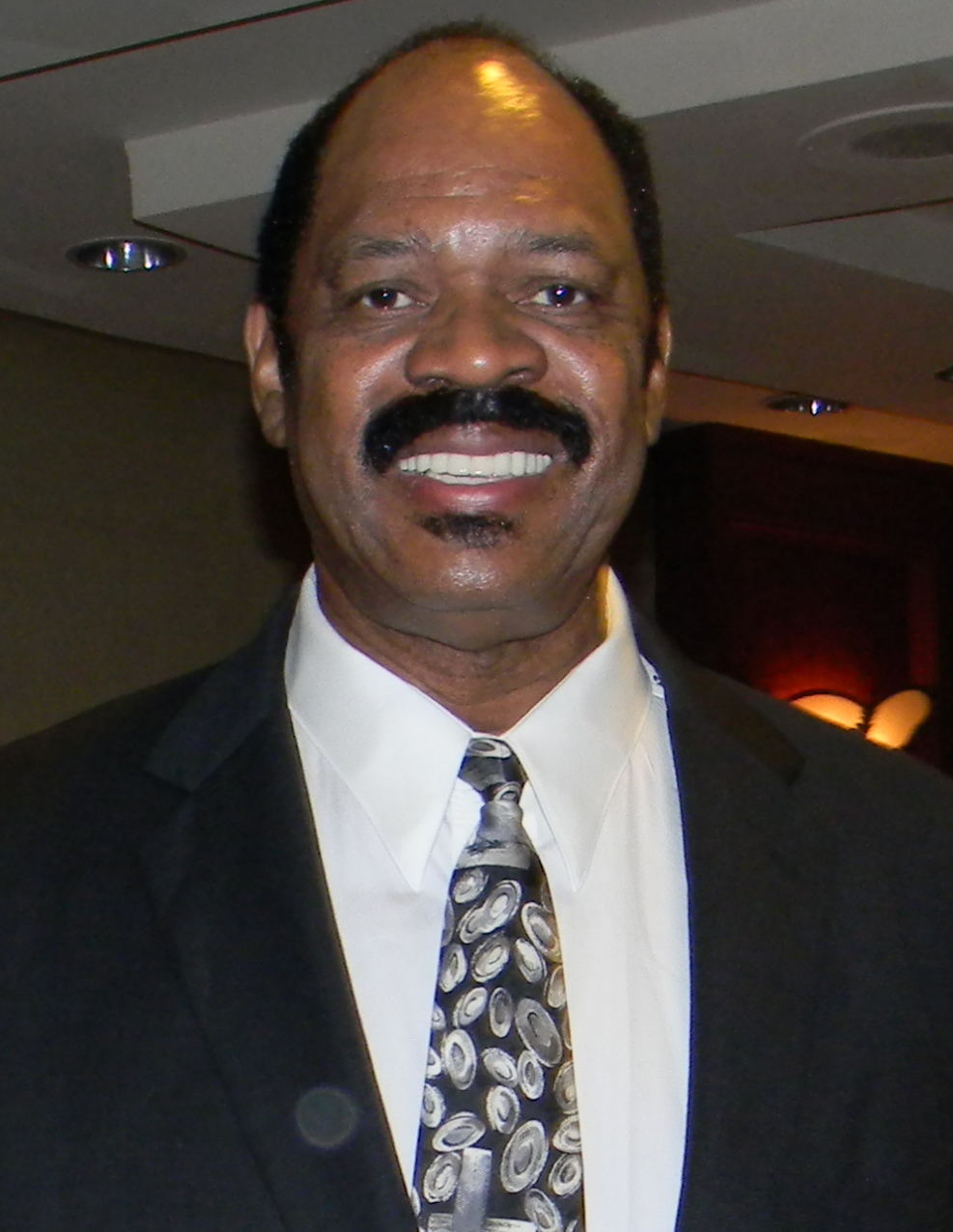
Artis Gilmore

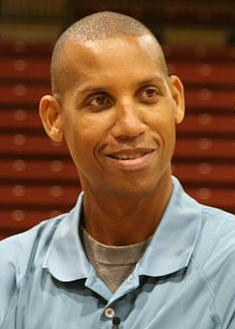
Reggie Miller

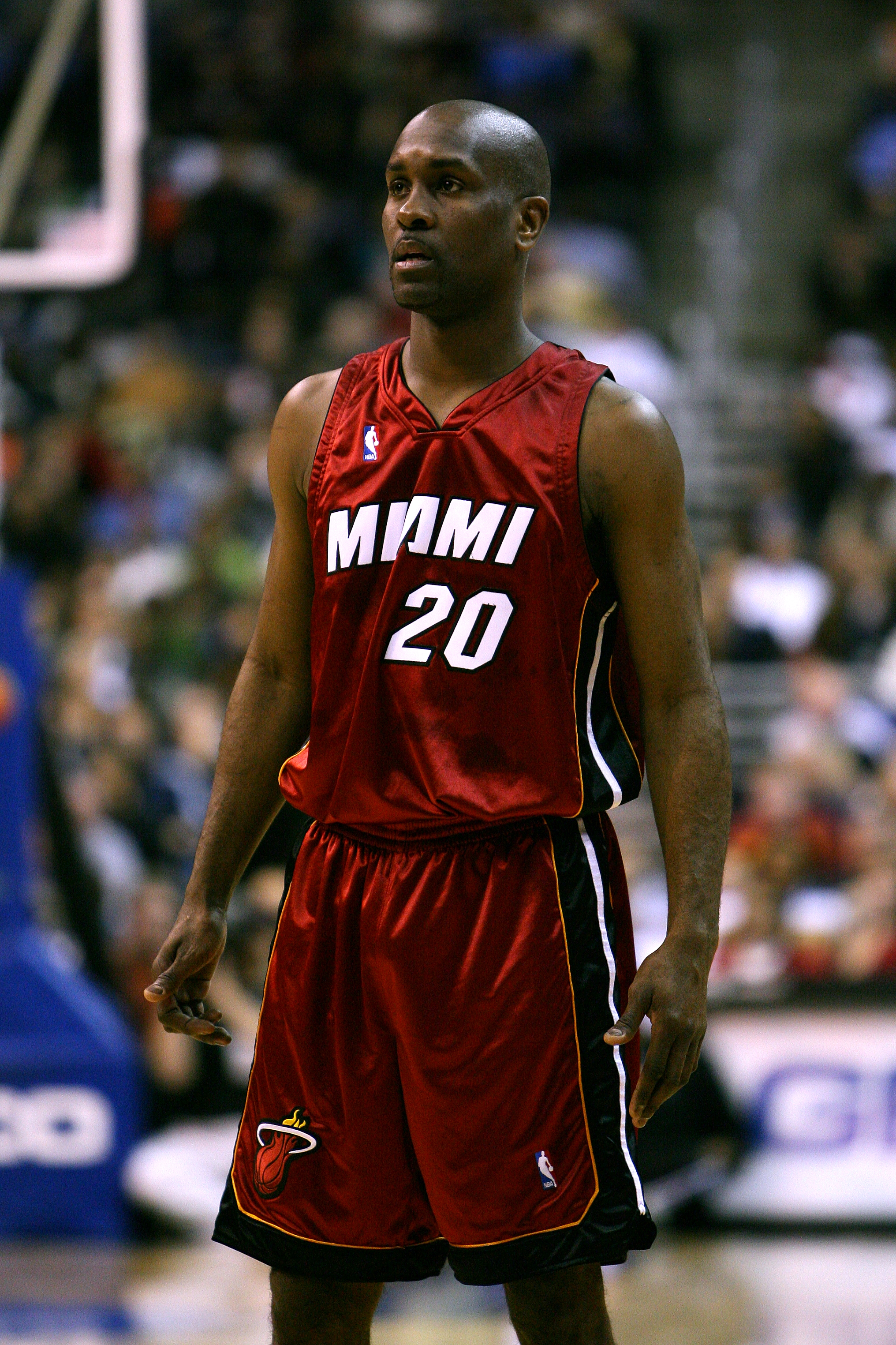
Gary Payton

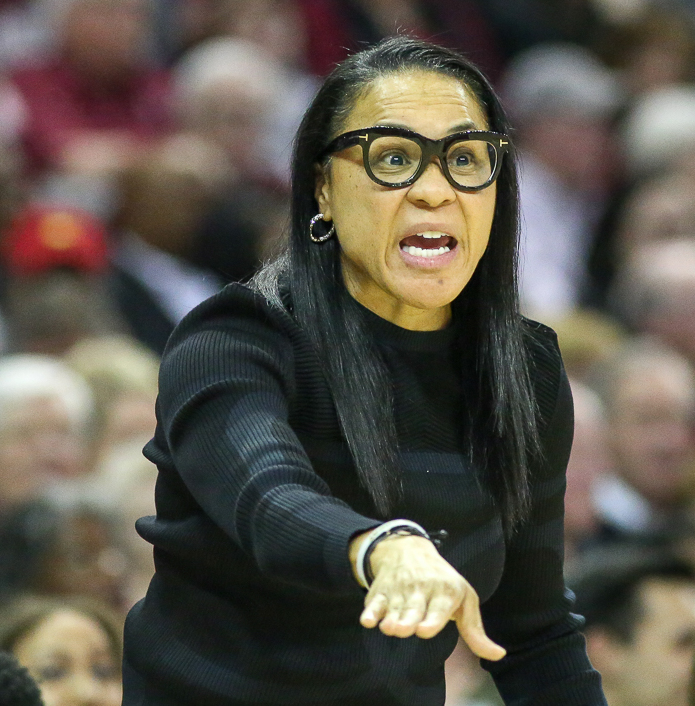
Dawn Staley

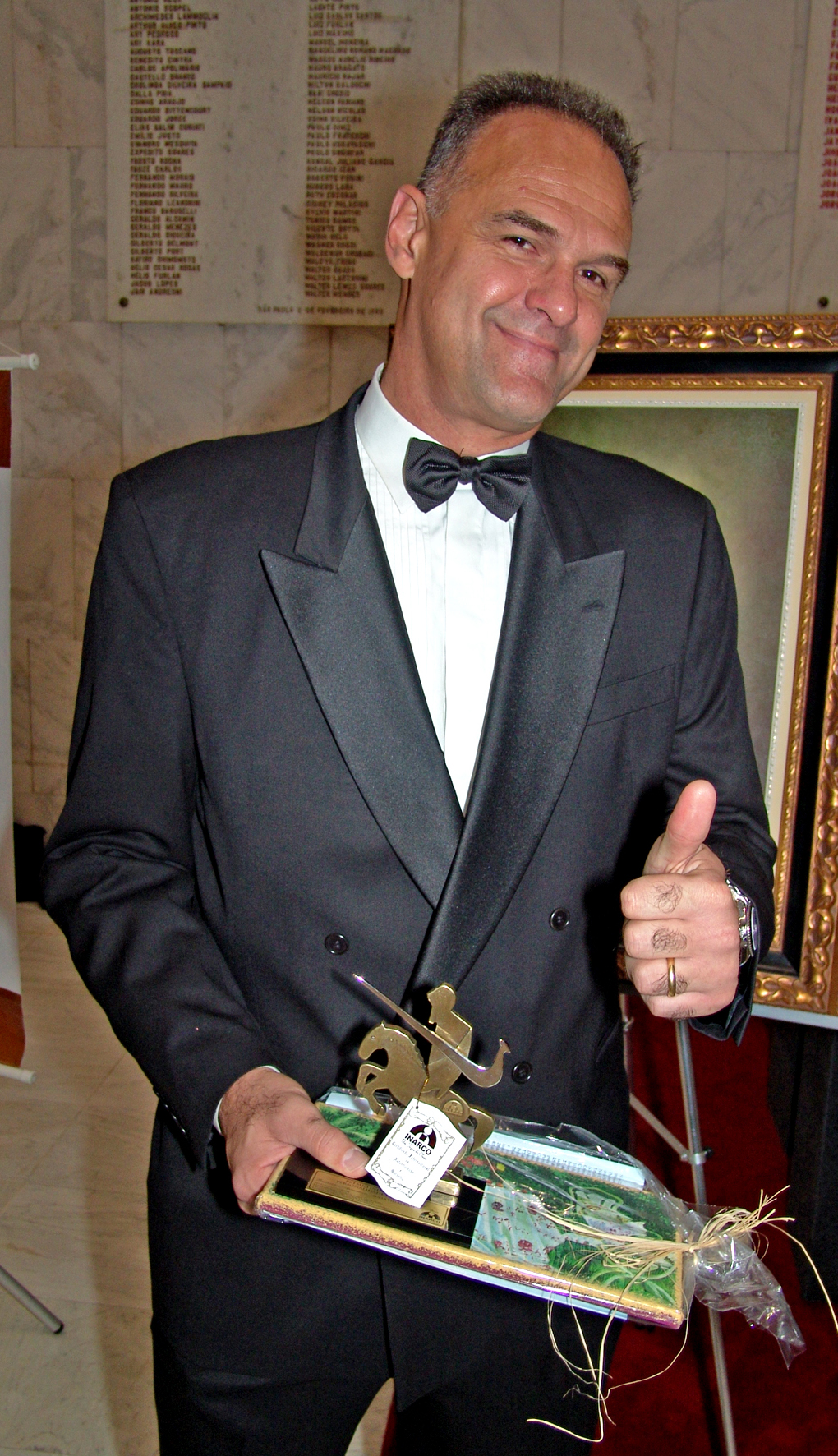
Oscar Schmidt

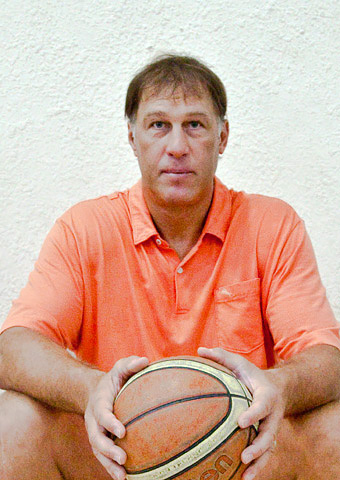
Šarūnas Marčiulionis

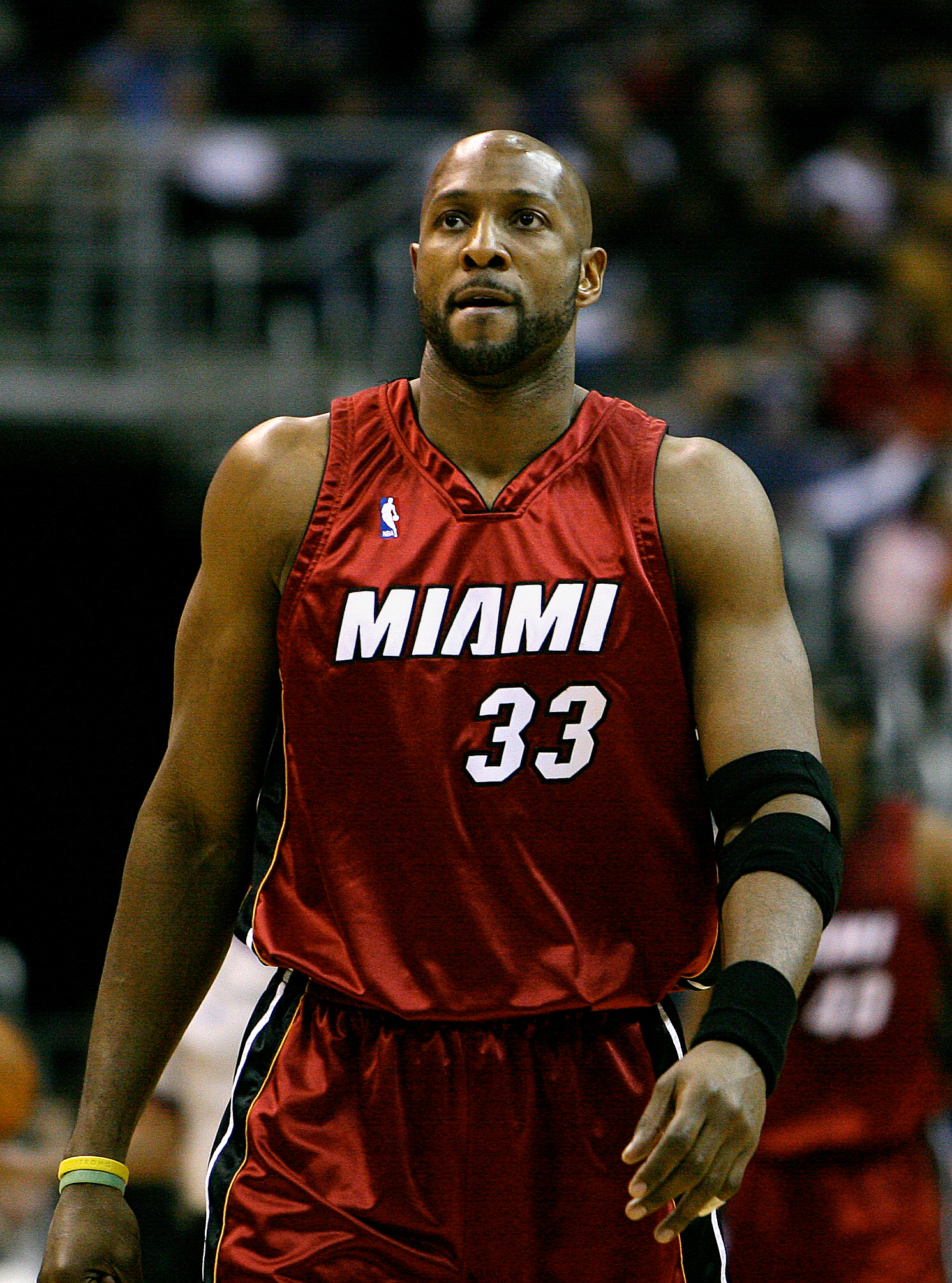
Alonzo Mourning

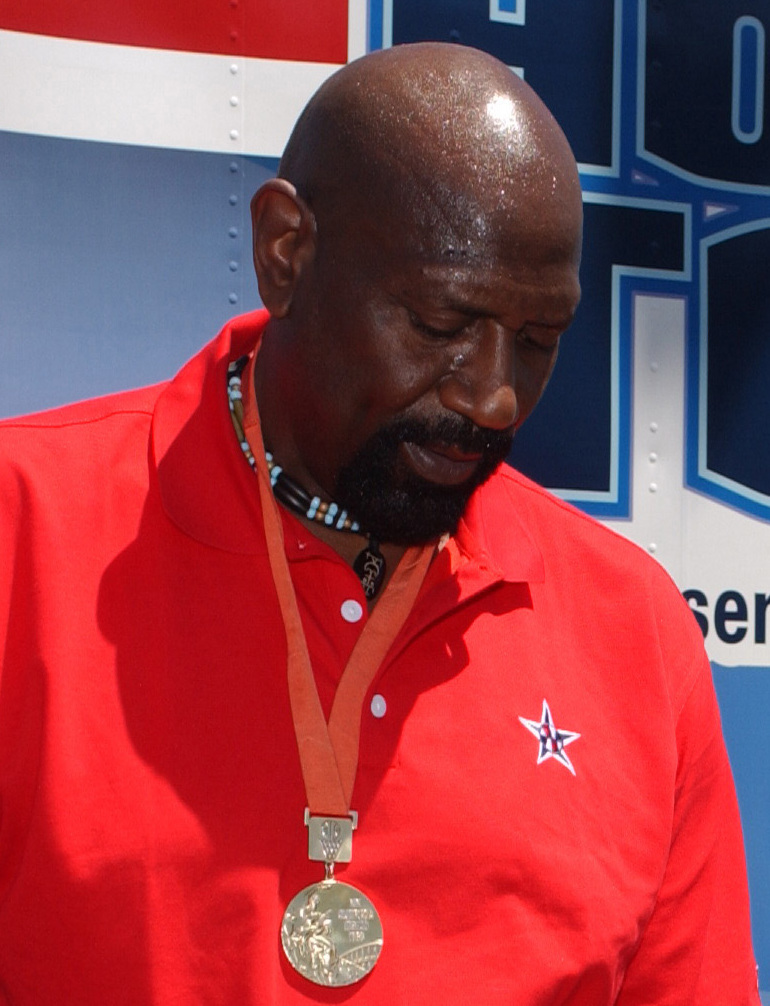
Spencer Haywood

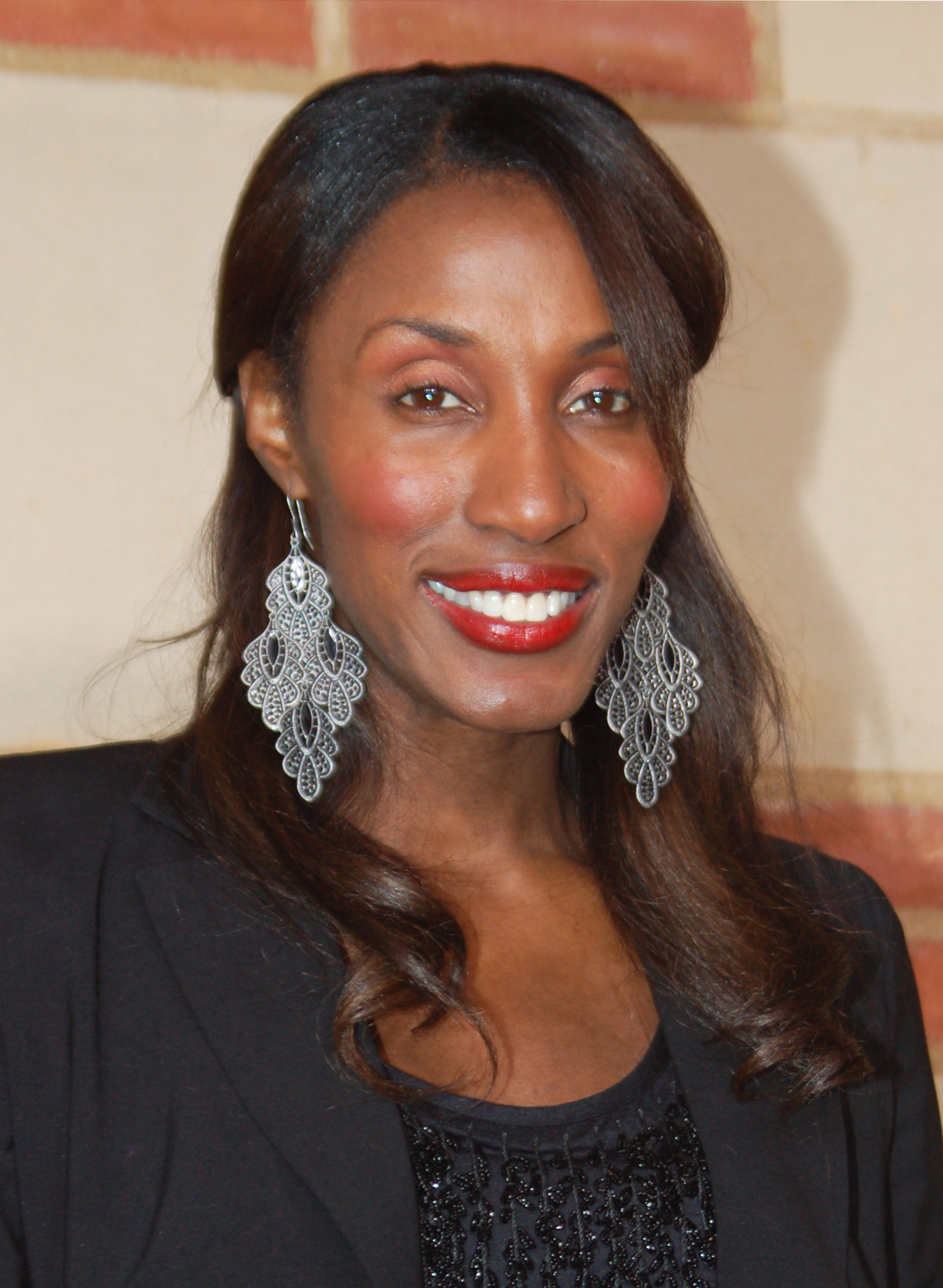
Lisa Leslie

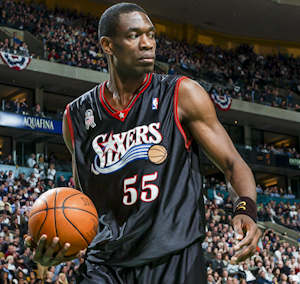
Dikembe Mutombo

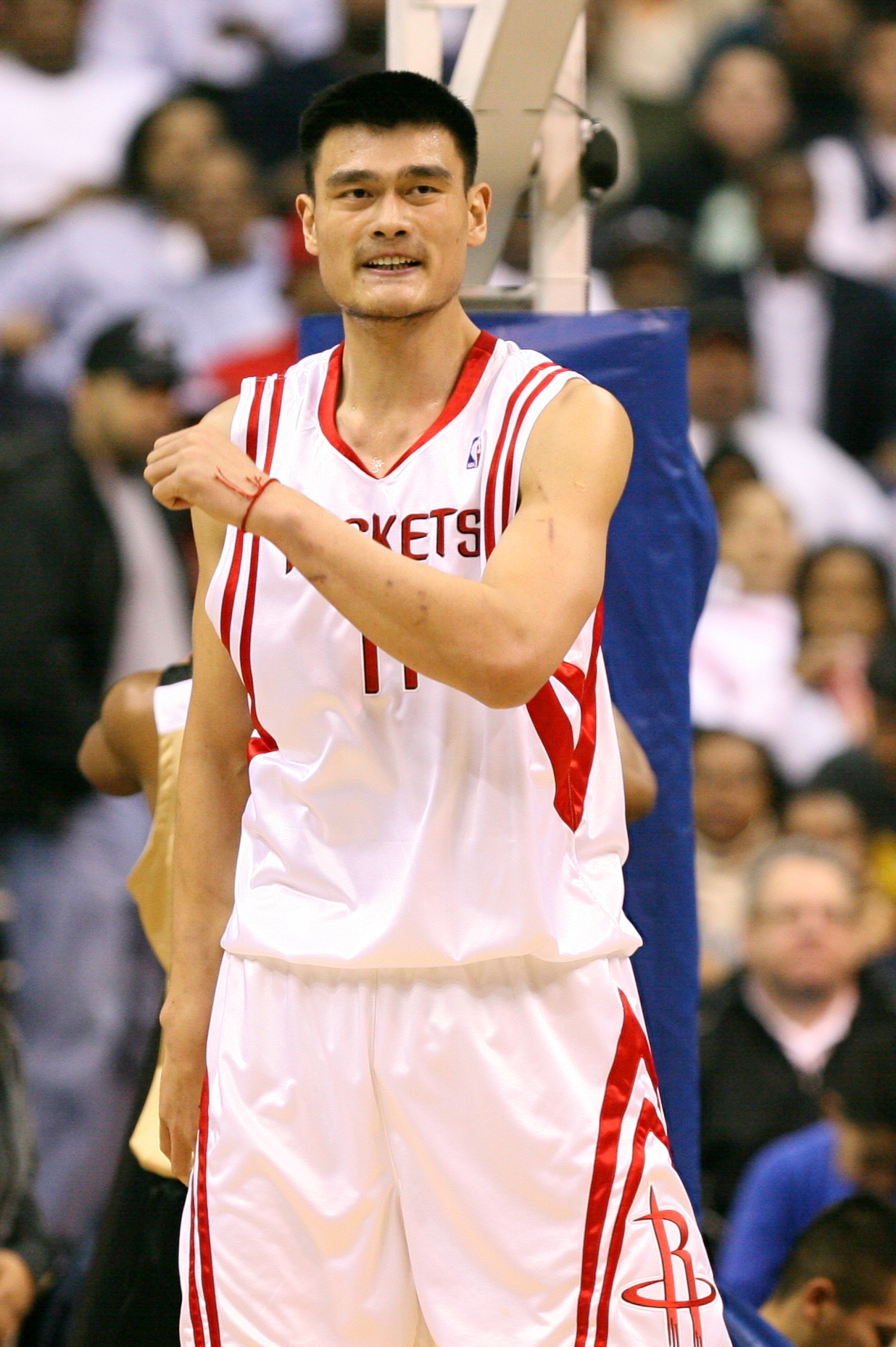
Yao Ming

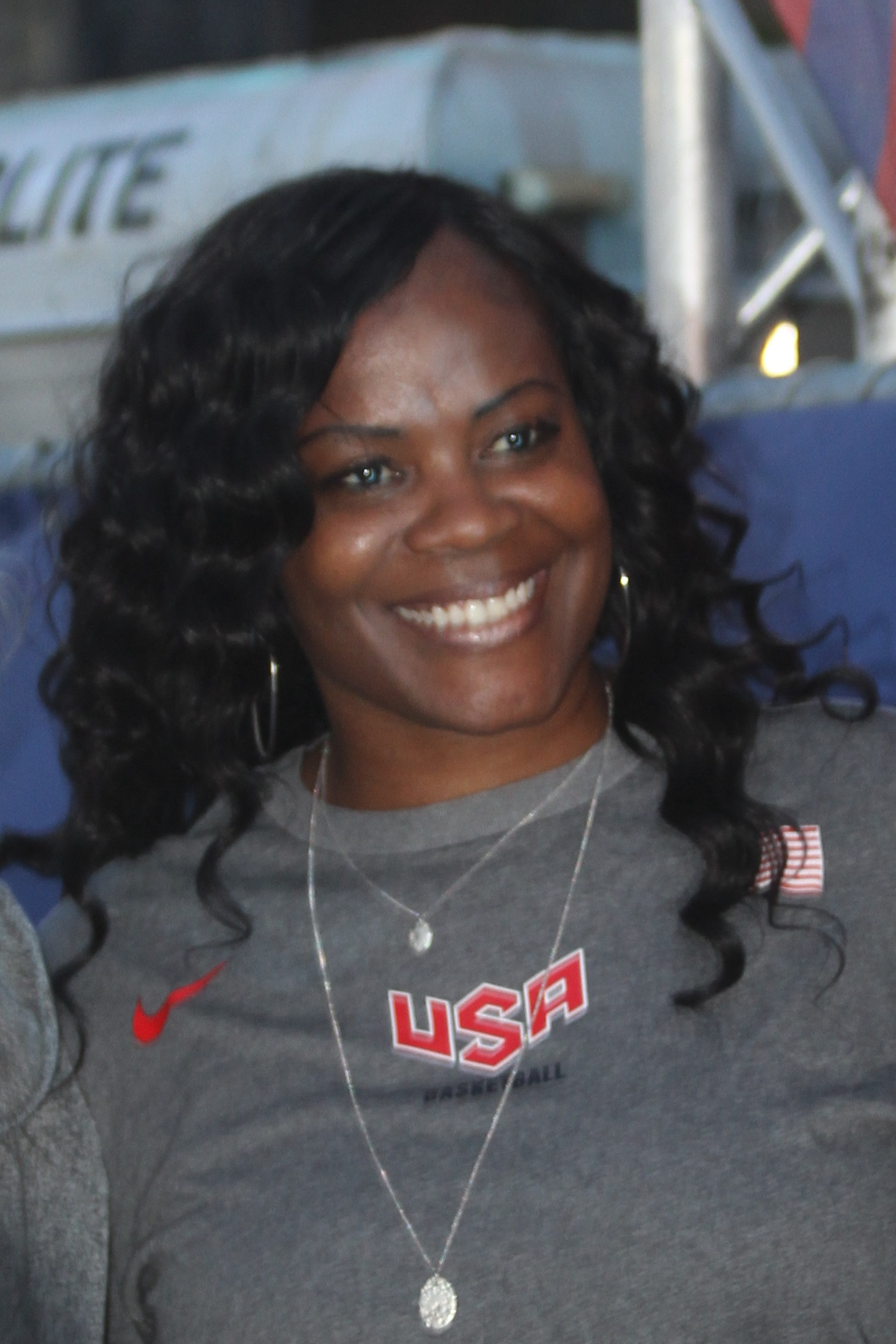
Cheryl Swoopes

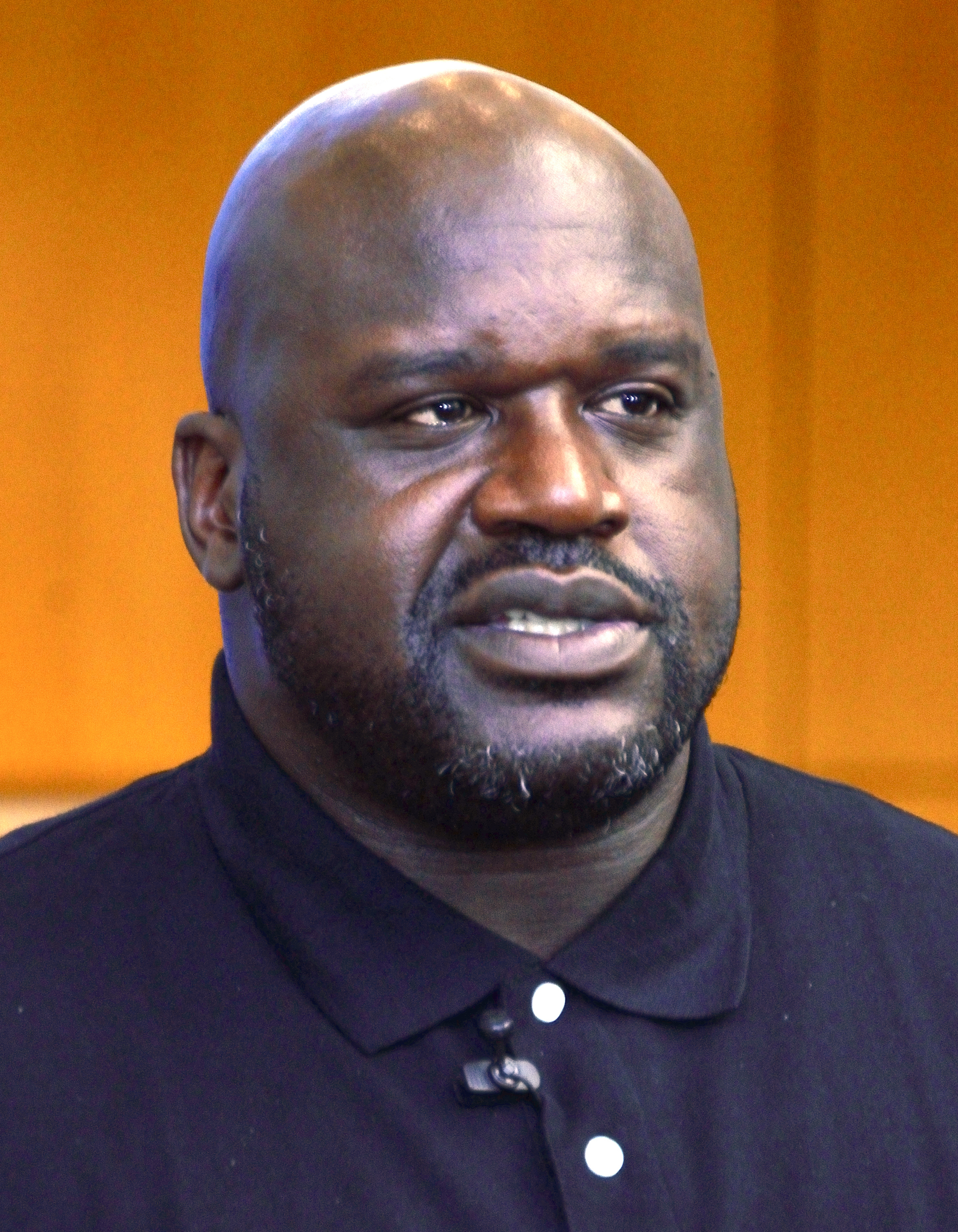
Shaquille O'Neal

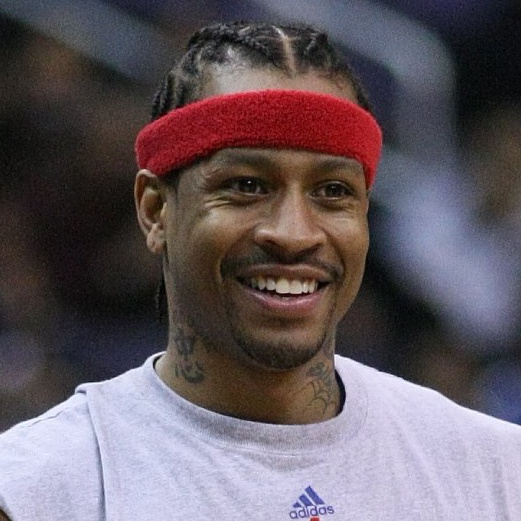
Allen Iverson

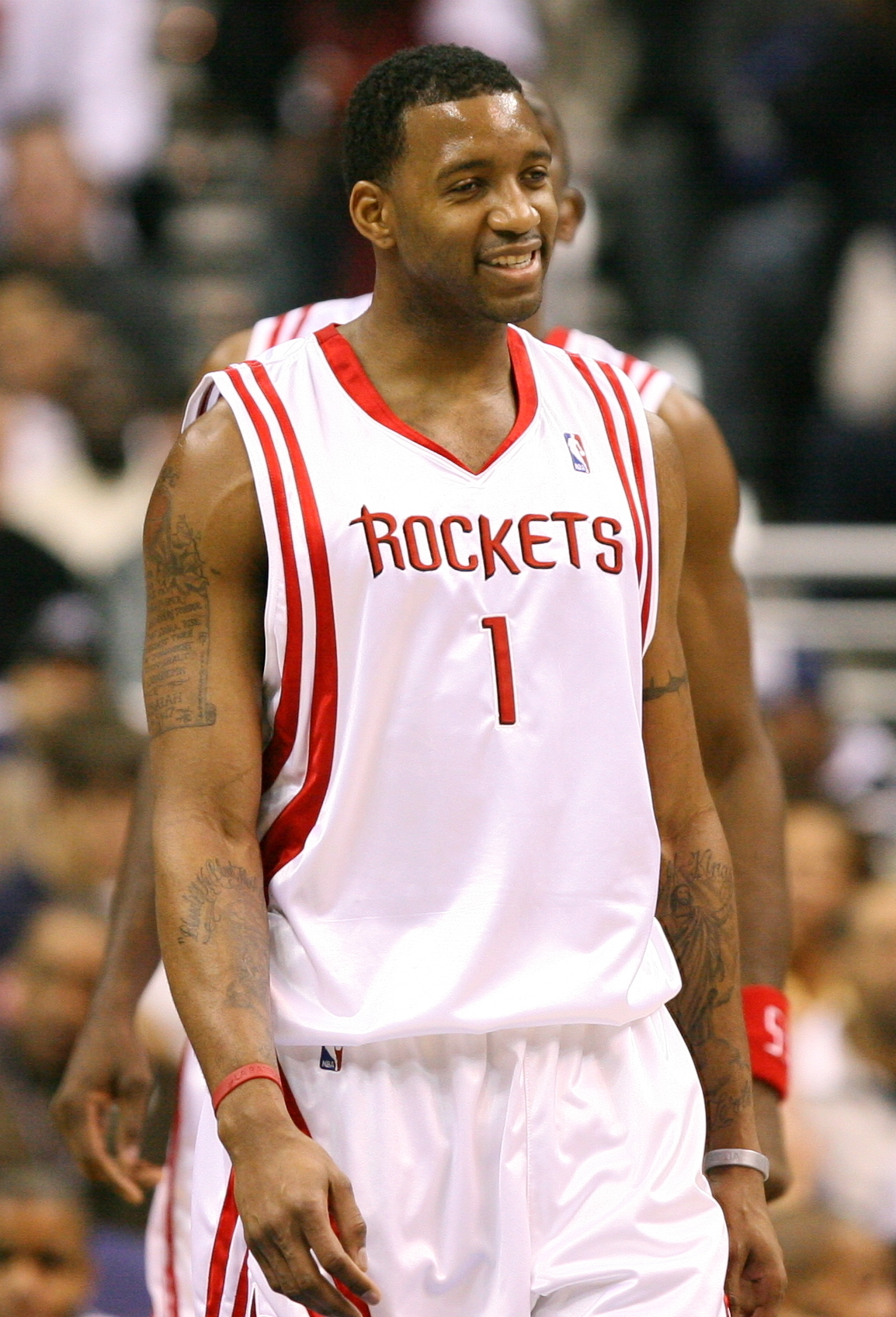
Tracy McGrady

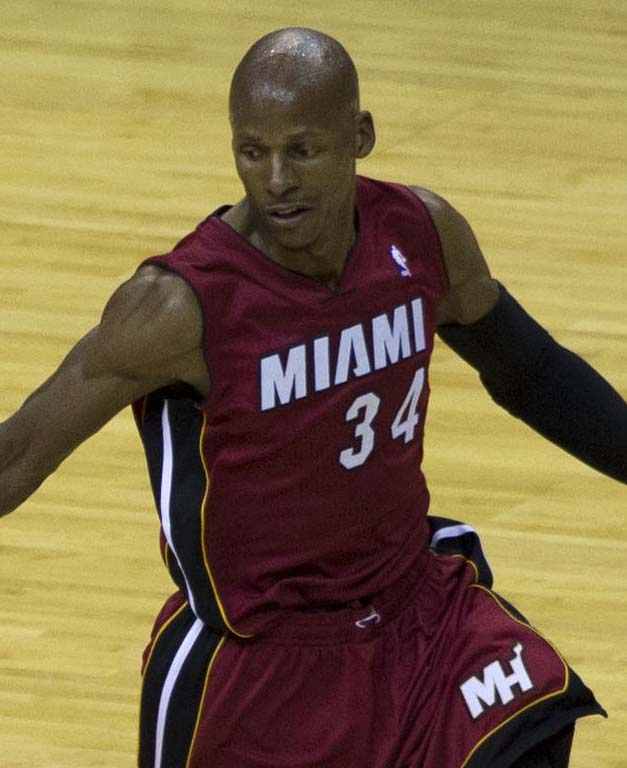
Ray Allen

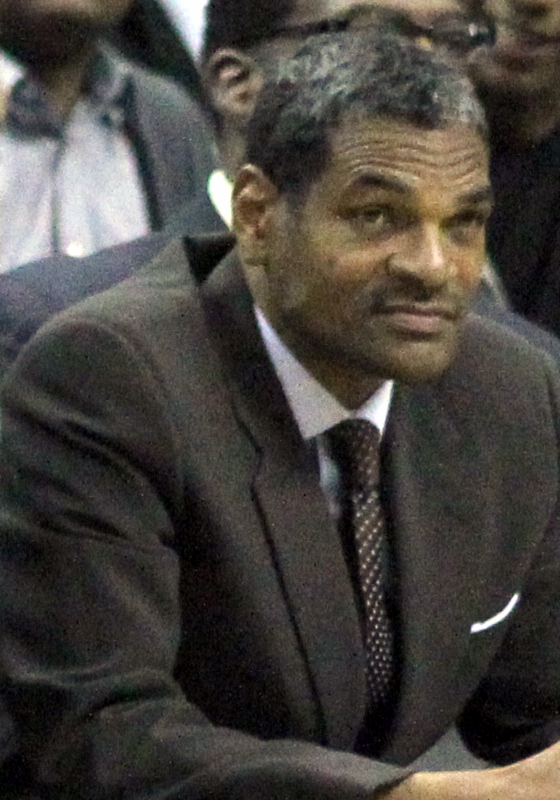
Maurice Cheeks

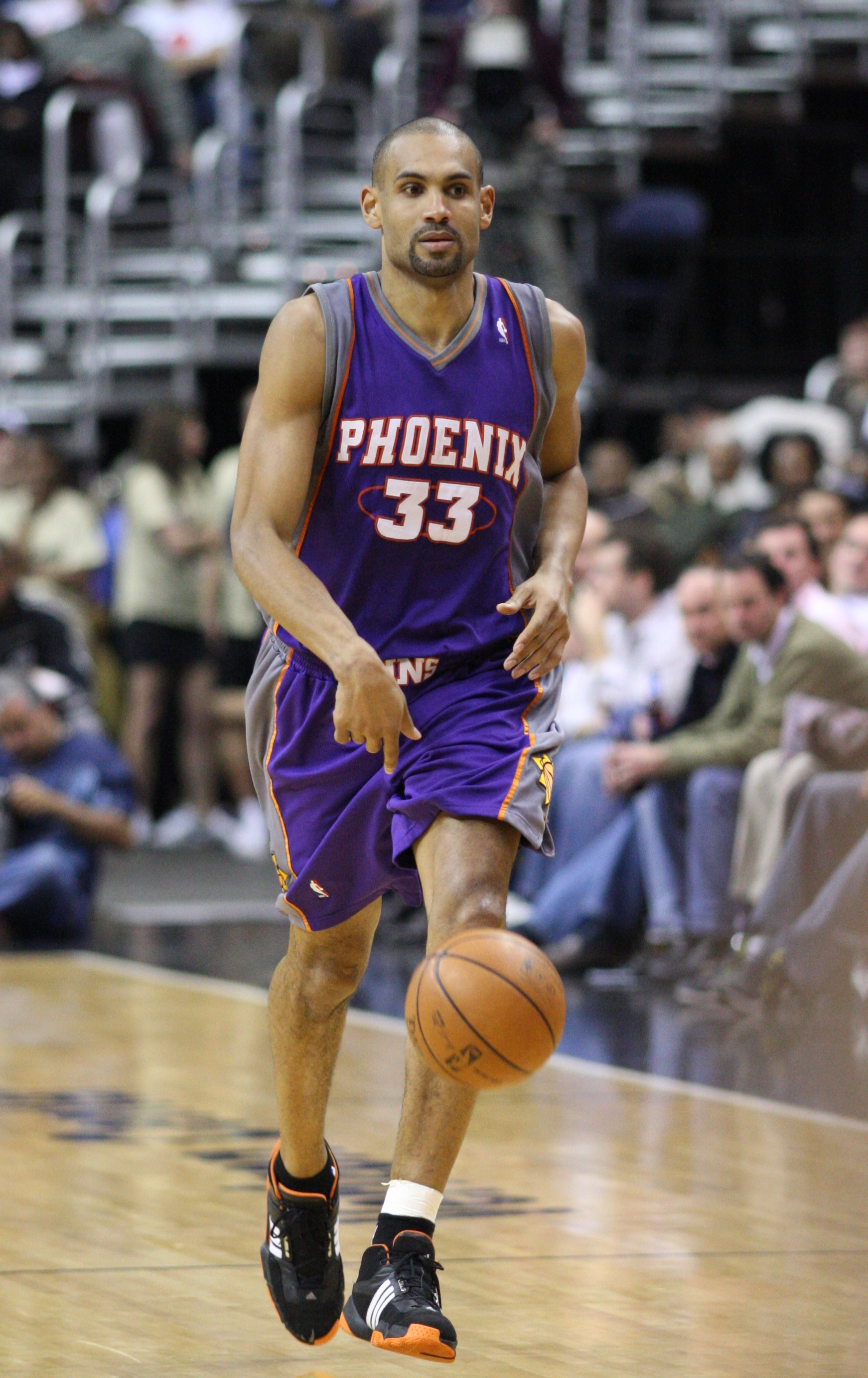
Grant Hill

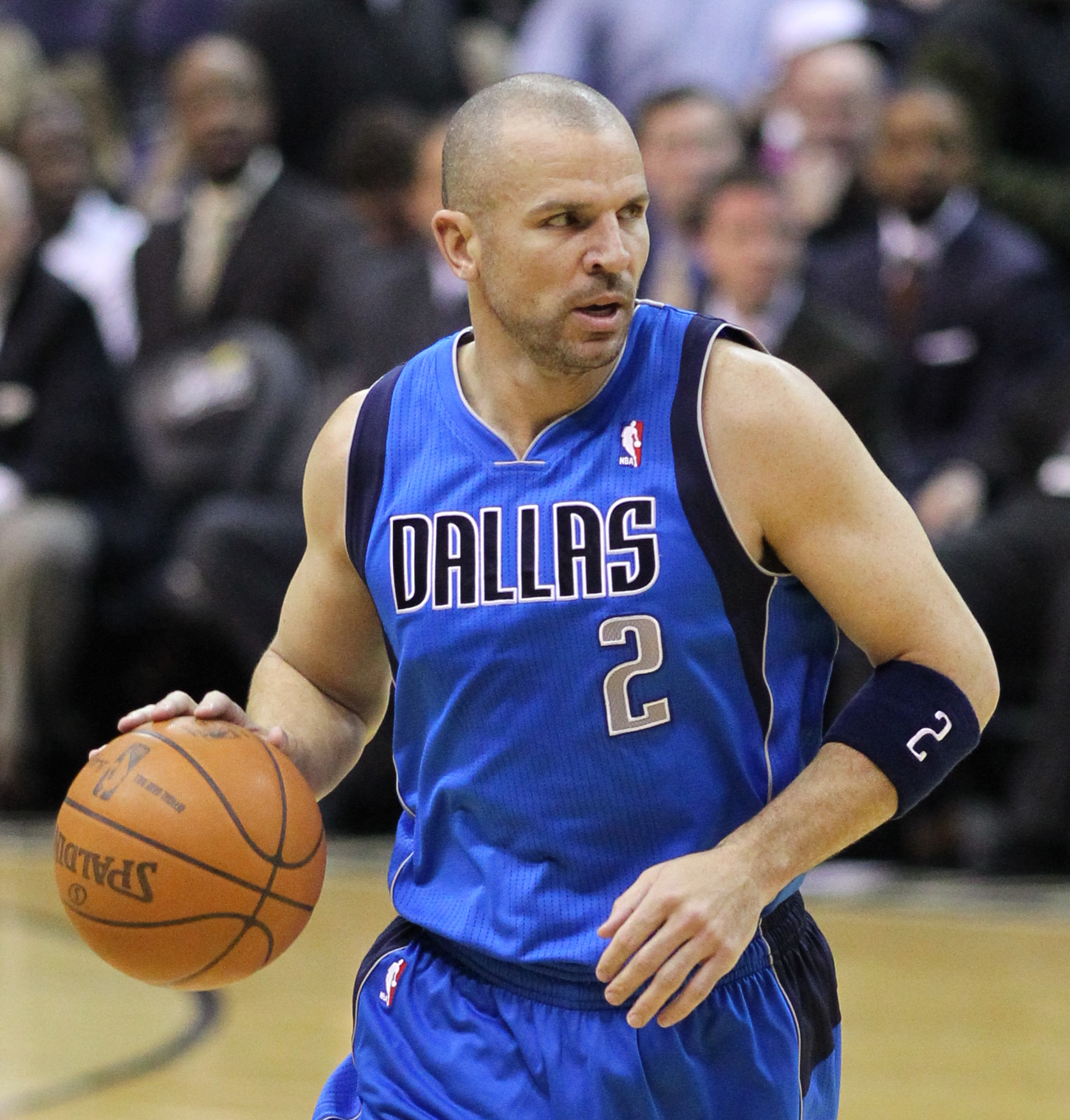
Jason Kidd

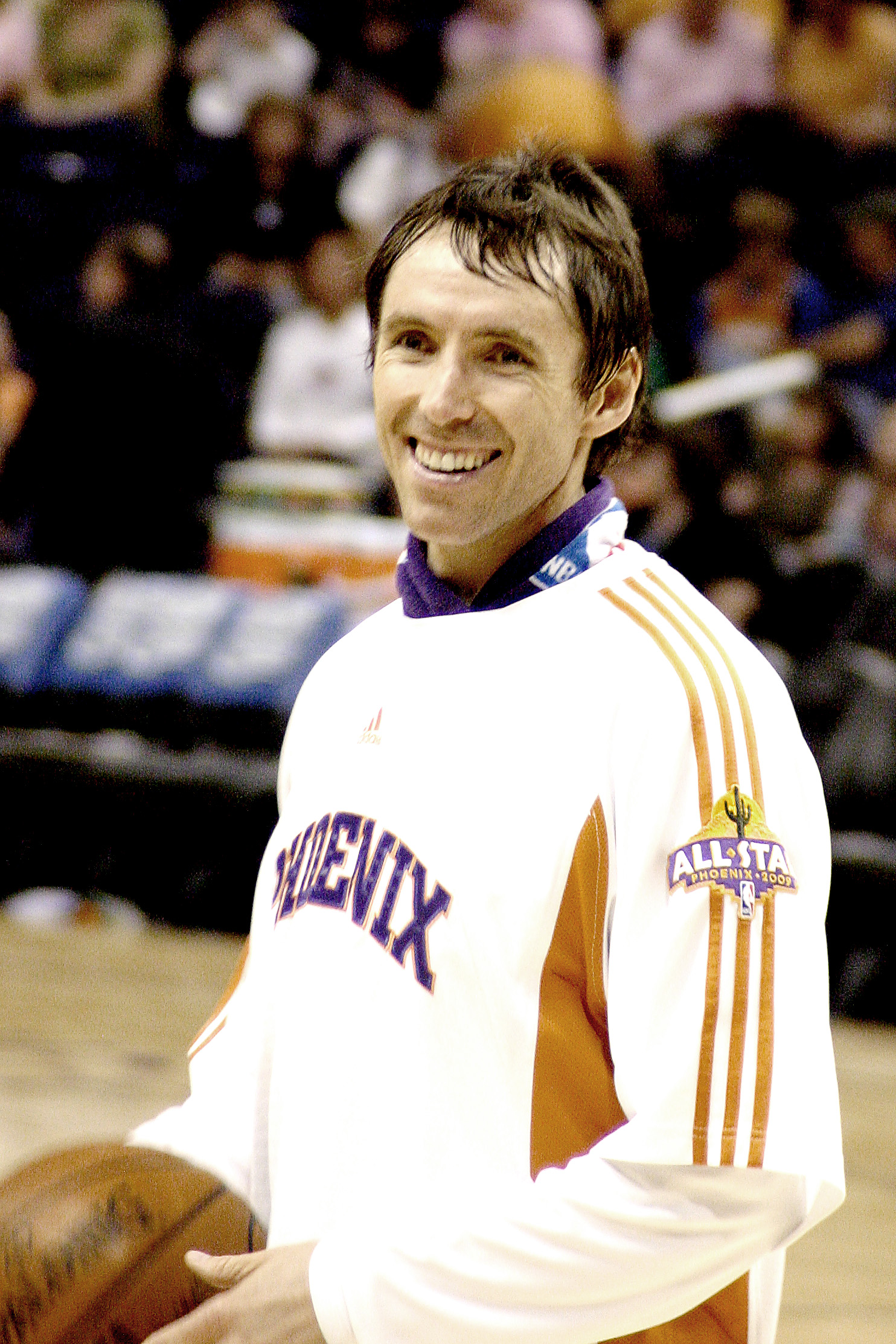
Steve Nash

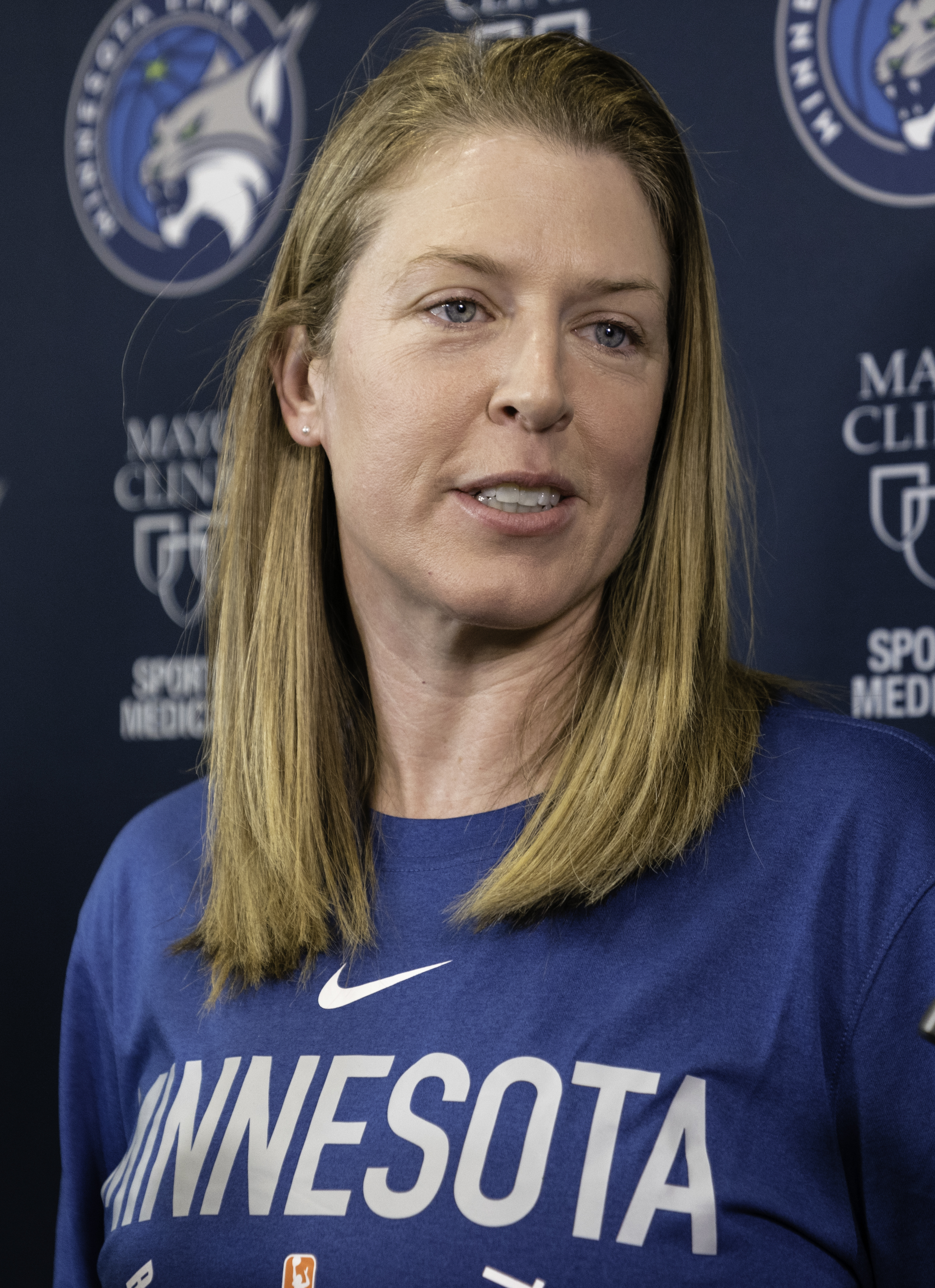
Katie Smith

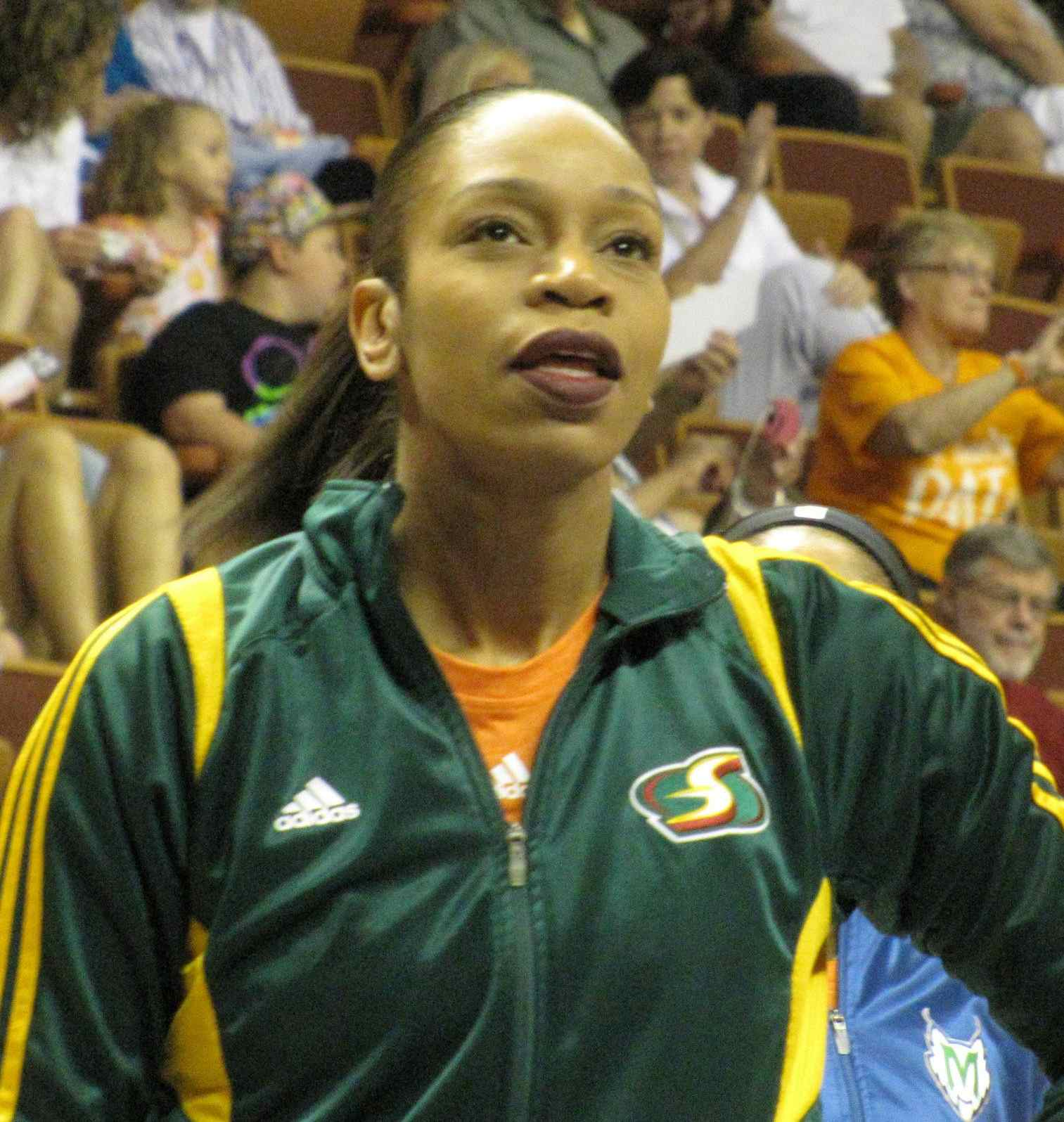
Tina Thompson

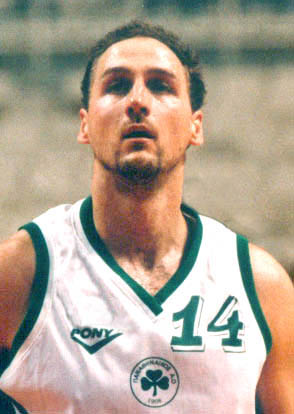
Dino Rađa

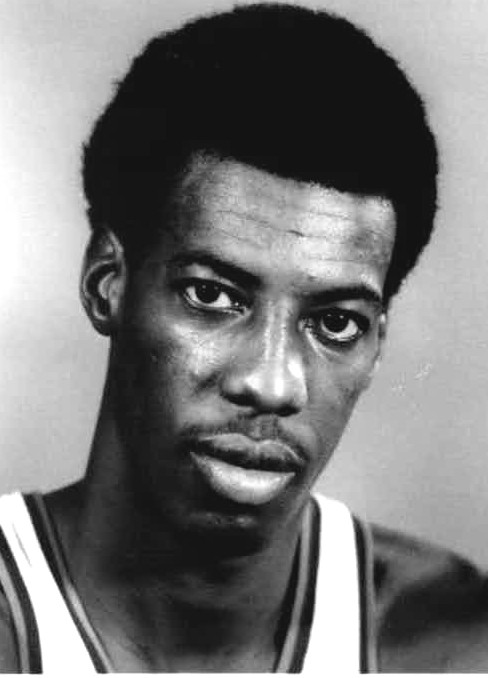
Charlie Scott

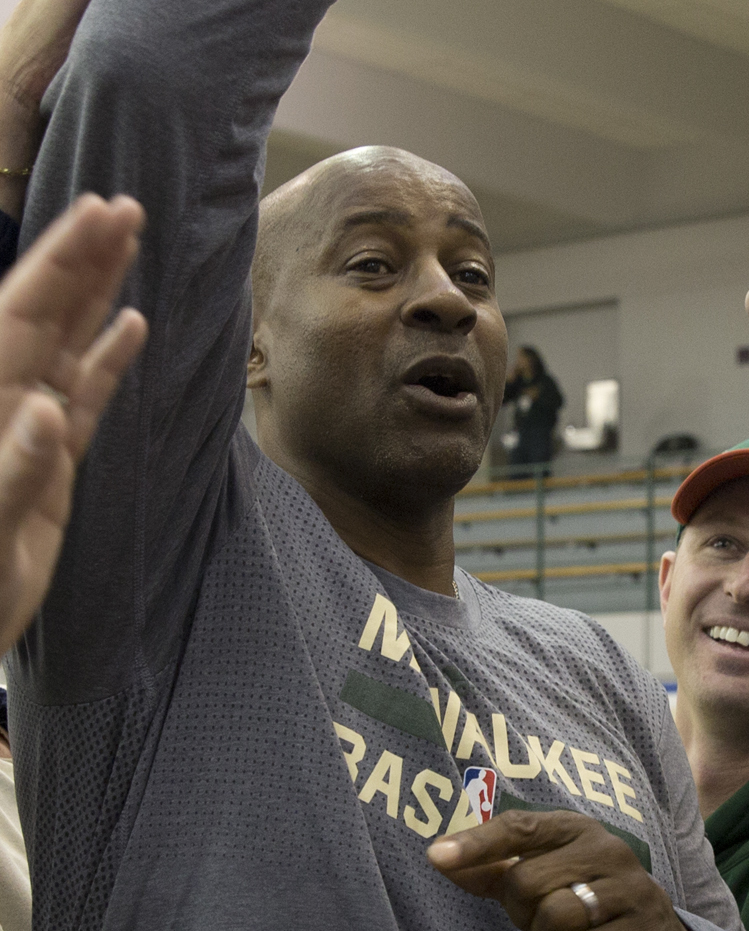
Sidney Moncrief

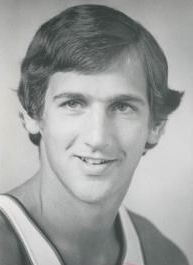
Paul Westphal

| Année | Joueur                  | Accomplissements | Réf.    |
| ----- | ----------------------- | --- | ------- |
| 2010  | Cynthia Cooper-Dyke     | Médaille d'or aux Jeux Olympiques de 1988. · 2× Médailles d'or aux championnats du monde de 1986 et 1990. · 2× championne NCAA avec USC en 1983 et 1984. · 4× championne WNBA avec les Comets de Houston de 1997 à 2000. · 2× MVP de la WNBA en 1997 et 1998. · 3× WNBA All-Star en 1999, 2000 et 2003. · Fait partie des 20 meilleures joueuses de l'histoire de la WNBA en 2016. | [ 139 ] |
| 2010  | Dennis Johnson          | 3× champion NBA en 1979 avec les SuperSonics de Seattle, en 1984 et 1986 avec les Celtics de Boston. MVP des Finales NBA en 1979. 5× NBA All-Star de 1979 à 1982 et en 1985. All-NBA First Team en 1981. All-NBA Second Team en 1980. 6× NBA All-Defensive First Team de 1979 à 1983 et en 1987. 3× NBA All-Defensive Second Team de 1984 à 1986. Numéro 3 retiré dans la franchise des Celtics. | [ 140 ] |
| 2010  | Gus Johnson             | Champion ABA en 1973 avec les Pacers de l'Indiana. 5× NBA All-Star en 1965 et de 1968 à 1971. 4× All-NBA Second Team en 1965, 1966, 1970 et 1971. 2× NBA All-Defensive First Team en 1970 et 1971. NBA All-Rookie First Team en 1964. Numéro 25 retiré dans la franchise des Wizards de Washington. | [ 141 ] |
| 2010  | Karl Malone             | 2× Médailles d'or aux Jeux Olympiques de 1992 et 1996. · 2× NBA Most Valuable Player en 1997 et 1999. · 14× NBA All-Star de 1988 à 1998 et de 2000 à 2002. · 11× All-NBA First Team de 1989 à 1999. · 2× All-NBA Second Team en 1988 et 2000. · All-NBA Third Team en 2001. · 3× NBA All-Defensive First Team de 1997 à 1999. · NBA All-Defensive Second Team en 1988. · Numéro 32 retiré dans la franchise du Jazz de l'Utah. · Fait partie des 50 meilleurs joueurs de l'histoire de la NBA en 1996. · Fait partie des 75 meilleurs joueurs de l'histoire de la NBA en 2021. | [ 142 ] |
| 2010  | Ubiratan Pereira Maciel | Connu sous le nom de O Rei (Le Roi) dans son pays natal au Brésil. · Médaille d'or aux championnats du monde de 1963. · Intronisé au FIBA Hall of Fame en 2009. | [ 143 ] |
| 2010  | Scottie Pippen          | 2× Médailles d'or aux Jeux Olympiques de 1992 et 1996. · 6× champion NBA en 1991, 1992, 1993, 1996, 1997 et 1998 avec les Bulls de Chicago. · 7× NBA All-Star en 1990 et de 1992 à 1997. · 3× All-NBA First Team de 1994 à 1996. · 2× All-NBA Second Team en 1992 et 1997. · 2× All-NBA Third Team en 1993 et 1998. · 8× NBA All-Defensive First Team de 1992 à 1999. · 2× NBA All-Defensive Second Team de 1991 à 2000. · Numéro 33 retiré dans la franchise des Bulls de Chicago. · Fait partie des 50 meilleurs joueurs de l'histoire de la NBA en 1996. · Fait partie des 75 meilleurs joueurs de l'histoire de la NBA en 2021. | [ 144 ] |
| 2011  | Dennis Rodman           | 5× champion NBA en 1989 et 1990 avec les Pistons de Détroit et en 1996, 1997 et 1998 avec les Bulls de Chicago. 2× NBA Defensive Player of the Year en 1990 et 1991. 2× NBA All-Star en 1990 et 1992. 2× All-NBA Third Team en 1992 et 1995. 7× NBA All-Defensive First Team de 1989 à 1993, 1995 et 1996. NBA All-Defensive Second Team en 1994. Fait partie des 75 meilleurs joueurs de l'histoire de la NBA en 2021. Numéro 10 retiré dans la franchise des Pistons. | [ 145 ] |
| 2011  | Chris Mullin            | 2× Médailles d'or aux Jeux Olympiques de 1984 à 1992. · 5× NBA All-Star de 1989 à 1993. · All-NBA First Team en 1992. · 2× All-NBA Second Team en 1989 et 1991. · All-NBA Third Team en 1990. · Numéro 17 retiré dans la franchise des Warriors de Golden State. | [ 146 ] |
| 2011  | Arvydas Sabonis         | Médaille d'or aux Jeux Olympiques de 1988 avec l'URSS. · Médaille d'or aux championnats du monde de 1982 avec l'URSS. · Médaille d'or aux championnats d'Europe de 1985 avec l'URSS. · MVP du championnat d'Europe de 1985. · MVP du Final Four de l'Euroligue en 1995. · Fait partie des 50 meilleurs contributeurs de l'Euroligue. · Introduit au FIBA Hall of Fame en 2010. | [ 147 ] |
| 2011  | Artis Gilmore           | Champion ABA et MVP des Playoffs en 1975 avec les Colonels du Kentucky. MVP de l'ABA en 1972. 6× NBA All-Star en 1978, 1979, 1981, 1982, 1983 et 1986. 5× ABA All-Star de 1972 à 1976. 5× All-ABA First Team de 1972 à 1976. 4× ABA All-Defensive First Team de 1973 à 1976. NBA All-Defensive Second Team en 1978. | [ 148 ] |
| 2011  | Teresa Edwards          | 4× Médailles d'or aux Jeux Olympiques de 1984, 1988, 1996 et 2000. · 2× Médailles d'or aux championnats du monde de 1986 et 1990. · Intronisée au Women's Basketball Hall of Fame en 2010 et au FIBA Hall of Fame en 2013. | [ 149 ] |
| 2011  | Reece Tatum             | Membre de l'équipe des Harlem Globetrotters. | [ 150 ] |
| 2012  | Mel Daniels             | 3× champion ABA avec les Pacers de l'Indiana en 1970, 1972 et 1973. 2× ABA Most Valuable Player en 1969 et 1971. 7× ABA All-Star de 1968 à 1974. 4× All-ABA First Team de 1968 à 1971. All-ABA Second Team en 1973. Numéro 34 retiré dans la franchise des Pacers. | [ 151 ] |
| 2012  | Katrina McClain         | 2× Médailles d'or aux Jeux Olympiques de 1988 et 1996. · 2× Médailles d'or aux championnats du monde de 1986 et 1990. · Intronisée au Women's Basketball Hall of Fame en 2006. | [ 152 ] |
| 2012  | Reggie Miller           | Médaille d'or aux Jeux Olympiques de 1996. · Médaille d'or aux championnats du monde de 1994. · 5× NBA All-Star en 1990, 1995, 1996, 1998 et 2000. · 3× All-NBA Third Team en 1995, 1996 et 1998. · Fait partie des 75 meilleurs joueurs de l'histoire de la NBA en 2021. · Membre du club du 50-40-90 en 1994. · A pris sa retraite en ayant inscrit le plus grand nombre de paniers à trois points en NBA (2 560) | [ 153 ] |
| 2012  | Ralph Sampson           | 4× NBA All-Star de 1984 à 1987. All-NBA Second Team en 1985. | [ 154 ] |
| 2012  | Chet Walker             | Champion NBA en 1967 avec les 76ers de Philadelphie. 7× NBA All-Star en 1964, 1966, 1967, 1970, 1971, 1973 et 1974. | [ 155 ] |
| 2012  | Jamaal Wilkes           | 2× champion NCAA en 1972 et 1973 avec UCLA. 4× champion NBA en 1975 avec les Warriors de Golden State et en 1980, 1982 et 1985 avec les Lakers de Los Angeles. 3× NBA All-Star en 1976, 1981 et 1983. 2× NBA All-Defensive Second Team en 1976 et 1977. Numéro 52 retiré dans la franchise des Lakers. | [ 156 ] |
| 2013  | Roger Brown             | 3× champion ABA avec les Pacers de l'Indiana en 1970, 1972 et 1973. MVP des Playoffs ABA en 1970. 4× ABA All-Star en 1968, 1970, 1971 et 1972. All-ABA First Team en 1971. 2× All-ABA Second Team en 1968 et 1970. Numéro 35 retiré dans la franchise des Pacers. | [ 157 ] |
| 2013  | Bernard King            | 4× NBA All-Star en 1982, 1984, 1985 et 1991. 2× All-NBA First Team en 1984 et 1985. All-NBA Second Team en 1982. All-NBA Third Team en 1991. | [ 158 ] |
| 2013  | Gary Payton             | 2× Médailles d'or aux Jeux Olympiques de 1996 et 2000. · Champion NBA avec le Heat de Miami en 2006. · NBA Defensive Player of the Year en 1996. · 9× NBA All-Star de 1994 à 1998 et de 2000 à 2003. · 2× All-NBA First Team en 1998 et 2000. · 5× All-NBA Second Team en 1995, 1996, 1997, 1999 et 2002. · 2× All-NBA Third Team en 1994 et 2001. · 9× NBA All-Defensive First Team de 1994 à 2002. · Fait partie des 75 meilleurs joueurs de l'histoire de la NBA en 2021. | [ 159 ] |
| 2013  | Richie Guerin           | 6× NBA All-Star de 1958 à 1963. 3× All-NBA Second Team en 1959, 1960 et 1962. | [ 160 ] |
| 2013  | Dawn Staley             | 3× Médailles d'or aux Jeux Olympiques de 1996, 2000 et 2004. · 2× Médailles d'or aux championnats du monde de 1998 et 2002. · 6× WNBA All-Star de 2001 à 2006. · 2× ABL All-Star en 1997 et 1998. · Fait partie des 15 meilleures joueuses de l'histoire de la WNBA en 2011. | [ 161 ] |
| 2013  | Oscar Schmidt           | Médaille de bronze aux championnats du monde de 1978. · 16× meilleur marqueur dans différentes ligues (8× au Brésil, 7× en Italie et en Espagne). · Plus longue carrière professionnelle pour un joueur de basket-ball avec 29 années. · Introduit au FIBA Hall of Fame en 2010. | [ 162 ] |
| 2014  | Šarūnas Marčiulionis    | Médaille d'or aux Jeux Olympiques de 1988 avec l'URSS. · 2× médailles d'argent aux championnats d'Europe de 1987 avec l'URSS et en 1995 avec la Lituanie. · 2× médailles de bronze aux Jeux Olympiques de 1992 et 1996 avec la Lituanie. · MVP du championnat d'Europe de 1995. · Considéré comme un pionnier des joueurs européens au sein de la NBA. · Introduit au FIBA Hall of Fame en 2015. | [ 163 ] |
| 2014  | Alonzo Mourning         | Médaille d'or aux Jeux Olympiques de 2000. · Médaille d'or aux championnats du monde de 1994. · Champion NBA avec le Heat de Miami en 2006. · 2× NBA Defensive Player of the Year en 1999 et 2000. · 7× NBA All-Star de 1994 à 1997 et de 2000 à 2002. · All-NBA First Team en 1999. · All-NBA Second Team en 2000. · 2× NBA All-Defensive First Team en 1999 et 2000. · Numéro 33 retiré dans la franchise du Heat. | [ 164 ] |
| 2014  | Mitch Richmond          | Médaille d'or aux Jeux Olympiques de 1996. · Médaille de bronze aux Jeux Olympiques de 1988. · Champion NBA avec les Lakers de Los Angeles en 2002. · 6× NBA All-Star de 1993 à 1998. · 3× All-NBA Second Team en 1994, 1995 et 1997. · 2× All-NBA Third Team en 1996 et 1998. · Numéro 2 retiré dans la franchise des Kings de Sacramento. | [ 165 ] |
| 2014  | Guy Rodgers             | 4× NBA All-Star en 1963, 1964, 1966 et 1967. | [ 166 ] |
| 2015  | Louie Dampier           | Champion ABA en 1975 avec les Colonels du Kentucky. 7× ABA All-Star de 1968 à 1970 et de 1972 à 1975. 4× All-ABA Second Team en 1968, 1969, 1970 et 1974. | [ 167 ] |
| 2015  | Spencer Haywood         | Médaille d'or aux Jeux Olympiques de 1968. · Champion NBA en 1980 avec les Lakers de Los Angeles. · ABA Most Valuable Player en 1970. · 4× NBA All-Star de 1972 à 1975. · ABA All-Star en 1970. · 2× All-NBA First Team en 1972 et 1973. · All-ABA First Team en 1970. · 2× All-NBA Second Team en 1974 et 1975. · Numéro 24 retiré dans la franchise des SuperSonics de Seattle. | [ 168 ] |
| 2015  | John Isaacs (en)        | | [ 169 ] |
| 2015  | Lisa Leslie             | 4× Médailles d'or aux Jeux Olympiques de 1996, 2000, 2004 et 2008. · 2× Médailles d'or aux championnats du monde de 1998 et 2002. · MVP du championnat du monde de 2002. · 2× championne et MVP des Finales WNBA en 2001 et 2002. · 3× MVP de la WNBA en 2001, 2004 et 2006. · 2× WNBA Defensive Player of the Year en 2004 et 2008. · 8× WNBA All-Star de 1999 à 2003, 2005, 2006 et 2009. · 8× All-WNBA First Team en 1997, de 2000 à 2004, 2006 et 2008. · 4× All-WNBA Second Team en 1998, 1999, 2005 et 2009. · 2× WNBA All-Defensive First Team en 2006 et 2008. · 2× WNBA All-Defensive Second Team en 2005 et 2009. · Fait partie des 20 meilleures joueuses de l'histoire de la WNBA en 2016. · Numéro 9 retiré dans la franchise des Sparks de Los Angeles. | [ 170 ] |
| 2015  | Dikembe Mutombo         | 4× NBA Defensive Player of the Year en 1995, 1997, 1998 et 2001. 8× NBA All-Star en 1992, de 1995 à 1998 et de 2000 à 2002. All-NBA Second Team en 2001. 2× All-NBA Third Team en 1998 et 2002. 3× NBA All-Defensive First Team en 1997, 1998 et 2001. 3× NBA All-Defensive Second Team en 1995, 1999 et 2002. Numéro 55 retiré dans la franchise des Hawks d'Atlanta. Numéro 55 retiré dans la franchise des Nuggets de Denver. | [ 171 ] |
| 2015  | Jo Jo White             | Médaille d'or aux Jeux Olympiques de 1968. · 2× champion NBA avec les Celtics de Boston en 1974 et 1976. · MVP des Finales NBA en 1976. · 7× NBA All-Star de 1971 à 1977. · 2× All-NBA Second Team en 1975 et 1977. · Numéro 10 retiré dans la franchise des Celtics. | [ 172 ] |
| 2016  | Yao Ming                | 8× NBA All-Star de 2003 à 2009 et en 2011. 2× All-NBA Second Team en 2007 et 2009. 3× All-NBA Third Team en 2004, 2006 et 2008. Champion et MVP des Finales CBA en 2002. Numéro 11 retiré dans la franchise des Rockets de Houston. | [ 173 ] |
| 2016  | Cumberland Posey (en)   | Considéré comme "le meilleur joueur de basket-ball" des années 1900 à 1920. Il est également membre du Baseball Hall of Fame. | [ 174 ] |
| 2016  | Sheryl Swoopes          | 3× Médailles d'or aux Jeux Olympiques de 1996, 2000 et 2004. · 2× Médailles d'or aux championnats du monde de 1998 et 2002. · 4× championne WNBA de 1997 à 2000. · 3× MVP de la WNBA en 2000, 2002 et 2005. · 3× WNBA Defensive Player of the Year en 2000, 2002 et 2003. · 6× WNBA All-Star en 1999, 2000, 2002, 2003, 2005 et 2006. · 5× All-WNBA First Team en 1998, 1999, 2000, 2002 et 2005. · 2× All-WNBA Second Team en 2003 et 2006. · 2× WNBA All-Defensive First Team en 2005 et 2006. · Fait partie des 20 meilleures joueuses de l'histoire de la WNBA en 2016. | [ 175 ] |
| 2016  | Zelmo Beaty             | Champion et MVP des Playoffs ABA en 1971 avec les Stars de l'Utah. 2× NBA All-Star en 1966 et 1968. 3× ABA All-Star de 1971 à 1973. 2× All-ABA Second Team en 1971 et 1972. | [ 176 ] |
| 2016  | Allen Iverson           | Médaille de bronze aux Jeux Olympiques de 2004. · NBA Most Valuable Player en 2001. · 11× NBA All-Star de 2000 à 2010. · 3× All-NBA First Team en 1999, 2001 et 2005. · 3× All-NBA Second Team en 2000, 2002 et 2003. · All-NBA Third Team en 2006. · Fait partie des 75 meilleurs joueurs de l'histoire de la NBA en 2021. · Numéro 3 retiré dans la franchise des 76ers de Philadelphie. | [ 177 ] |
| 2016  | Shaquille O'Neal        | Médaille d'or aux Jeux Olympiques de 1996. · Médaille d'or aux championnats du monde de 1994. · MVP du championnat du monde de 1994. · 4× champion NBA en 2000, 2001 et 2002 avec les Lakers de Los Angeles et en 2006 avec le Heat de Miami. · 3× MVP des Finales NBA en 2000, 2001 et 2002. · NBA Most Valuable Player en 2000. · 15× NBA All-Star de 1993 à 1998, 2000 à 2007 et en 2009. · 8× All-NBA First Team en 1998 et de 2000 à 2006. · 2× All-NBA Second Team en 1995 et 1999. · 4× All-NBA Third Team en 1994, 1996, 1997 et 2009. · 3× NBA All-Defensive Second Team en 2000, 2001 et 2003. · Numéro 34 retiré dans la franchise des Lakers. · Numéro 32 retiré dans la franchise du Heat. · Fait partie des 50 meilleurs joueurs de l'histoire de la NBA en 1996. · Fait partie des 75 meilleurs joueurs de l'histoire de la NBA en 2021. · Intronisé au FIBA Hall of Fame en 2017. | [ 178 ] |
| 2017  | Tracy McGrady           | NBA Most Improved Player en 2001. 7× NBA All-Star de 2001 à 2007. 2× All-NBA First Team en 2002 et 2003. 3× All-NBA Second Team en 2001, 2004 et 2007. 2× All-NBA Third Team en 2005 et 2008. | [ 179 ] |
| 2017  | Nikos Galis             | Médaille d'or aux championnats d'Europe de 1987. · Médaille d'argent aux championnats d'Europe de 1989. · MVP du championnat d'Europe de 1987. · Fait partie des 50 meilleurs contributeurs de l'Euroligue. · Introduit au FIBA Hall of Fame en 2007. | [ 180 ] |
| 2017  | George McGinnis         | 2× champion ABA en 1972 et 1973 avec les Pacers de l'Indiana. MVP des Playoffs ABA en 1973. ABA Most Valuable Player en 1975. 3× NBA All-Star en 1976, 1977 et 1979. All-NBA First Team en 1976. All-NBA Second Team en 1977. 3× ABA All-Star de 1973 à 1975. 2× All-ABA First Team en 1974 et 1975. All-ABA Second Team en 1973. Numéro 30 retiré dans la franchise des Pacers. | [ 181 ] |
| 2018  | Ray Allen               | Médaille d'or aux Jeux Olympiques de 2000. · 2× champion NBA en 2008 avec les Celtics de Boston, puis en 2013 avec le Heat de Miami. · 10× NBA All-Star de 2000 à 2002, puis de 2004 à 2009 et 2011. · All-NBA Second Team en 2005. · All-NBA Third Team en 2001. · Fait partie des 75 meilleurs joueurs de l'histoire de la NBA en 2021. · A pris sa retraite en ayant inscrit le plus grand nombre de paniers à trois points en NBA (2 973) | [ 182 ] |
| 2018  | Maurice Cheeks          | Champion NBA en 1983 avec les 76ers de Philadelphie. 4× NBA All-Star en 1983, 1986, 1987 et 1988. 4× NBA All-Defensive First Team de 1983 à 1986. NBA All-Defensive Second Team en 1987. Numéro 10 retiré dans la franchise des 76ers. | [ 183 ] |
| 2018  | Grant Hill              | Médaille d'or aux Jeux Olympiques de 1996. · 2× champion NCAA en 1991 et 1992 avec Duke. · 7× NBA All-Star de 1995 à 1998, 2000, 2001 et 2005. · All-NBA First Team en 1997. · 4× All-NBA Second Team en 1996, 1998, 1999 et 2000. | [ 184 ] |
| 2018  | Jason Kidd              | 2× Médailles d'or aux Jeux Olympiques de 2000 et 2008. · Champion NBA avec les Mavericks de Dallas en 2011. · 10× NBA All-Star en 1996, 1998, de 2000 à 2004, 2007, 2008 et 2010. · 5× All-NBA First Team de 1999 à 2002 et 2004. · All-NBA Second Team en 2003. · 4× NBA All-Defensive First Team en 1999, 2001, 2002 et 2006. · 5× NBA All-Defensive Second Team en 2000, 2003, 2004, 2005 et 2007. · Fait partie des 75 meilleurs joueurs de l'histoire de la NBA en 2021. · Numéro 5 retiré dans la franchise des Nets de Brooklyn. | [ 185 ] |
| 2018  | Steve Nash              | 2× NBA Most Valuable Player en 2005 et 2006. 8× NBA All-Star en 2002, 2003, de 2005 à 2008, 2010 et 2012. 3× All-NBA First Team de 2005 à 2007. 2× All-NBA Second Team en 2008 et 2010. 2× All-NBA Third Team en 2002 et 2003. 4× Club du 50-40-90 en 2006, 2008, 2009 et 2010. Fait partie des 75 meilleurs joueurs de l'histoire de la NBA en 2021. | [ 186 ] |
| 2018  | Katie Smith             | 3× Médailles d'or aux Jeux Olympiques de 2000, 2004 et 2008. · 2× Médailles d'or aux championnats du monde de 1998 et 2002. · 2× championne WNBA en 2006 et 2008. · MVP des Finales WNBA en 2008. · 2× All-WNBA First Team en 2001 et 2003. · 7× WNBA All-Star de 2000 à 2003, 2005, 2006 et 2009. · Fait partie des 20 meilleures joueuses de l'histoire de la WNBA en 2016. | [ 187 ] |
| 2018  | Tina Thompson           | 2× Médailles d'or aux Jeux Olympiques de 2004 et 2008. · Médaille d'or aux championnats du monde de 1998. · 4× championne WNBA en 1997, 1998, 1999 et 2000. · Championne de l'Euroligue en 2007 avec le Spartak Moscou. · 9× WNBA All-Star de 1999 à 2003, 2006, 2007, 2009 et 2013. · 3× All-WNBA First Team en 1997, 1998 en 2004. · 4× All-WNBA Second Team de 1999 à 2002. · Fait partie des 20 meilleures joueuses de l'histoire de la WNBA en 2016. | [ 188 ] |
| 2018  | Ora Mae Washington (en) | Intronisée au Women's Basketball Hall of Fame en 2009. | [ 189 ] |
| 2018  | Dino Rađa               | 2× médailles d'or aux championnats d'Europe de 1989 et 1991 avec la Yougoslavie. · 2× médailles d'argent aux Jeux Olympiques de 1988 avec la Yougoslavie et en 1992 avec la Croatie. · Médaille de bronze aux championnats du monde de 1994 avec la Croatie. · 3× médailles de bronze aux championnats d'Europe de 1987 avec la Yougoslavie et en 1993 et 1995 avec la Croatie. · 2× champion de l'Euroligue en 1989 et 1990. · MVP du Final Four de l'Euroligue en 1989. · Fait partie des 50 meilleurs contributeurs de l'Euroligue. | [ 190 ] |
| 2018  | Charlie Scott           | Médaille d'or aux Jeux Olympiques de 1968. · Champion NBA en 1976 avec les Celtics de Boston. · 3× NBA All-Star en 1973, 1974 et 1975. · 2× ABA All-Star en 1971 et 1972. · All-ABA First Team en 1971. · All-ABA Second Team en 1972. | [ 191 ] |
| 2019  | Carl Braun              | Champion NBA en 1962 avec les Celtics de Boston. 5× NBA All-Star de 1953 à 1957. All-BAA Second Team en 1948. All-NBA Second Team en 1954. | [ 192 ] |
| 2019  | Chuck Cooper            | Premier afro-américain à être drafté en NBA en 1950. | [ 193 ] |
| 2019  | Vlade Divac             | 2× médailles d'or aux championnats du monde de 1990 et 2002. · 3× médailles d'or aux championnats d'Europe de 1989, 1991 et 1995. · 2× médailles d'argent aux Jeux Olympiques de 1988 et 1996. · NBA All-Star en 2001. · Fait partie des 50 meilleurs contributeurs de l'Euroligue. · Numéro 21 retiré dans la franchise des Kings de Sacramento. · Introduit au FIBA Hall of Fame en 2010. | [ 194 ] |
| 2019  | Bobby Jones             | Médaille d'argent aux Jeux Olympiques de 1972. · Champion NBA avec les 76ers de Philadelphie en 1983. · NBA Sixth Man of the Year en 1983. · 4× NBA All-Star en 1977, 1978, 1981 et 1982. · 8× NBA All-Defensive First Team de 1977 à 1984. · NBA All-Defensive Second Team en 1985. · ABA All-Star en 1976. · All-ABA Second Team en 1976. · 2× ABA All-Defensive First Team en 1975 et 1976. · Numéro 24 retiré dans la franchise des 76ers. | [ 195 ] |
| 2019  | Sidney Moncrief         | 2× NBA Defensive Player of the Year en 1983 et 1984. 5× NBA All-Star de 1982 à 1986. All-NBA First Team en 1983. 4× All-NBA Second Team en 1982, 1984, 1985 et 1986. 4× NBA All-Defensive First Team de 1983 à 1986. NBA All-Defensive Second Team en 1982. Numéro 4 retiré dans la franchise des Bucks de Milwaukee. | [ 196 ] |
| 2019  | Jack Sikma              | Champion NBA avec les SuperSonics de Seattle en 1979. 7× NBA All-Star de 1979 à 1985. NBA All-Defensive Second Team en 1982. Numéro 43 retiré dans la franchise des SuperSonics. | [ 197 ] |
| 2019  | Teresa Weatherspoon     | Médaille d'or aux Jeux Olympiques de 1988. · Médaille d'or aux championnats du monde de 1986. · 5× WNBA All-Star de 1999 à 2003. · 2× WNBA Defensive Player of the Year en 1997 et 1998. · 4× All-WNBA Second Team de 1997 à 2000. · Fait partie des 20 meilleures joueuses de l'histoire de la WNBA en 2016. | [ 198 ] |
| 2019  | Paul Westphal           | Champion NBA avec les Celtics de Boston en 1974. 5× NBA All-Star de 1977 à 1981. 3× All-NBA First Team en 1977, 1979 et 1980. All-NBA Second Team en 1978. Numéro 44 retiré dans la franchise des Suns de Phoenix. | [ 199 ] |

### Intronisations années 2020-2029

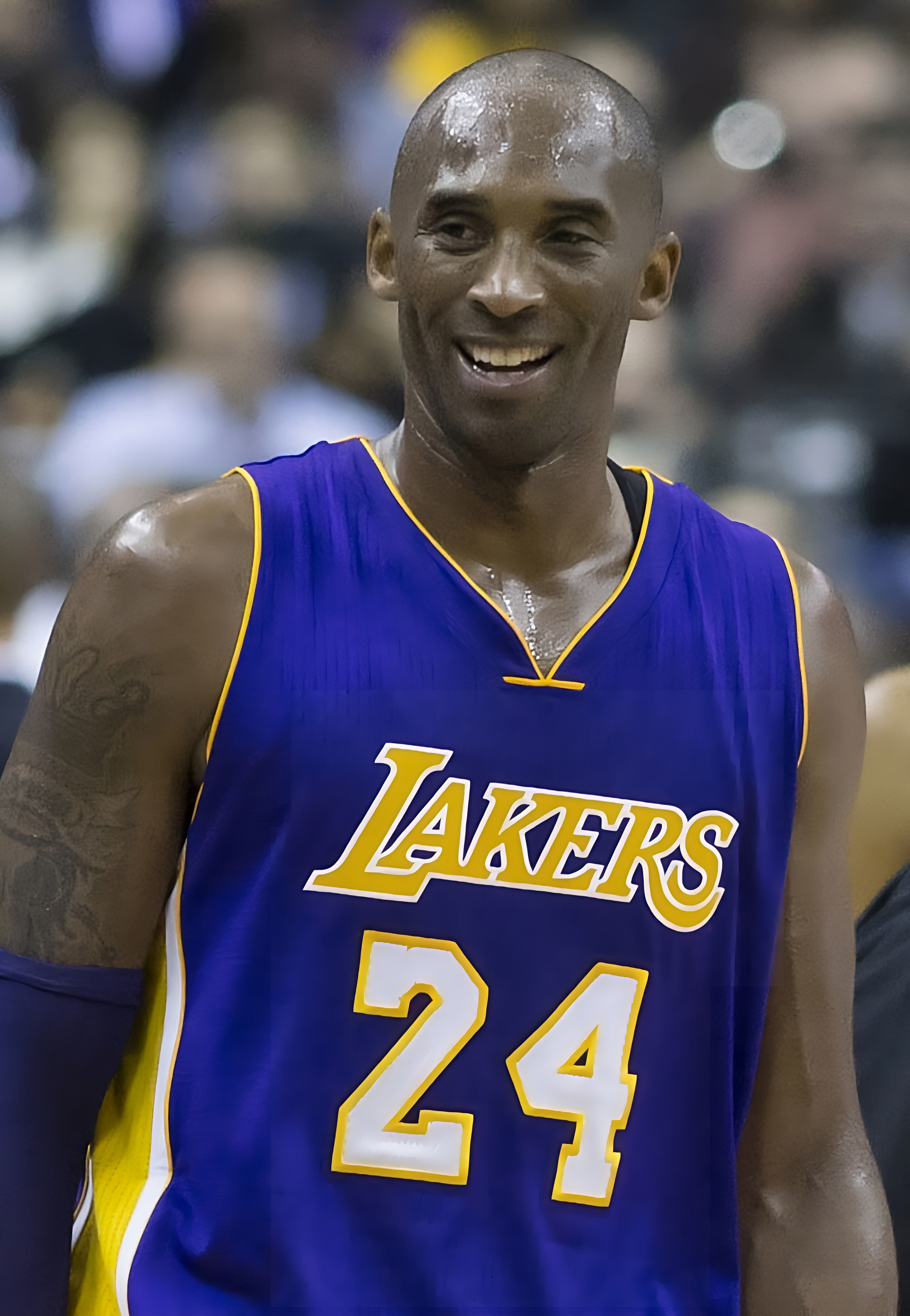
Kobe Bryant

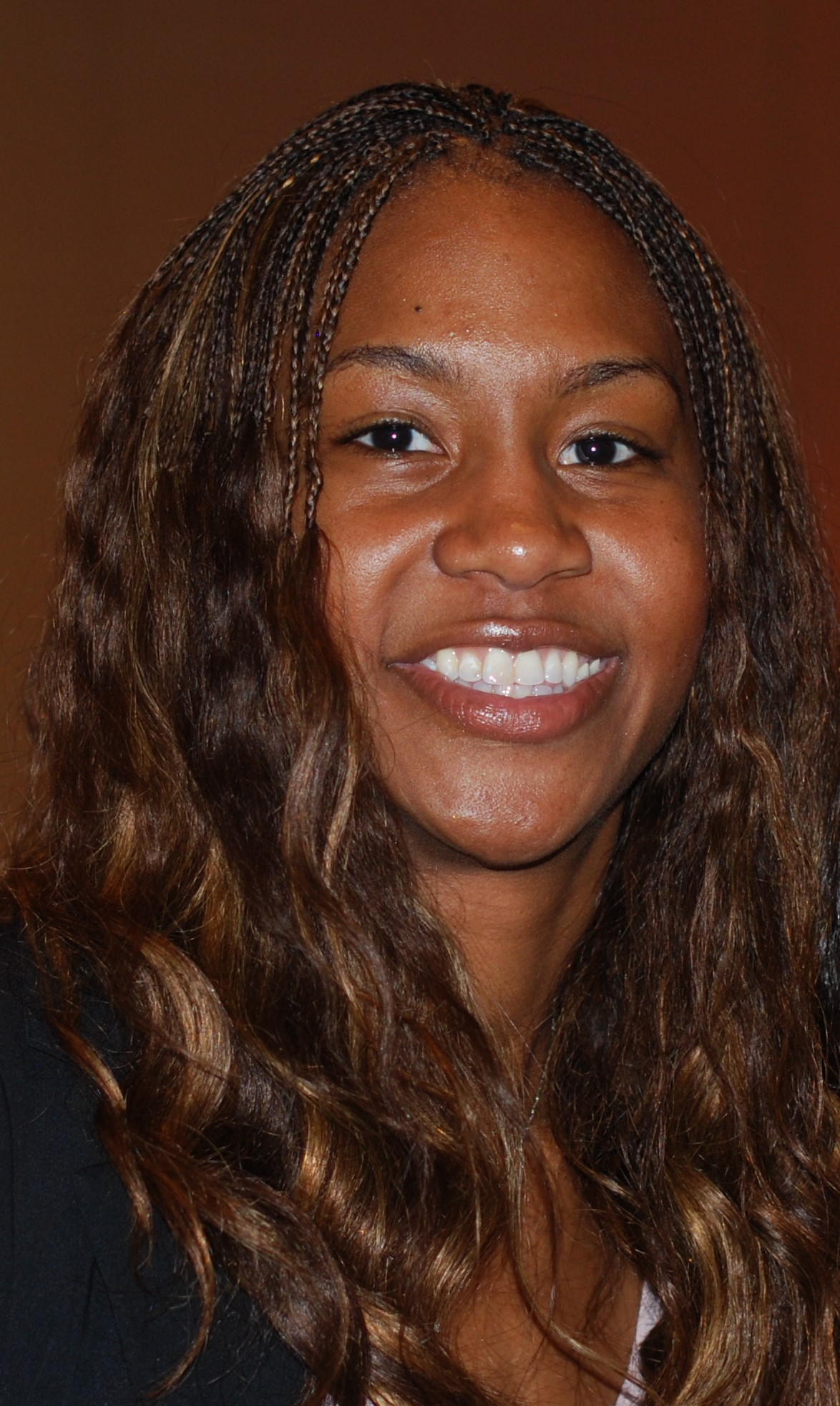
Tamika Catchings

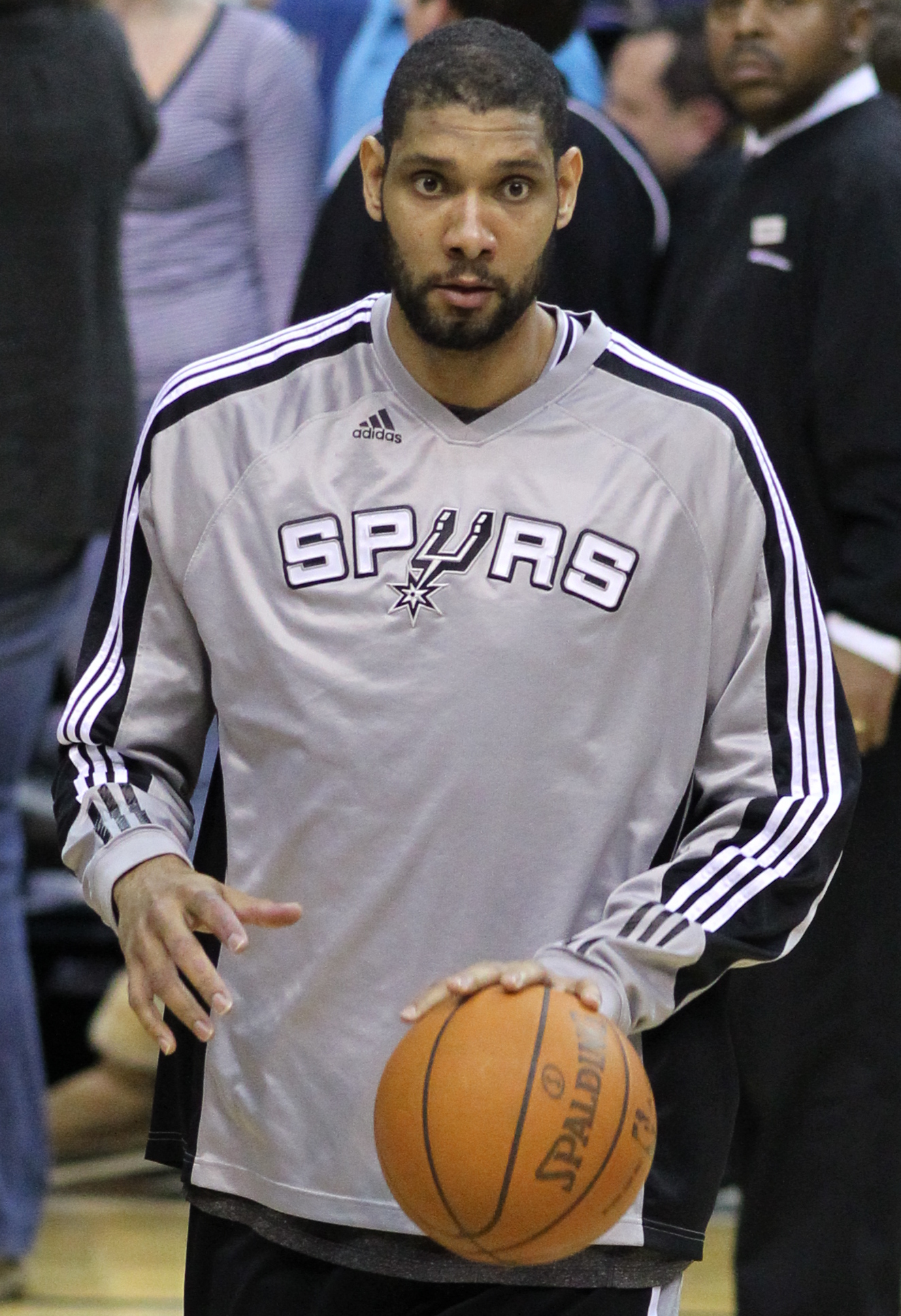
Tim Duncan

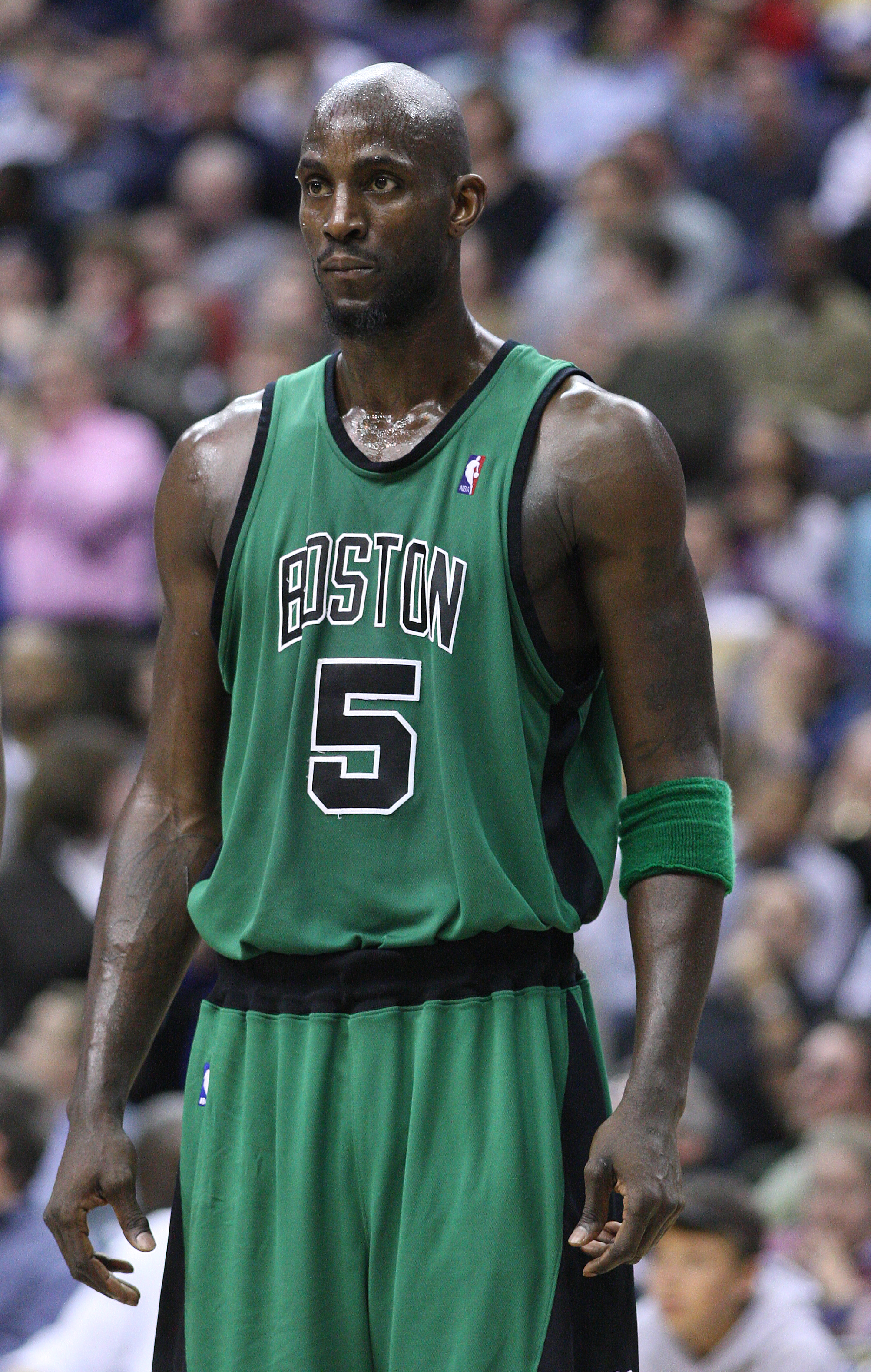
Kevin Garnett

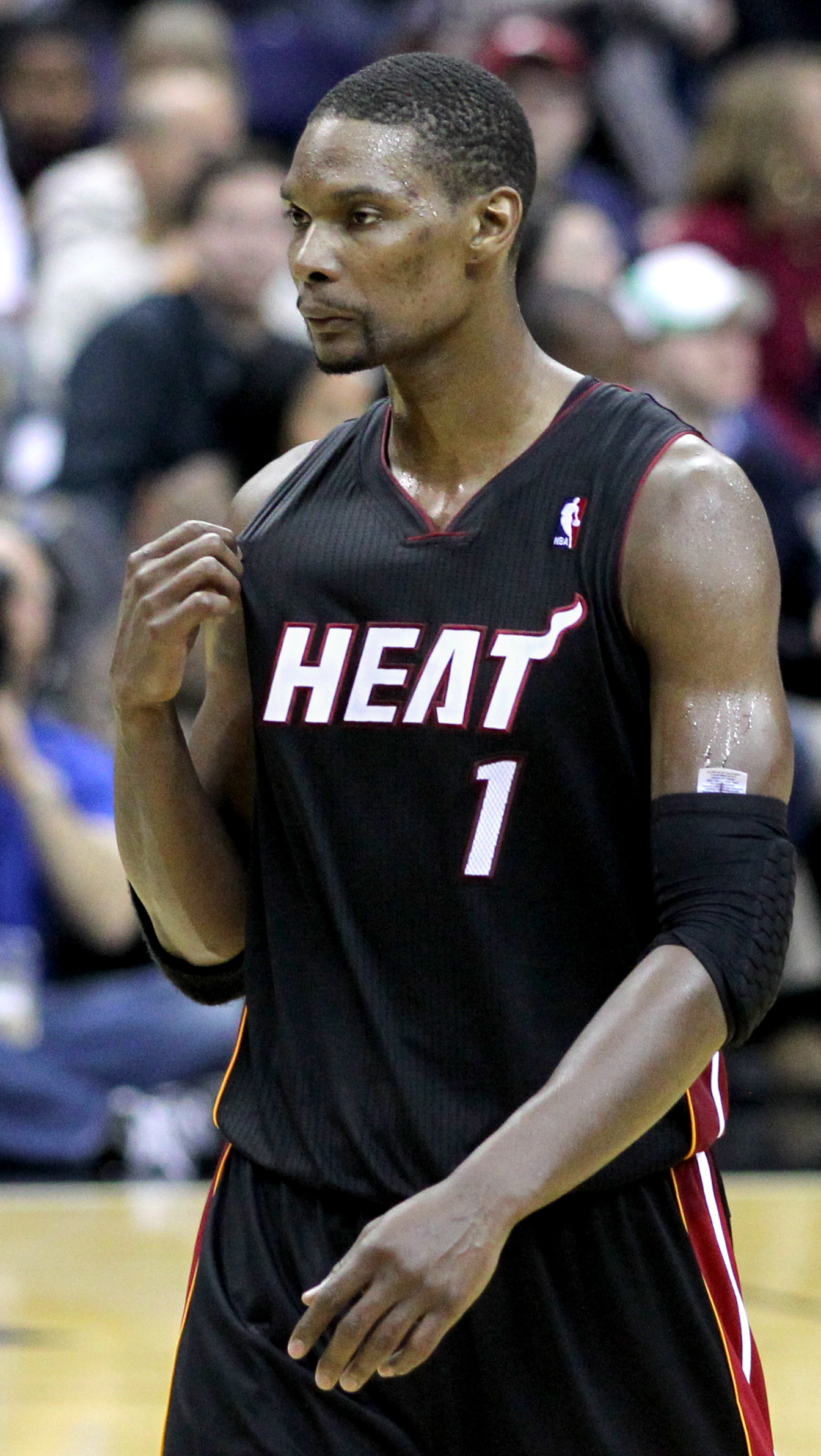
Chris Bosh

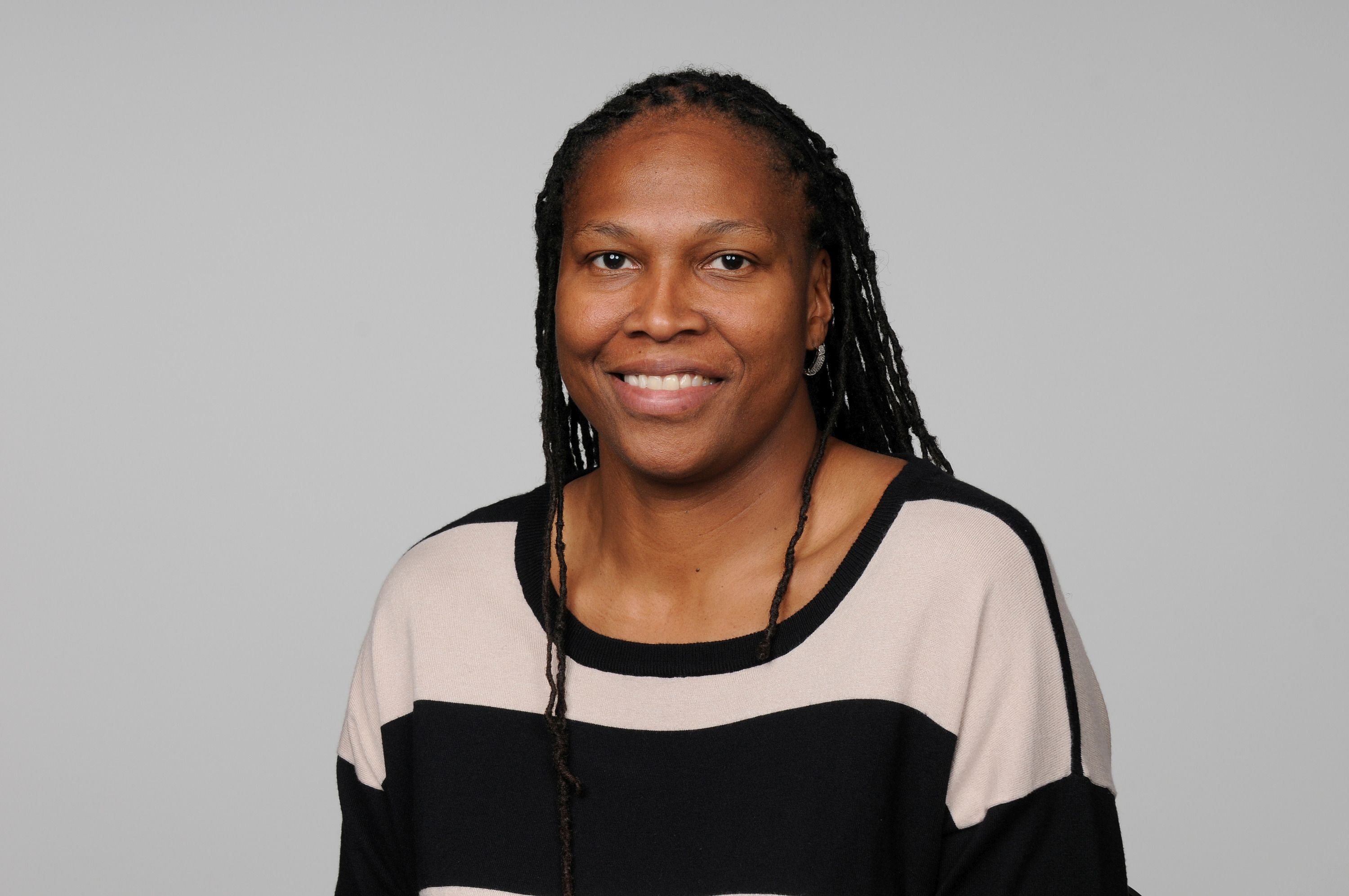
Yolanda Griffith

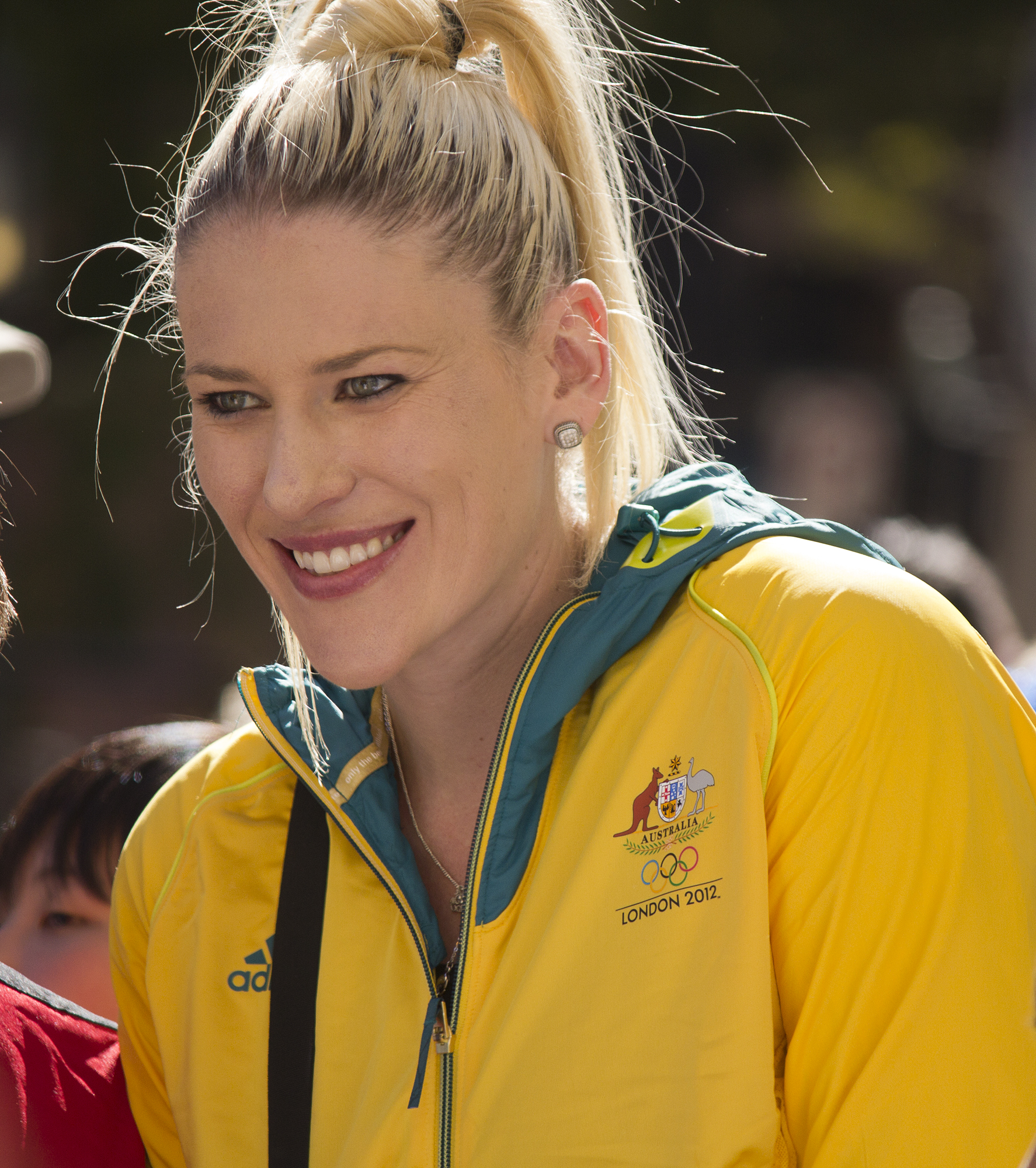
Lauren Jackson

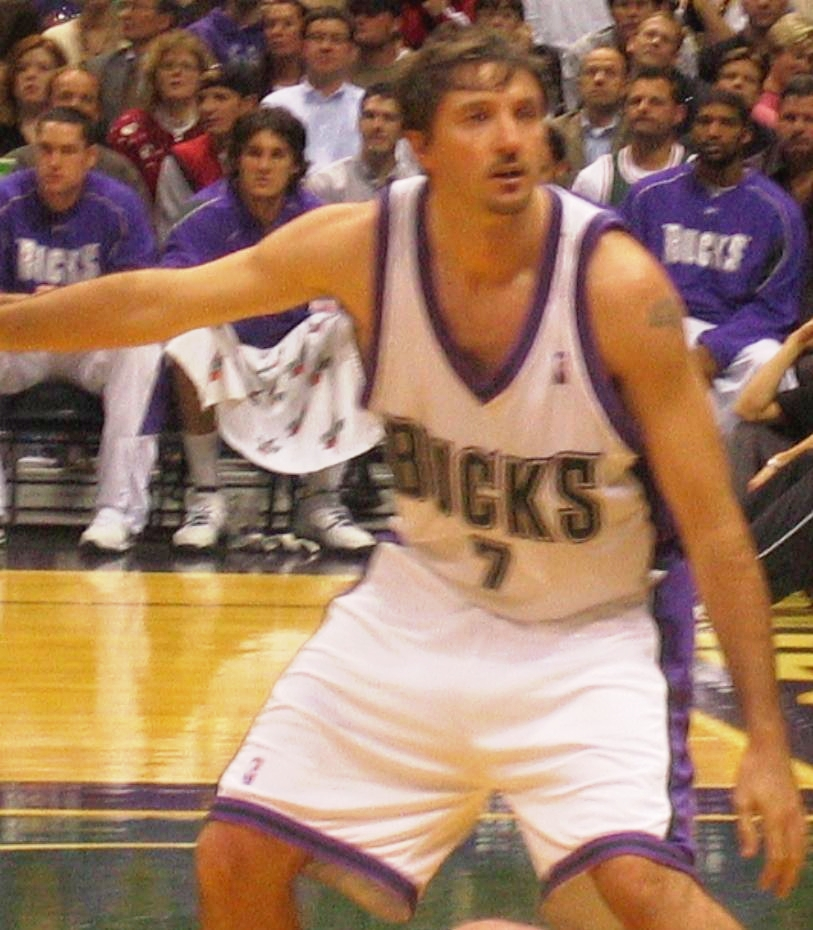
Toni Kukoč

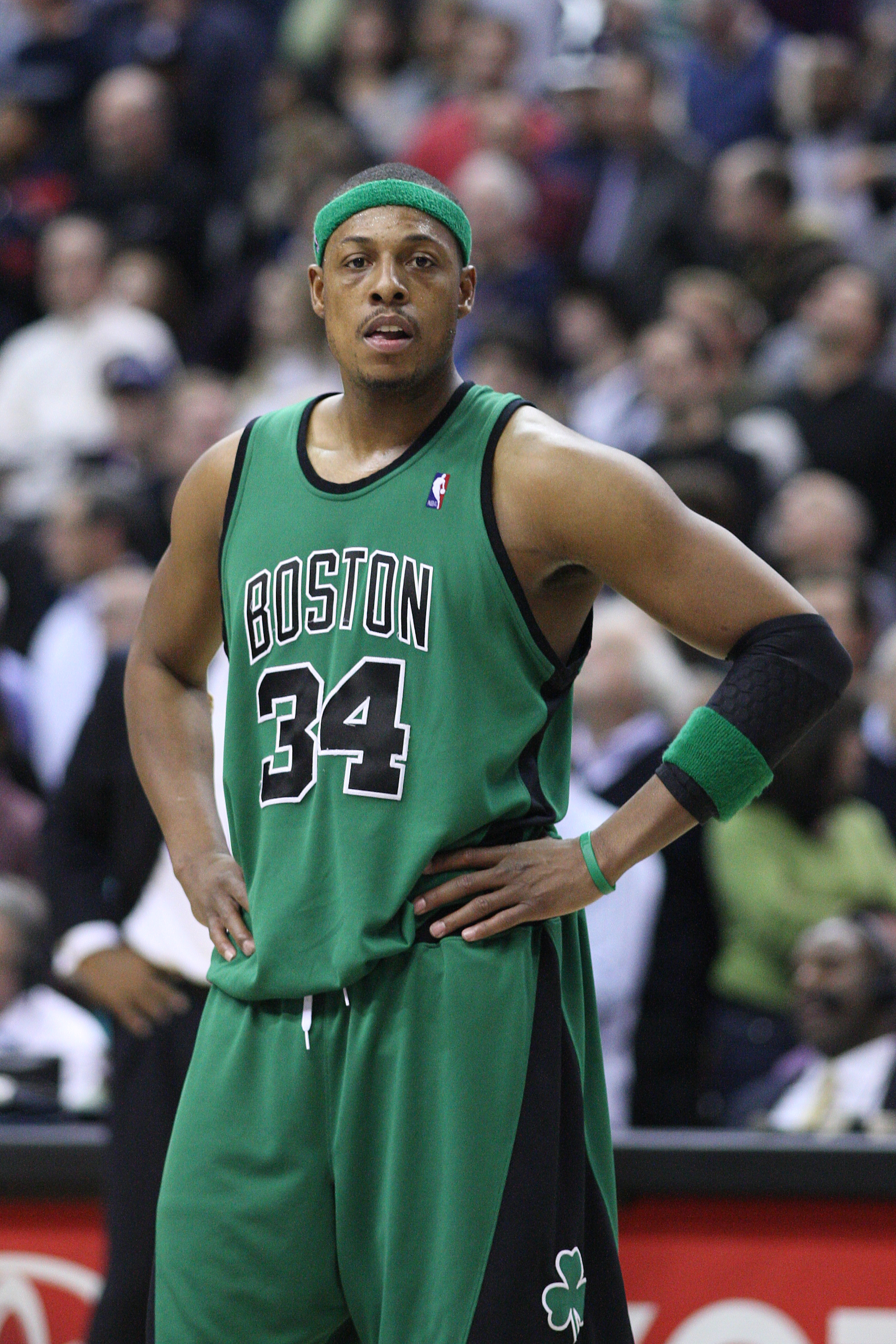
Paul Pierce

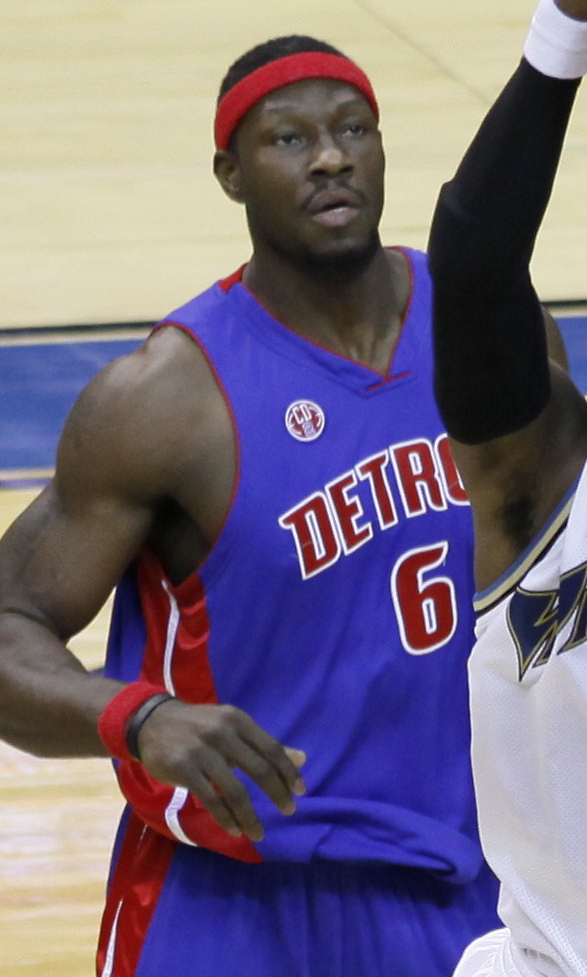
Ben Wallace

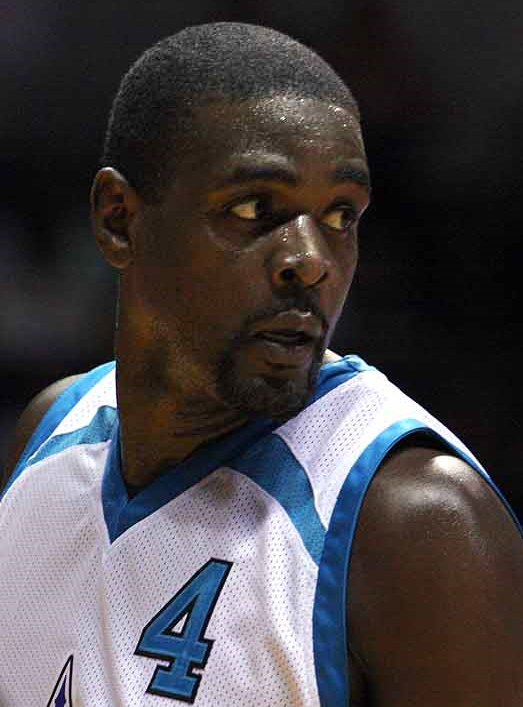
Chris Webber

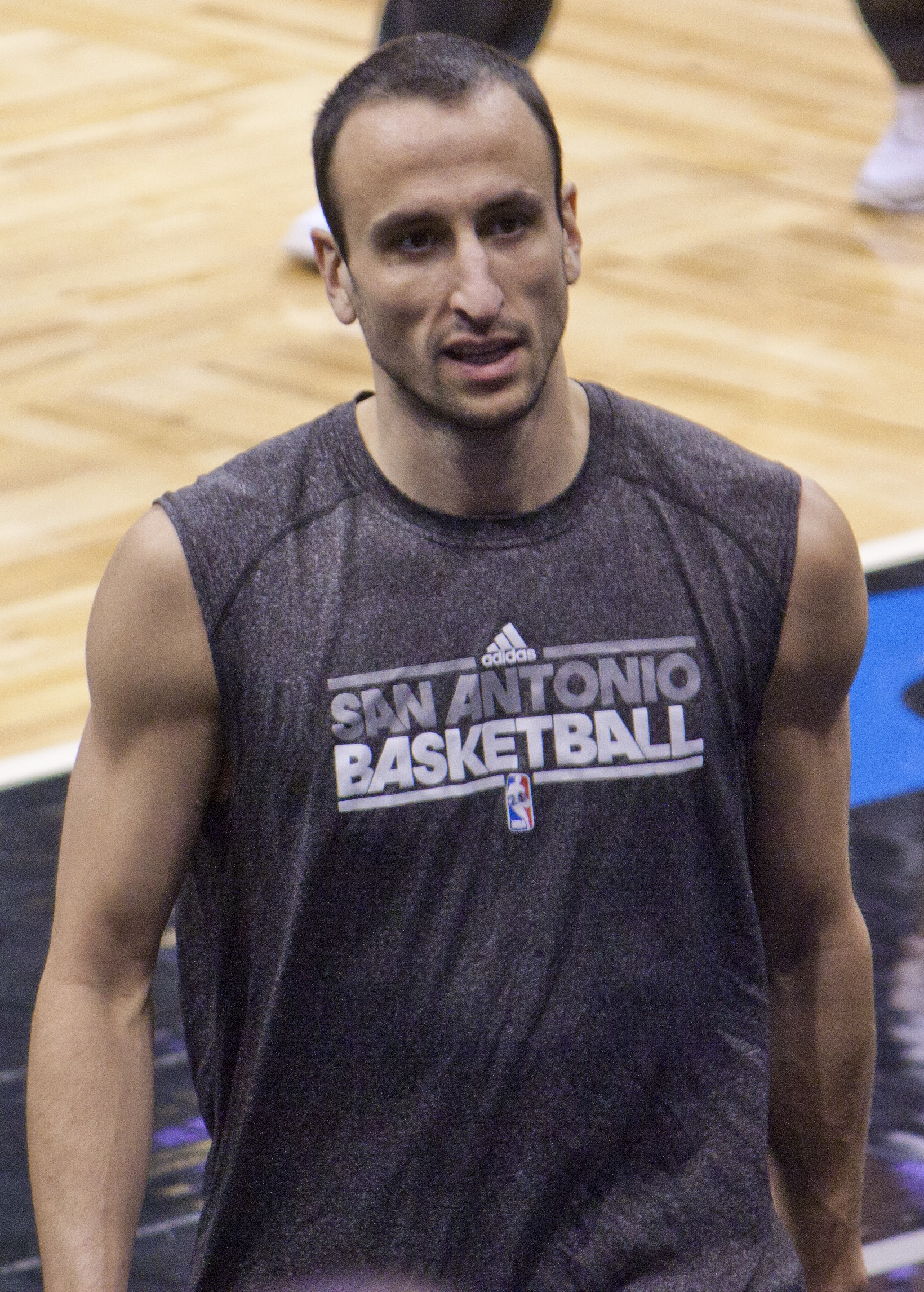
Manu Ginóbili

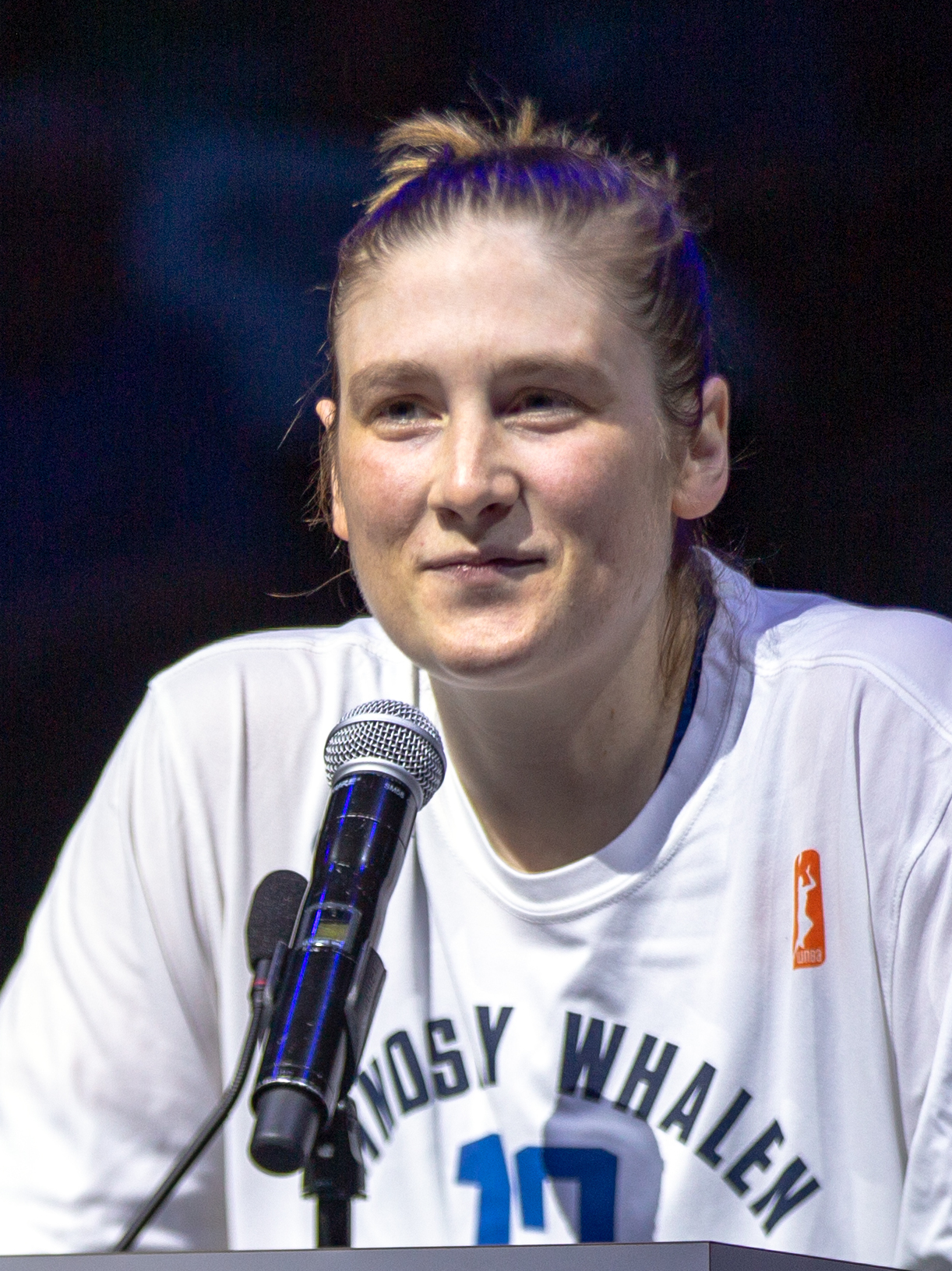
Lindsay Whalen

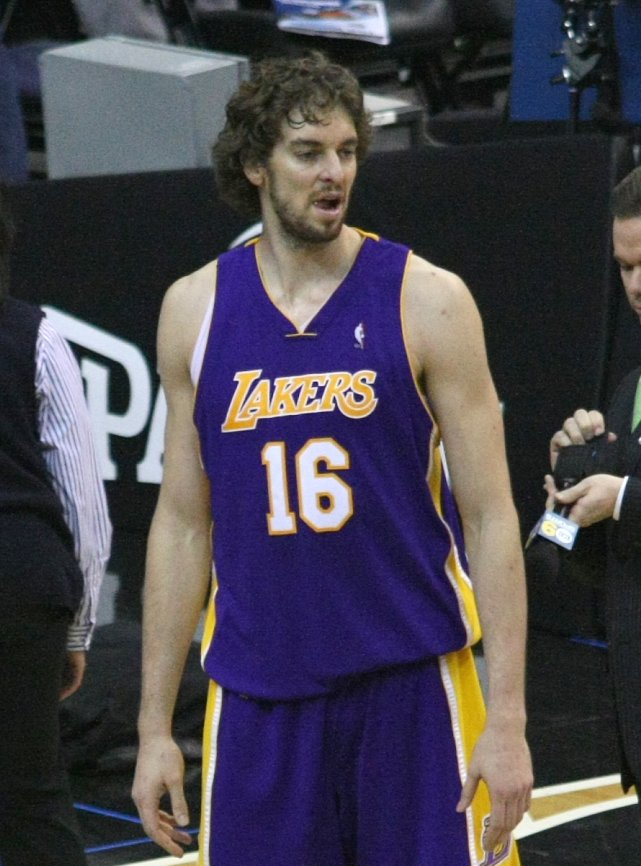
Pau Gasol

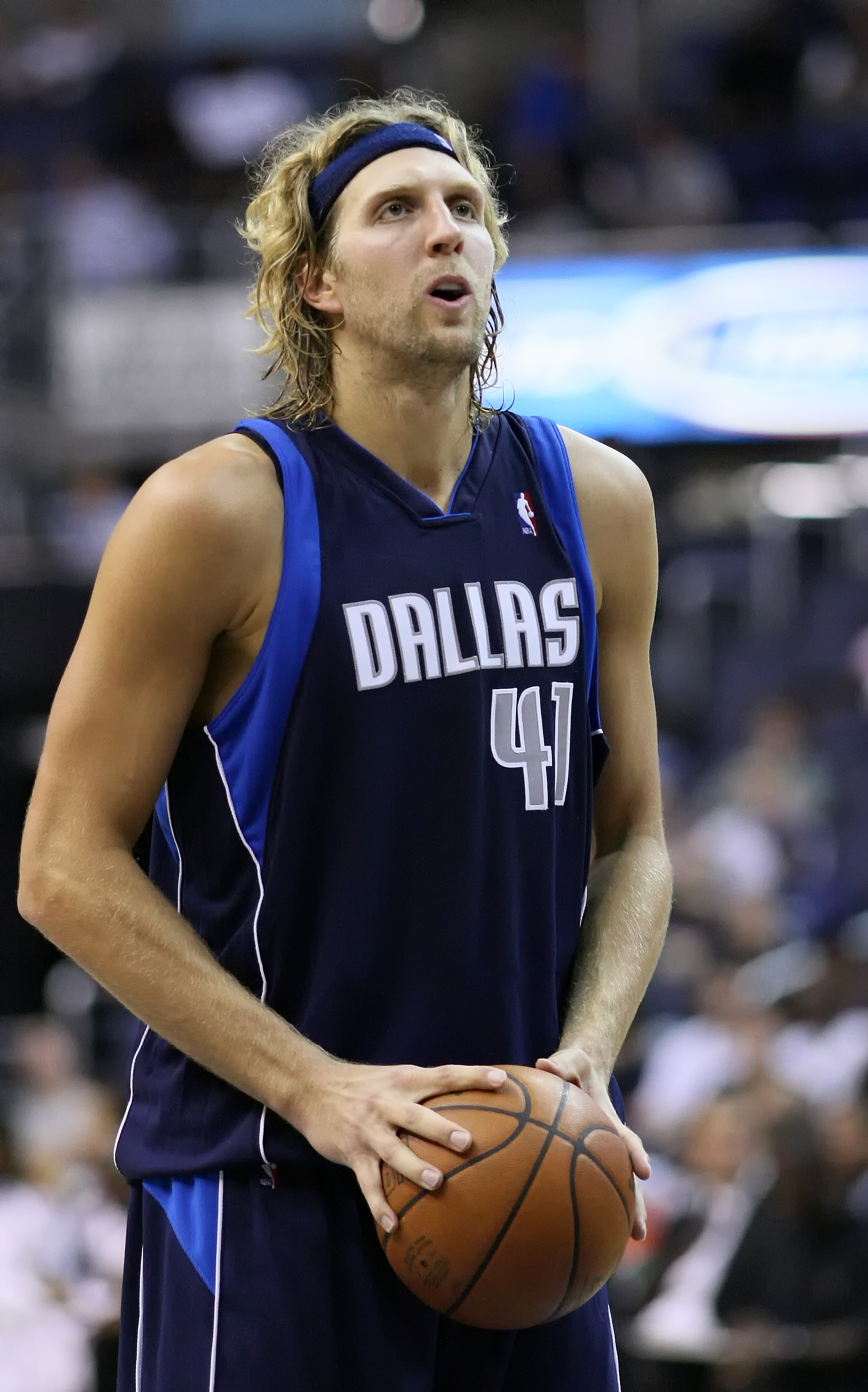
Dirk Nowitzki

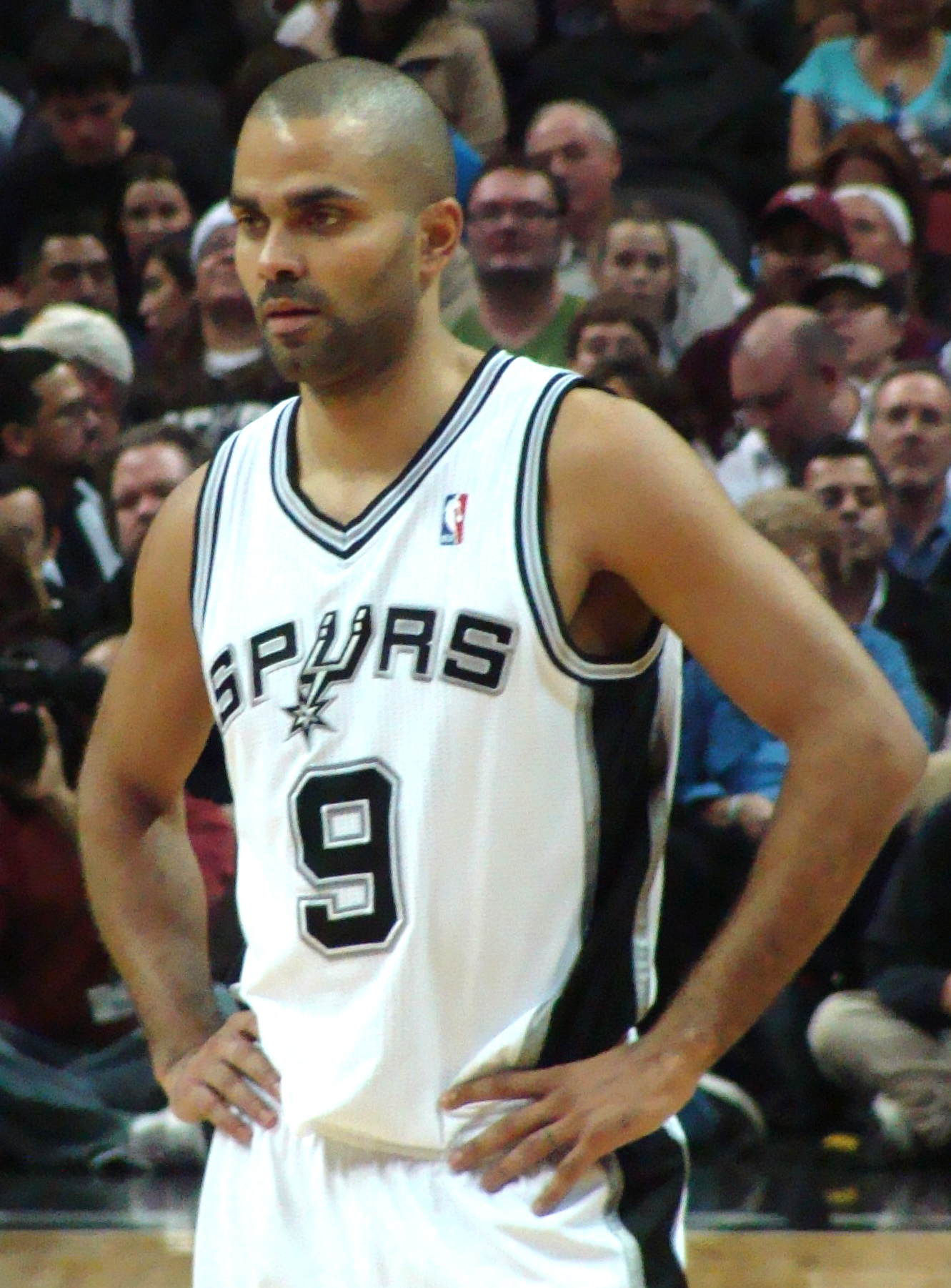
Tony Parker

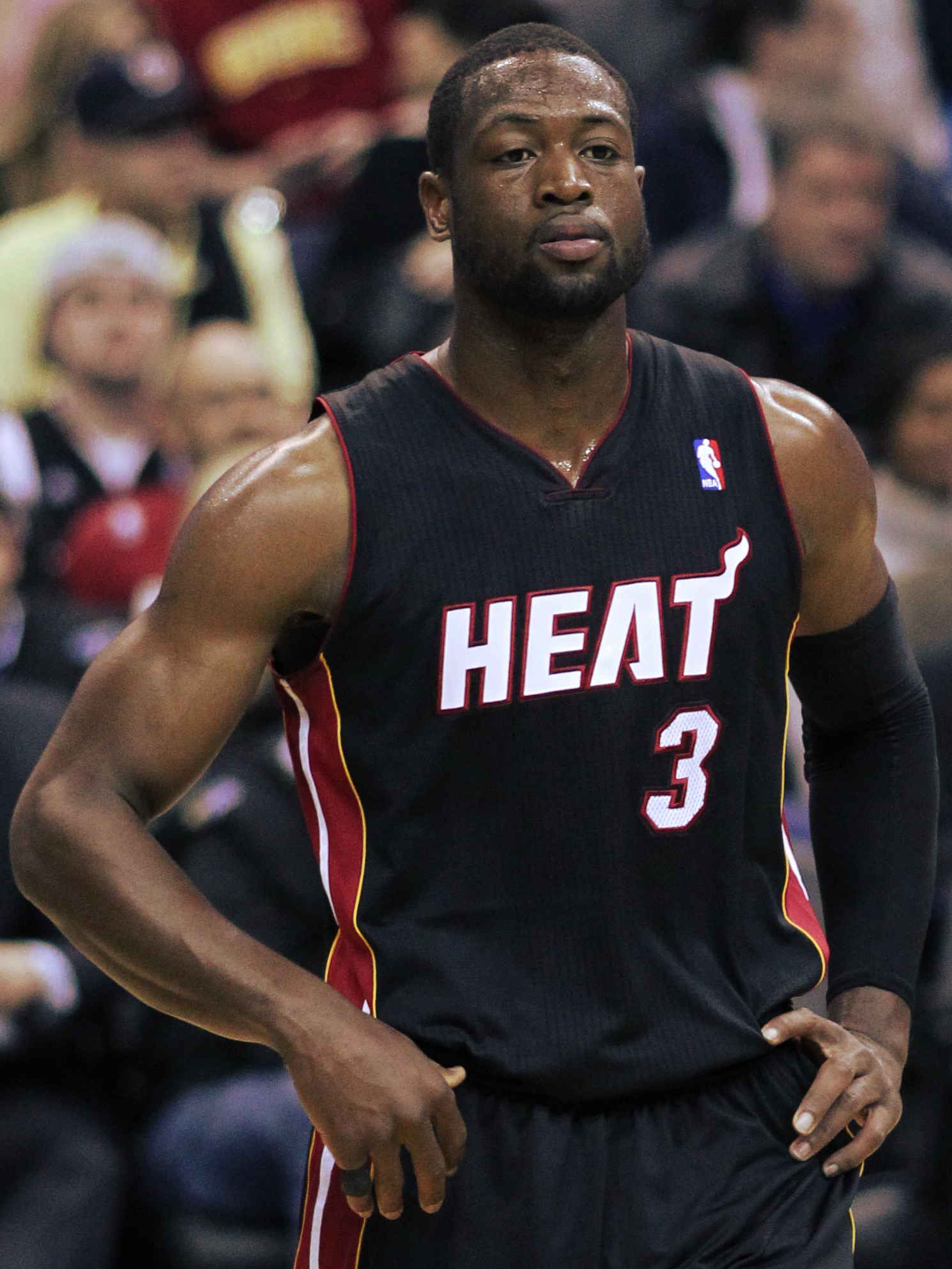
Dwyane Wade

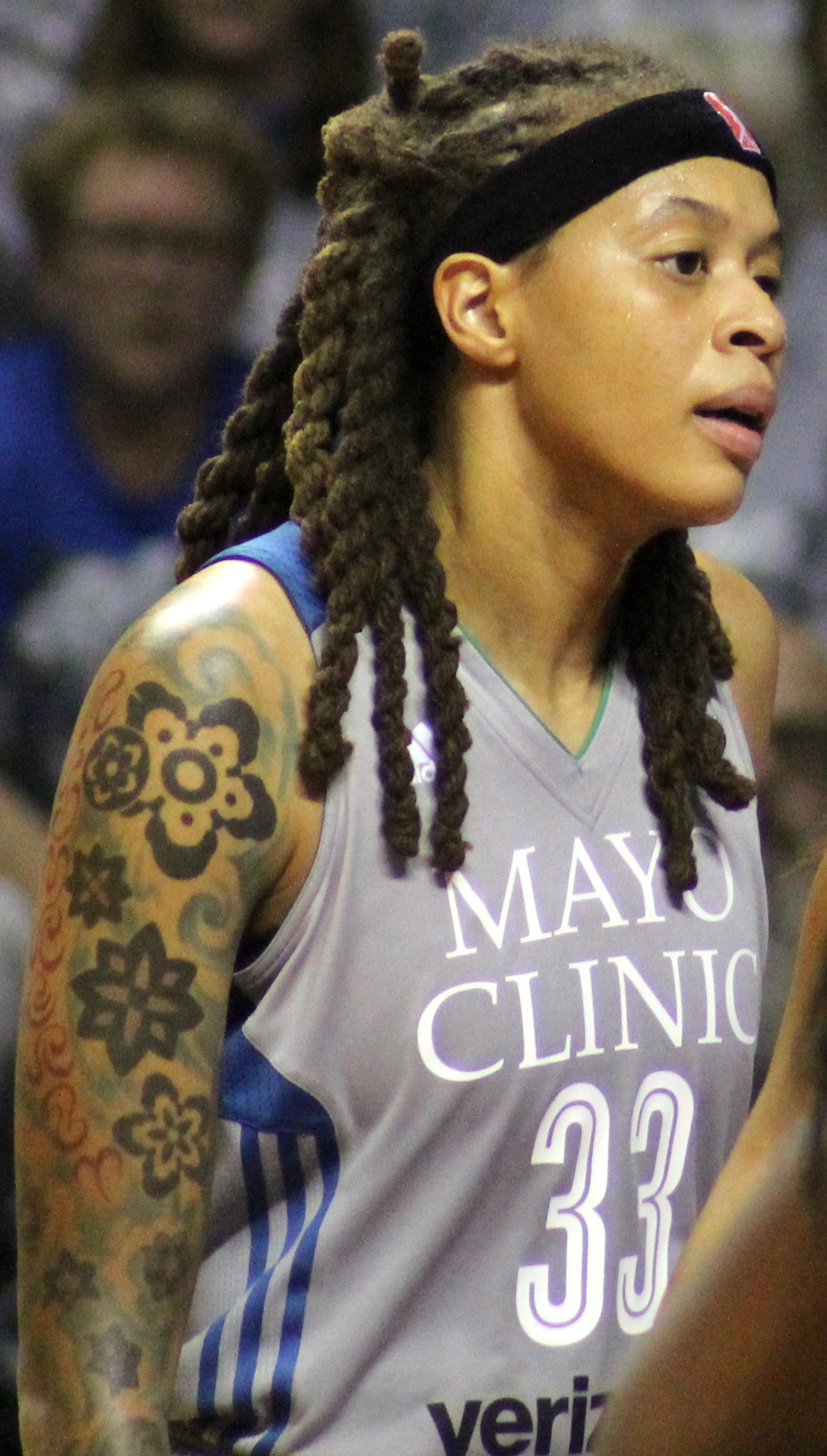
Seimone Augustus

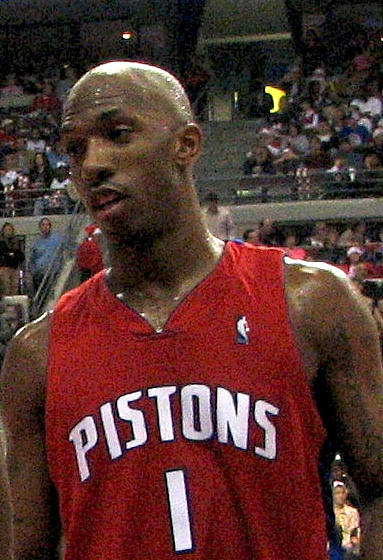
Chauncey Billups

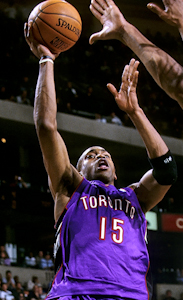
Vince Carter

| Année | Joueur            | Accomplissements | Réf.    |
| ----- | ----------------- | --- | ------- |
| 2020  | Kobe Bryant       | 2× Médailles d'or aux Jeux Olympiques de 2008 et 2012. · 5× champion NBA en 2000, 2001, 2002, 2009 et 2010. · 2× MVP des Finales NBA en 2009 et 2010. · NBA Most Valuable Player en 2008. · 18× NBA All-Star en 1998 et de 2000 à 2016. · 11× All-NBA First Team de 2002 à 2004 et de 2006 à 2013. · 2× All-NBA Second Team en 2000 et 2001. · 2× All-NBA Third Team en 1999 et 2005. · 9× NBA All-Defensive First Team en 2000, 2003, 2004 et de 2006 à 2011. · 3× NBA All-Defensive Second Team en 2001, 2002 et 2012. · Fait partie des 75 meilleurs joueurs de l'histoire de la NBA en 2021. · Numéros 8 et 24 retirés dans la franchise des Lakers. | [ 200 ] |
| 2020  | Tamika Catchings  | 4× Médailles d'or aux Jeux Olympiques de 2004, 2008, 2012 et 2016. · 2× médailles d'or aux championnats du monde de 2002 et 2010. · Championne WNBA en 2012 avec le Fever de l'Indiana. · Championne NCAA en 1998 avec Tennessee. · MVP des Finales WNBA en 2012. · WNBA Most Valuable Player en 2011. · 10× WNBA All-Star en 2002, 2003, 2005, 2006, 2007, 2009, 2011, 2013, 2014 et 2015. · 7× All-WNBA First Team en 2002, 2003, 2006 et de 2009 à 2012. · 5× All-WNBA Second Team en 2004, 2005, 2007, 2013 et 2015. · 5× WNBA Defensive Player of the Year en 2005, 2006, 2009, 2010 et 2012. · 10× WNBA All-Defensive First Team de 2005 à 2013 et 2015. · 2× WNBA All-Defensive Second Team en 2014 et 2016. · Fait partie des 20 meilleures joueuses de l'histoire de la WNBA en 2016. · Numéro 24 retiré dans la franchise du Fever. · Intronisée au Women's Basketball Hall of Fame en 2020. | [ 201 ] |
| 2020  | Tim Duncan        | Médaille de bronze aux Jeux Olympiques de 2004. · 5× champion NBA en 1999, 2003, 2005, 2007 et 2014 avec les Spurs de San Antonio. · 3× MVP des Finales NBA en 1999, 2003 et 2005. · 2× NBA Most Valuable Player en 2002 et 2003. · 15× NBA All-Star en 1998, de 2000 à 2013 et 2015. · 10× All-NBA First Team de 1998 à 2005, 2007 et 2013. · 3× All-NBA Second Team en 2006, 2008 et 2009. · 2× All-NBA Third Team en 2010 et 2015. · 8× NBA All-Defensive First Team de 1999 à 2003, 2005, 2007 et 2008. · 7× NBA All-Defensive Second Team en 1998, 2004, 2006, 2009, 2010, 2013 et 2015. · Fait partie des 75 meilleurs joueurs de l'histoire de la NBA en 2021. · Numéro 21 retiré dans la franchise des Spurs. | [ 202 ] |
| 2020  | Kevin Garnett     | Médaille d'or aux Jeux Olympiques de 2000. · Champion NBA en 2008 avec les Celtics de Boston. · NBA Most Valuable Player en 2004. · NBA Defensive Player of the Year en 2008. · 15× NBA All-Star en 1997, 1998, de 2000 à 2011 et 2013. · 4× All-NBA First Team en 2000, 2003, 2004 et 2008. · 3× All-NBA Second Team en 2001, 2002 et 2005. · 2× All-NBA Third Team en 1999 et 2007. · 9× NBA All-Defensive First Team de 2000 à 2005, 2008, 2009 et 2011. · 3× NBA All-Defensive Second Team en 2006, 2007 et 2012. · Fait partie des 75 meilleurs joueurs de l'histoire de la NBA en 2021. · Numéro 5 retiré dans la franchise des Celtics. | [ 203 ] |
| 2021  | Chris Bosh        | Médaille d'or aux Jeux Olympiques de 2008. · 2× champion NBA en 2012 et 2013 avec le Heat de Miami. · 11× NBA All-Star de 2006 à 2016. · All-NBA Second Team en 2007. · Numéro 1 retiré dans la franchise du Heat. | [ 204 ] |
| 2021  | Bob Dandridge     | 2× champion NBA en 1971 avec les Bucks de Milwaukee et 1978 avec les Bullets de Washington. 4× NBA All-Star en 1973, 1975, 1976 et 1979. 1× All-NBA Second Team en 1979. 1× NBA All-Defensive First Team en 1979. Numéro 10 retiré dans la franchise des Bucks. | [ 205 ] |
| 2021  | Yolanda Griffith  | 2× médailles d'or aux Jeux Olympiques de 2000 et 2004. · Championne WNBA et MVP des Finales WNBA avec les Monarchs de Sacramento en 2005. · WNBA Most Valuable Player en 1999. · WNBA Defensive Player of the Year en 1999. · 8× WNBA All-Star de 1999 à 2001 et de 2003 à 2007. · 2× All-WNBA First Team en 1999 et 2005. · 3× All-WNBA Second Team en 2000, 2001 et 2004. · Fait partie des 20 meilleures joueuses de l'histoire de la WNBA en 2016. | [ 206 ] |
| 2021  | Lauren Jackson    | 3× médailles d'argent aux Jeux Olympiques de 2000, 2004 et 2008 avec l'Australie. · Médaille de bronze aux Jeux Olympiques de 2012. · 5× championne WNBL en 1999, 2002, 2003, 2006 et 2010. · 4× WNBL MVP en 1999, 2000, 2003 et 2004. · 2× championne WNBA en 2004 et 2010. · 3× WNBA Most Valuable Player en 2003, 2007 et 2010. · MVP des Finales WNBA en 2010. · WNBA Defensive Player of the Year en 2007. · 7× All-WNBA First Team de 2003 à 2007, 2009 et 2010. · All-WNBA Second Team en 2008. · Fait partie des 20 meilleures joueuses de l'histoire de la WNBA en 2016. | [ 207 ] |
| 2021  | Fats Jenkins (en) | | [ 208 ] |
| 2021  | Toni Kukoč        | 2× médailles d'or aux championnats d'Europe de 1989 et 1991 avec la Yougoslavie. · Médaille d'or aux championnats du monde de 1990 avec la Yougoslavie. · 2× médailles d'argent aux Jeux Olympiques de 1988 avec la Yougoslavie et 1992 avec la Croatie. · MVP du championnat du monde de 1990. · MVP du championnat d'Europe de 1991. · 3× champion de l'Euroligue en 1989, 1990 et 1991. · 3× MVP du Final Four de l'Euroligue en 1990, 1991 et 1993. · 3× champion NBA en 1996, 1997 et 1998 avec les Bulls de Chicago. · NBA Sixth Man of the Year en 1996. · Fait partie des 50 meilleurs contributeurs de l'Euroligue. | [ 209 ] |
| 2021  | Pearl Moore (en)  | | [ 210 ] |
| 2021  | Paul Pierce       | Champion NBA et MVP des Finales NBA en 2008 avec les Celtics de Boston. 10× NBA All-Star de 2002 à 2006 et de 2008 à 2012. All-NBA Second Team en 2009. 3× All-NBA Third Team en 2002, 2003 et 2008. Fait partie des 75 meilleurs joueurs de l'histoire de la NBA en 2021. Numéro 34 retiré dans la franchise des Celtics. | [ 211 ] |
| 2021  | Ben Wallace       | Champion NBA en 2004 avec les Pistons de Détroit. 4× NBA All-Star de 2003 à 2006. 4× NBA Defensive Player of the Year en 2002, 2003, 2005 et 2006. 3× All-NBA Second Team en 2003, 2004 et 2006. 2× All-NBA Third Team en 2002 et 2005. 5× NBA All-Defensive First Team de 2002 à 2006. NBA All-Defensive Second Team en 2007. Numéro 3 retiré dans la franchise des Pistons. Premier joueur non drafté de l'histoire de la NBA moderne, à être introduit au Basketball Hall of Fame. | [ 212 ] |
| 2021  | Chris Webber      | 5× NBA All-Star en 1997 et de 2000 à 2003. All-NBA First Team en 2001. 3× All-NBA Second Team en 1999, 2002 et 2003. 1× All-NBA Third Team en 2000. Numéro 4 retiré dans la franchise des Kings de Sacramento. | [ 213 ] |
| 2022  | Swin Cash         | 2× médailles d'or aux Jeux Olympiques de 2004 et 2012. · Médaille d'or aux championnats du monde de 2010. · 2× championne NCAA en 2000 et 2002. · 3× championne WNBA en 2003 et 2006 avec le Shock de Détroit et 2010 avec le Storm de Seattle. · 4× WNBA All-Star en 2003, 2005, 2009 et 2011. · 2× WNBA All-Star MVP en 2009 et 2011. · 2× All-WNBA Second Team en 2003 et 2004. · Fait partie des 20 meilleures joueuses de l'histoire de la WNBA en 2016. · Fait partie des 25 meilleures joueuses de l'histoire de la WNBA en 2021. · Intronisée au Women's Basketball Hall of Fame en 2020. | [ 214 ] |
| 2022  | Manu Ginóbili     | Médaille d'or aux Jeux Olympiques de 2004 avec l'Argentine. · Médaille d'argent aux championnats du monde de 2002. · Médaille de bronze aux Jeux Olympiques de 2008. · Champion de l'Euroligue en 2001. · MVP du Final Four de l'Euroligue en 2001. · 4× champion NBA en 2003, 2005, 2007 et 2014 avec les Spurs de San Antonio. · 2× NBA All-Star en 2005 et 2011. · 2× All-NBA Third Team en 2008 et 2011. · NBA Sixth Man of the Year en 2008. · Numéro 20 retiré dans la franchise des Spurs. · Fait partie des 50 meilleurs contributeurs de l'Euroligue. | [ 215 ] |
| 2022  | Tim Hardaway      | Médaille d'or aux Jeux Olympiques de 2000. · 5× NBA All-Star de 1991 à 1993, 1997 et 1998. · All-NBA First Team en 1997. · 3× All-NBA Second Team en 1992, 1998 et 1999. · All-NBA Third Team en 1993. · Numéro 10 retiré dans la franchise du Heat de Miami. | [ 216 ] |
| 2022  | Lou Hudson        | 6× NBA All-Star de 1969 à 1974. All-NBA Second Team en 1970. Numéro 23 retiré dans la franchise des Hawks d'Atlanta. | [ 217 ] |
| 2022  | Radivoj Korać     | Médaille d'argent aux Jeux Olympiques de 1968 avec la Yougoslavie. · 2× médailles d'argent aux championnats du monde de 1963 et 1967 avec la Yougoslavie. · 2× médailles d'argent aux championnats d'Europe de 1961 et 1965 avec la Yougoslavie. · MVP du championnat d'Europe de 1961. · Fait partie des 50 meilleurs contributeurs de l'Euroligue. · Introduit au FIBA Hall of Fame en 2007. | [ 218 ] |
| 2022  | Lindsay Whalen    | 2× médailles d'or aux Jeux Olympiques de 2012 et 2016. · 2× médailles d'or aux championnats du monde de 2010 et 2014. · 4× championne WNBA en 2011, 2013, 2015 et 2017 avec le Lynx du Minnesota. · 5× WNBA All-Star en 2006, 2011 et de 2013 à 2015. · 3× All-WNBA First Team en 2008, 2011 et 2013. · 2× All-WNBA Second Team en 2012 et 2014. · Fait partie des 20 meilleures joueuses de l'histoire de la WNBA en 2016. · Fait partie des 25 meilleures joueuses de l'histoire de la WNBA en 2021. · Numéro 13 retiré dans la franchise du Lynx. | [ 219 ] |
| 2023  | Pau Gasol         | Médaille d'or aux championnats du monde de 2006 avec l'Espagne. · 3× médailles d'or aux championnats d'Europe de 2009, 2011 et 2015 avec l'Espagne. · 2× médailles d'argent aux Jeux Olympiques de 2008 et 2012 avec l'Espagne. · 2× champion NBA en 2009 et 2010 avec les Lakers de Los Angeles. · 6x NBA All-Star en 2006, de 2009 à 2011, 2015 et 2016. · 2× All-NBA Second Team en 2011 et 2015. · 2× All-NBA Third Team en 2009 et 2010. · NBA Rookie of the Year en 2002. · Numéro 16 retiré chez les Lakers de Los Angeles. | [ 220 ] |
| 2023  | Becky Hammon      | Médaille d'argent aux championnats d'Europe de 2009 avec la Russie. · Médaille de bronze aux Jeux Olympiques de 2008 avec la Russie. · 2× championne WNBA en 2005 et 2006 avec le Liberty de New York. · Fait partie des 15 meilleures joueuses de l'histoire de la WNBA en 2011. · Fait partie des 20 meilleures joueuses de l'histoire de la WNBA en 2016. · Fait partie des 25 meilleures joueuses de l'histoire de la WNBA en 2021. · Numéro 25 retiré dans la franchise des Stars de San Antonio. | [ 221 ] |
| 2023  | Dirk Nowitzki     | Médaille d'argent aux championnats d'Europe de 2005 avec l'Allemagne. · Médaille de bronze aux championnats du monde de 2002 avec l'Allemagne. · Champion NBA et MVP des Finales NBA en 2011 avec les Mavericks de Dallas. · NBA Most Valuable Player en 2007. · 14× NBA All-Star de 2002 à 2012, 2014, 2015 et 2018. · 4× All-NBA First Team de 2005 à 2007 et 2009. · 5× All-NBA Second Team en 2002, 2003, 2008, 2010 et 2011. · 3× All-NBA Third Team en 2001, 2004 et 2012. · Fait partie des 75 meilleurs joueurs de l'histoire de la NBA en 2021. · Numéros 41 retirés dans la franchise des Mavericks et le 14 avec l'Allemagne. · Club du 50-40-90 en 2007. | [ 222 ] |
| 2023  | Tony Parker       | Médaille d'or aux championnats d'Europe de 2013 avec la France. · Médaille d'argent aux championnats d'Europe de 2011 avec la France. · 2× médailles de bronze aux championnats d'Europe de 2005 et 2015 avec la France. · 4× champion NBA en 2003, 2005, 2007 et 2014 avec les Spurs de San Antonio. · MVP des Finales NBA en 2007. · 6× NBA All-Star en 2006, 2007, 2009 et de 2012 à 2014. · 3× All-NBA Second Team de 2012 à 2014. · All-NBA Third Team en 2009. · Numéro 9 retiré dans la franchise des Spurs et avec la France. | [ 223 ] |
| 2023  | Dwyane Wade       | Médaille d'or aux Jeux Olympiques de 2008. · 3× Champion NBA en 2006, 2012 et 2013 avec le Heat de Miami. · MVP des Finales NBA en 2006. · 13× NBA All-Star de 2005 à 2016 et 2019. · 2× All-NBA First Team en 2009 et 2010. · 3× All-NBA Second Team en 2005, 2006 et 2011. · 3× All-NBA Third Team en 2007, 2012 et 2013. · 3× NBA All-Defensive Second Team en 2005, 2009 et 2010. · Fait partie des 75 meilleurs joueurs de l'histoire de la NBA en 2021. · Numéro 3 retiré dans la franchise du Heat. | [ 224 ] |
| 2024  | Seimone Augustus  | 3× médailles d'or aux Jeux Olympiques de 2008, 2012 et 2016. · Médaille d'or aux championnats du monde de 2014. · 4× championne WNBA en 2011, 2013, 2015 et 2017 avec le Lynx du Minnesota. · MVP des Finales WNBA en 2011. · 8× WNBA All-Star en 2006, 2007, 2011, de 2013 à 2015, 2017 et 2018. · All-WNBA First Team en 2012. · 5× All-WNBA Second Team en 2006, 2007, 2011, 2013 et 2014. · Fait partie des 20 meilleures joueuses de l'histoire de la WNBA en 2016. · Fait partie des 25 meilleures joueuses de l'histoire de la WNBA en 2021. · Numéro 33 retiré dans la franchise du Lynx. |         |
| 2024  | Dick Barnett      | 2× Champion NBA en 1970 et 1973 avec les Knicks de New York. NBA All-Star en 1968. Numéro 12 retiré dans la franchise des Knicks. |         |
| 2024  | Chauncey Billups  | Médaille d'or aux championnats du monde de 2010. · Champion NBA en 2004 avec les Pistons de Détroit. · MVP des Finales NBA en 2004. · 5× NBA All-Star de 2006 à 2010. · All-NBA Second Team en 2006. · 2× All-NBA Third Team en 2007 et 2009. · 2× NBA All-Defensive Second Team en 2005 et 2006. · Numéro 1 retiré dans la franchise des Pistons. |         |
| 2024  | Vince Carter      | Médaille d'or aux Jeux Olympiques de 2000. · 8× NBA All-Star de 2000 à 2007. · All-NBA Second Team en 2001. · All-NBA Third Team en 2000. · Numéro 15 retiré dans la franchise des Raptors. · Numéro 15 retiré dans la franchise des Nets. |         |
| 2024  | Michael Cooper    | 5× champion NBA en 1980, 1982, 1985, 1987, 1988 avec les Lakers de Los Angeles. NBA Defensive Player of the Year en 1987. 5× NBA All-Defensive First Team en 1982, 1984, 1985, 1987 et 1988. 3× NBA All-Defensive Second Team en 1981, 1983 et 1986. |         |
| 2024  | Walter Davis      | Médaille d'or aux Jeux Olympiques de 1976. · 6× NBA All-Star de 1978 à 1981 et de 1984 à 1987. · 3× All-NBA Second Team en 1978 et 1979. · Numéro 6 retiré dans la franchise des Suns. |         |
| 2024  | Michele Timms     | Médaille d'argent aux Jeux Olympiques de 2000 avec l'Australie. · Médaille de bronze aux Jeux Olympiques de 1996 avec l'Australie. · Médaille de bronze aux championnats du monde de 1998 avec l'Australie. · WNBA All-Star en 1999. · 5× championne WNBL de 1986 à 1989 et 1992. · Numéro 7 retiré dans la franchise du Mercury. |         |